# Livro do Armeiro-Mor

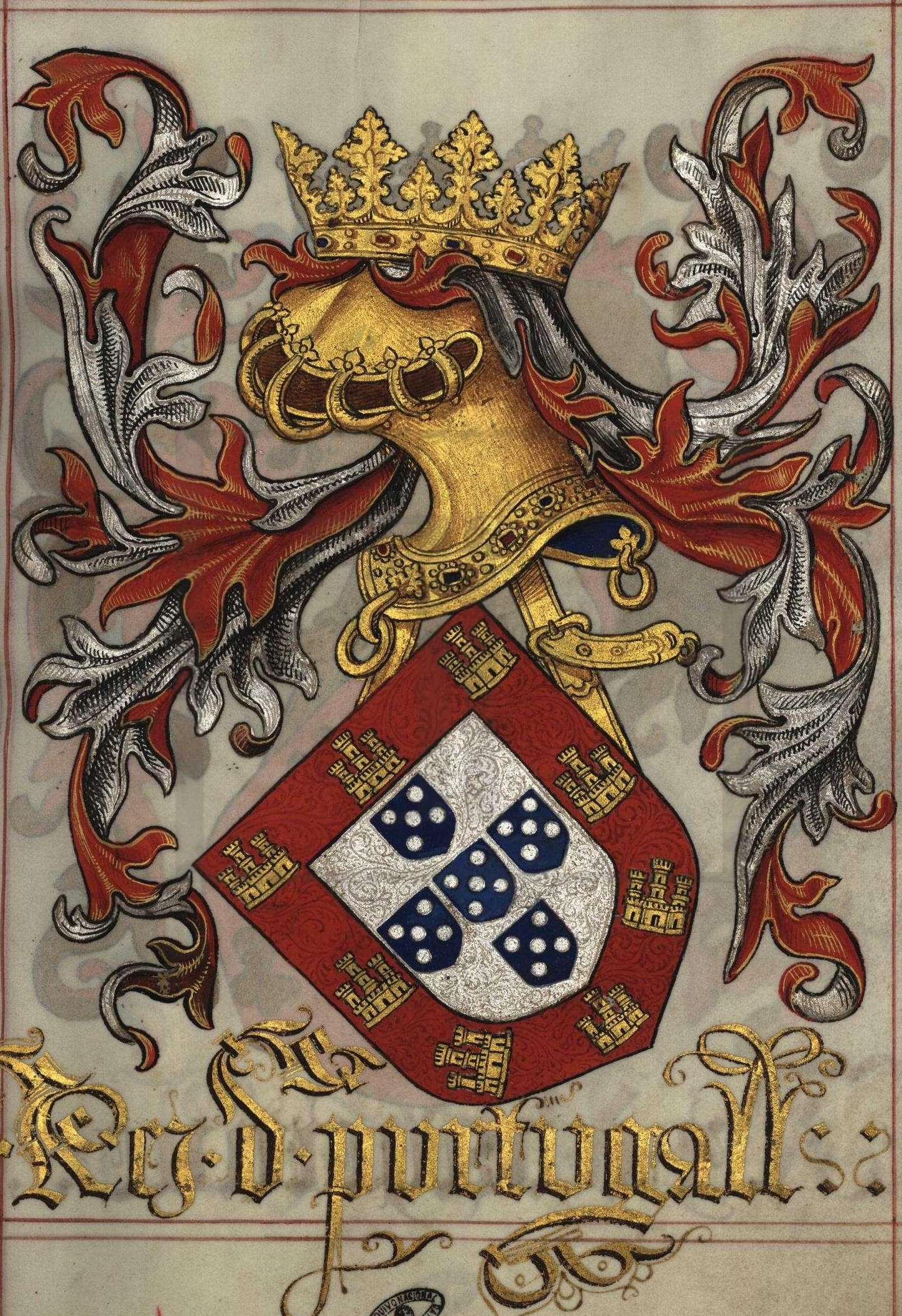
Livro do Armeiro-Mor, Armas do Rei de Portugal (fl 10^{r})

O Livro do Armeiro-Mor é um manuscrito iluminado datado de 1509, durante o reino de D. Manuel I, décimo-quarto rei de Portugal. O códice é um armorial, isto é, uma coletânea de armas heráldicas, da autoria do Rei de Armas João do Cró. É considerado uma das obras-primas da iluminura conservadas em Portugal, a par de, por exemplo, o Apocalipse do Lorvão, do século XII, o Livro de Horas de D. Duarte, ou dos contemporâneos Bíblia dos Jerónimos e Livro de Horas de D. Manuel, também executados para o Venturoso. Por ser o mais antigo armorial português que sobreviveu até aos nossos dias, por ser a fonte mais antiga que hoje temos quanto a certas armas, e ainda pela beleza das suas magníficas iluminuras, é considerado o mais importante armorial português. Foi chamado o "monumento máximo do que poderemos chamar a cultura heráldica portuguesa."
A obra é assim chamada por ter sido entregue à guarda do Armeiro-Mor D. Álvaro da Costa, nomeado em 1511, em cuja família o cargo e a guarda do livro se mantiveram por mais de dez gerações. Por essa razão escapou o Livro do Armeiro-Mor ao grande Terramoto de 1755, que destruiu, entre tantas outras coisas, o Cartório da Nobreza. O livro esteve ainda na origem do Livro da Nobreza e Perfeiçam das Armas ainda na primeira metade do século XVI. O Thesouro de Nobreza, já no terceiro quartel do século XVII, seguiu de certa forma o modelo da obra de João do Cró.
Este artigo enumera a totalidade das quase quatrocentas armas no Livro do Armeiro-Mor, na exata ordem em que estas são apresentadas nos cinco capítulos da obra.

## Características

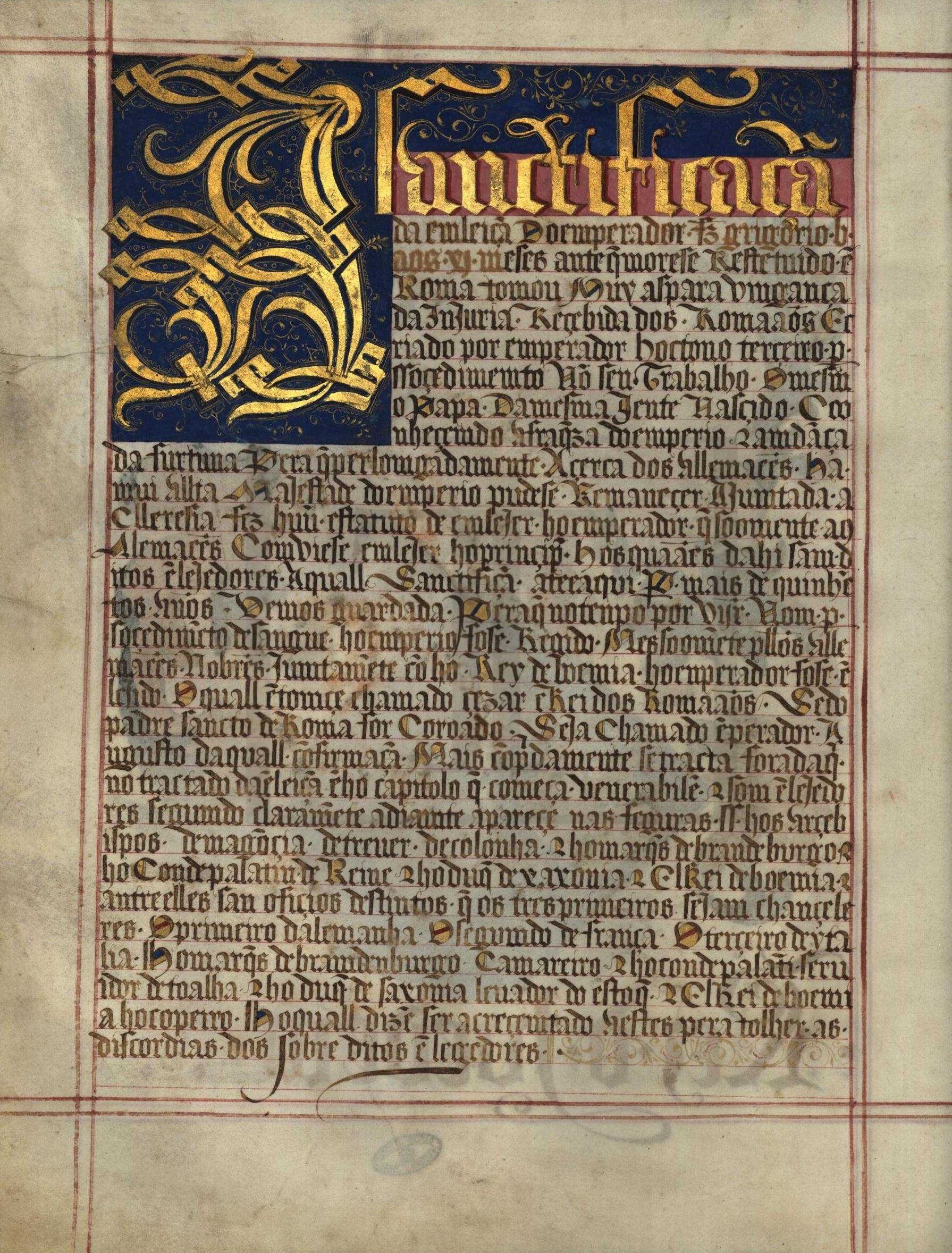
Santificação da Eleição do Imperador. Início da capítulo sobre a eleição do Imperador da Alemanha (fl 30^{r}) (Ver infra)

O Livro do Armeiro-Mor contém 161 fólios de pergaminho, nas dimensões 403 x 315 mm, e está escrito em português. No fim da Monarquia pertencia à livraria particular do rei D. Carlos. Hoje conserva-se no arquivo nacional da Torre do Tombo (cota Casa Real, Cartório da Nobreza, liv. 19).
O livro foi encomendado por D. Manuel I, conforme se pode ler no início da obra:

Livro das Armas//que ho muyto alto//...//elrey Dom Manuell//...//mandou a my rey darmas Portuguall//juiz da nobreza que compossese e hordenasse//e nelle asentasse tadallas armas dos reys e princepes cristaãos// e asy udeus mouros e gentijos//domde primeiramente decendeo e começou a nobreza//a asy asentasse e possese todallas armas dos nobres destes reynos e senhorios cada//huuas em seu luguar proprio//...

Trata-se assim de um livro oficial e normativo, resultante da tentativa de um monarca de ordenar o uso de armas heráldicas no seu reino:

D. Manuel I, mediante uma série de reformas legislativas de base, conseguiu levar a cabo... o que D. João I tinha iniciado e não lograra completar. A publicação das Ordenações, a reforma dos forais, a reformação da justiça, a reforma da fazenda... são, entre outras, manifestações do critério uniformizador e centralizador do monarca. E desse critério se configuram, ainda, como reflexos a Sala dos Brasões e os grandes armoriais seus contemporâneos. Reflexos porque o príncipe deixa de se articular com os fidalgos e os nobres como grandes terra-tenentes, de difícil comando, para passar, tão-somente, a tê-los como serventuários da coroa...

O mesmo rei D. Manuel I mandou assim poucos anos depois pintar a Sala de Sintra, cujo teto é decorado pelas armas das 72 linhagens mais importantes do reino. Todas as armas representadas na Sala de Sintra encontram-se também no Livro do Armeiro-Mor. De forma muito significativa, praticamente todos os títulos de nobreza conferidos em Portugal durante o Antigo Regime até os fins do século XVIII foram conferidos a uma de estas 72 linhagens, o que mostra bem como o Livro do Armeiro-Mor é um espelho da, no contexto europeu, extraordinariamente estável elite da sociedade portuguesa de então.
O Livro do Armeiro-Mor é um armorial geral - porque inclui armas de todo o reino - e universal - porque inclui também armas de outros reinos, imaginárias ou verdadeiras. Não inclui descrição das armas.
O tomo contém um índice que divide a obra em cinco capítulos (ver infra). Após armas lendárias e europeias, o corpo do livro trata das armas da Casa Real de Portugal e das principais famílias do reino, ao todo 287 armas portuguesas. As armas portuguesas encontram-se dispostas por ordem decrescente de importância, começando com as linhagens da velha ou imemorial nobreza, algumas remontando aos tempos do Condado Portucalense. O livro apresenta um escudo de armas por página nas secções que apresentam as armas lendárias, estrangeiras, ou da principal nobreza do reino. Na última secção do livro são apresentadas quatro escudos de armas de linhagens menores ou mais recentes por página.
A análise do Livro do Armeiro-Mor é longa. A obra foi publicada em 1956 pela Academia Portuguesa da História, acompanhado pelo até hoje mais importante estudo da mesma. Essa obra encontra-se hoje esgotada. Mais recentemente, a mesma academia publicou uma segunda edição em 2007, que reproduz trechos do estudo de 1956 e inclui a mais recente investigação sobre o tema. O estudo mais importante das linhagens apresentadas no Livro do Armeiro-Mor continua a ser a obra Brasões da Sala de Sintra, em três volumes, da autoria de Anselmo Braamcamp Freire. Mais recentemente, José Augusto Sotto Mayor Pizarro publicou a sua tese de doutoramento, Linhagens Medievais Portuguesas: Genealogias e Estratégias 1279-1325, em três volumes, na qual podemos seguir o percurso de algumas destas linhagens durante o reinado de D. Dinis.

### Nacionalidade do autor
A autoria da obra tem sido disputada, principalmente a nacionalidade do Rei de Armas Portugal, tendo um Mestre Harriet inglês, o bacharel António Rodrigues, e um Jean du Cros francês sido sugeridos. Segundo os comentários à mais recente edição da obra, os dois primeiros estão definitivamente postos de lado, e parece confirmada a nacionalidade portuguesa de João do Cró.

### Elmos e paquifes
O Livro do Armeiro-Mor destaca-se por não apresentar os timbres das respetivas armas - apenas inscrevendo a palavra timbre sobre 86 dos escudos portugueses, na última secção da obra -, dando toda a atenção ao escudo, e apenas ornamentando o mesmo com elmos e magníficos paquifes, e um virol. Sendo o escudo o elemento absolutamente fundamental das armas heráldicas, isto pode ser considerado uma tradição que dá a devida importância ao escudo e, mantendo as armas simples e limitadas ao fundamental, confere às mesmas uma grande dignidade. No entanto, no posterior Livro da Nobreza e Perfeição das Armas, de António Godinho, cuja iniciativa se deve a D. Manuel I mas que apenas foi completado no reinado de D. João III, optou-se por representar também os respetivos timbres.
Foram identificados vários modelos de virol na obra, e sete modelos de paquife, dos quais três adornam 190 das armas, e os restantes quatro apenas 24. Quanto aos elmos que encimam os escudos, não parecem existir critérios, no caso das Casas nobres, quanto ao uso de elmos de ouro (34 casos) e de prata. "...só resta uma explicação. O iluminador não respeitou qualquer regra na escolha dos metais ou cores e na forma dos elementos exteriores ao escudo. As opções basearam-se exclusivamente em critérios artísticos, devidos à inspiração e criatividade do artista." Como o mesmo autor refere, isto era relativamente frequente nos armoriais da época.
Certos erros menores na obra de João do Cró foram corrigidos por António Godinho, cuja obra, embora também não isenta de erros, "se deve preferir na fixação do armorial português". O Livro do Armeiro-Mor, no entanto, é sem margem para dúvida a obra de referência quanto à arte heráldica.

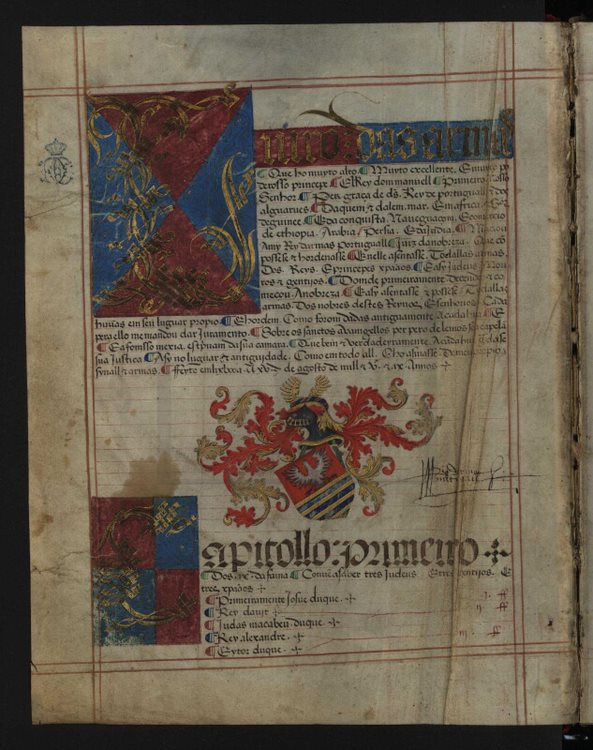
Abertura assinada pelo Rei
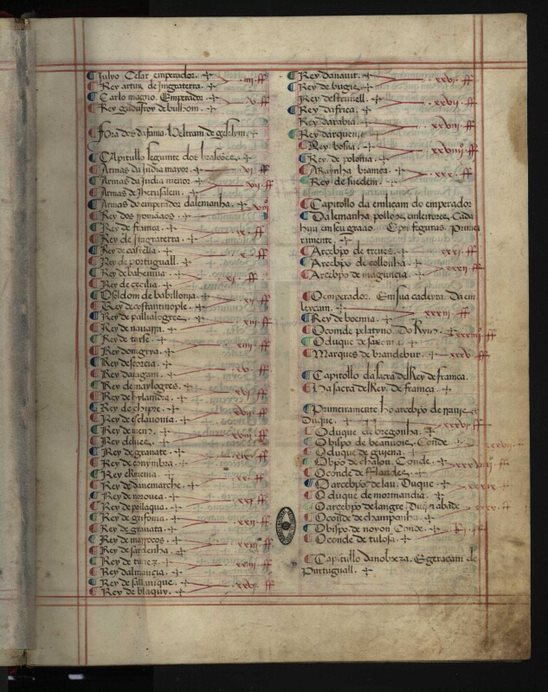
Índice parte 1
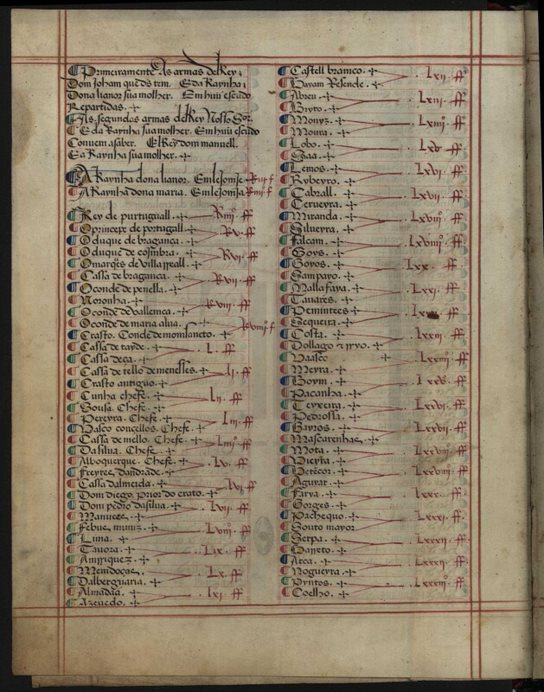
Índice parte 2
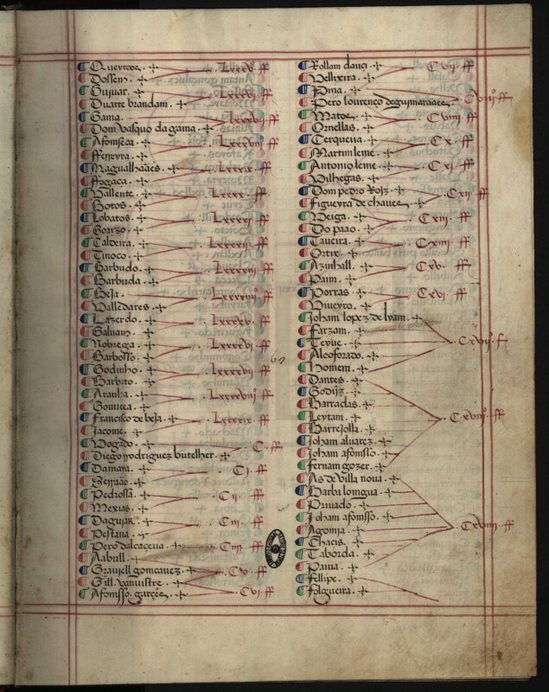
Índice parte 3
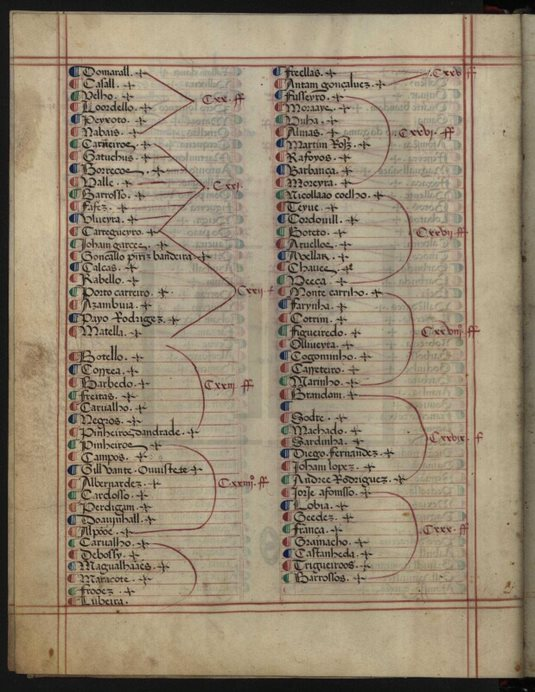
Índice parte 4
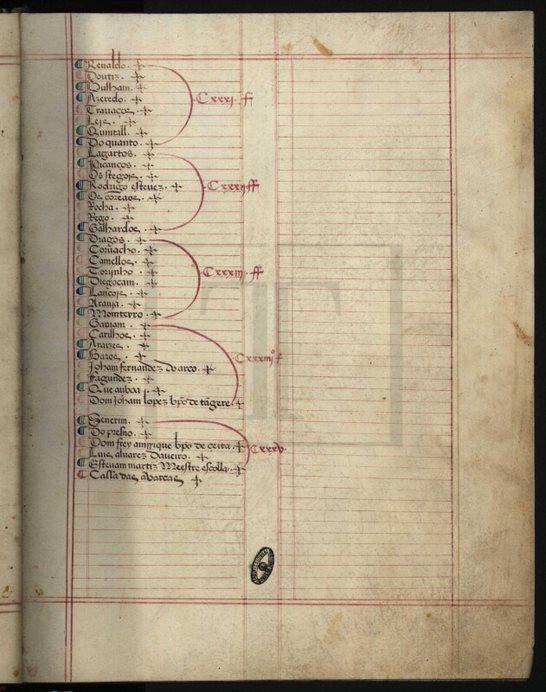
Índice parte 5

## Capítulo Primeiro dos Nove da Fama
O primeiro capítulo do Livro do Armeiro-Mor apresenta as armas dos chamados Nove da Fama, heróis históricos ou lendários de grande renome, e ainda uma figura fora dos da Fama. Ao todo dez iluminuras de grande beleza, onde cada escudo é apresentado por uma figura, ainda que as armas sejam em grande parte fantasiosas. Os heróis da Fama estão divididos em três grupos de três: três reis Hebreus, três reis Pagãos, e três reis Cristãos. A ordem de apresentação das dez figuras é cronológica, exceto entre os pagãos, onde Heitor, o lendário príncipe de Troia, é apresentado depois de Alexandre Magno. A outra figura lendária é o rei Artur, que encabeça a lista dos heróis cristãos.
A figura fora dos da Fama representa Bertrand du Guesclin, condestável de França durante a Guerra dos Cem Anos.

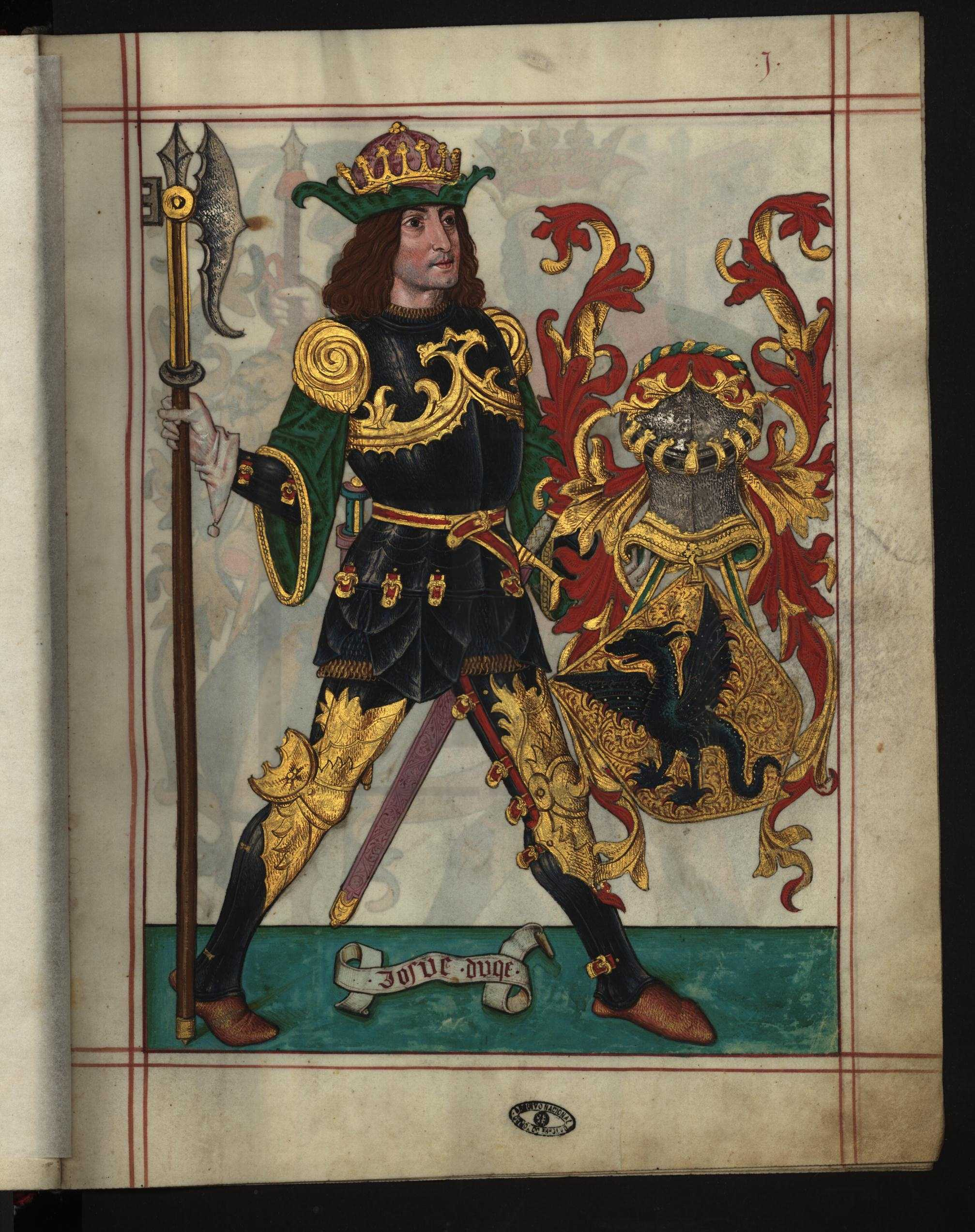
Josué (fl 1)
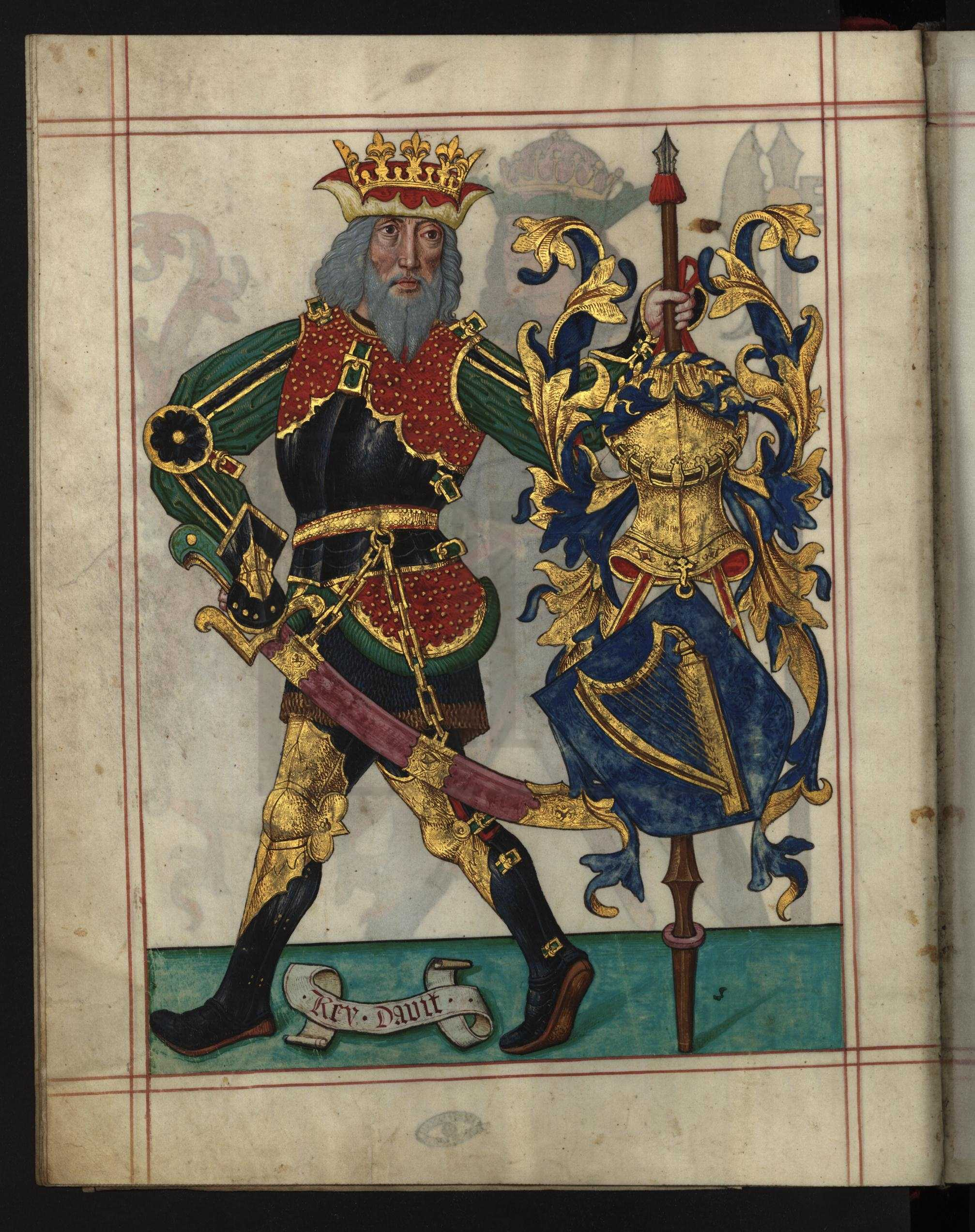
David (fl 1v)
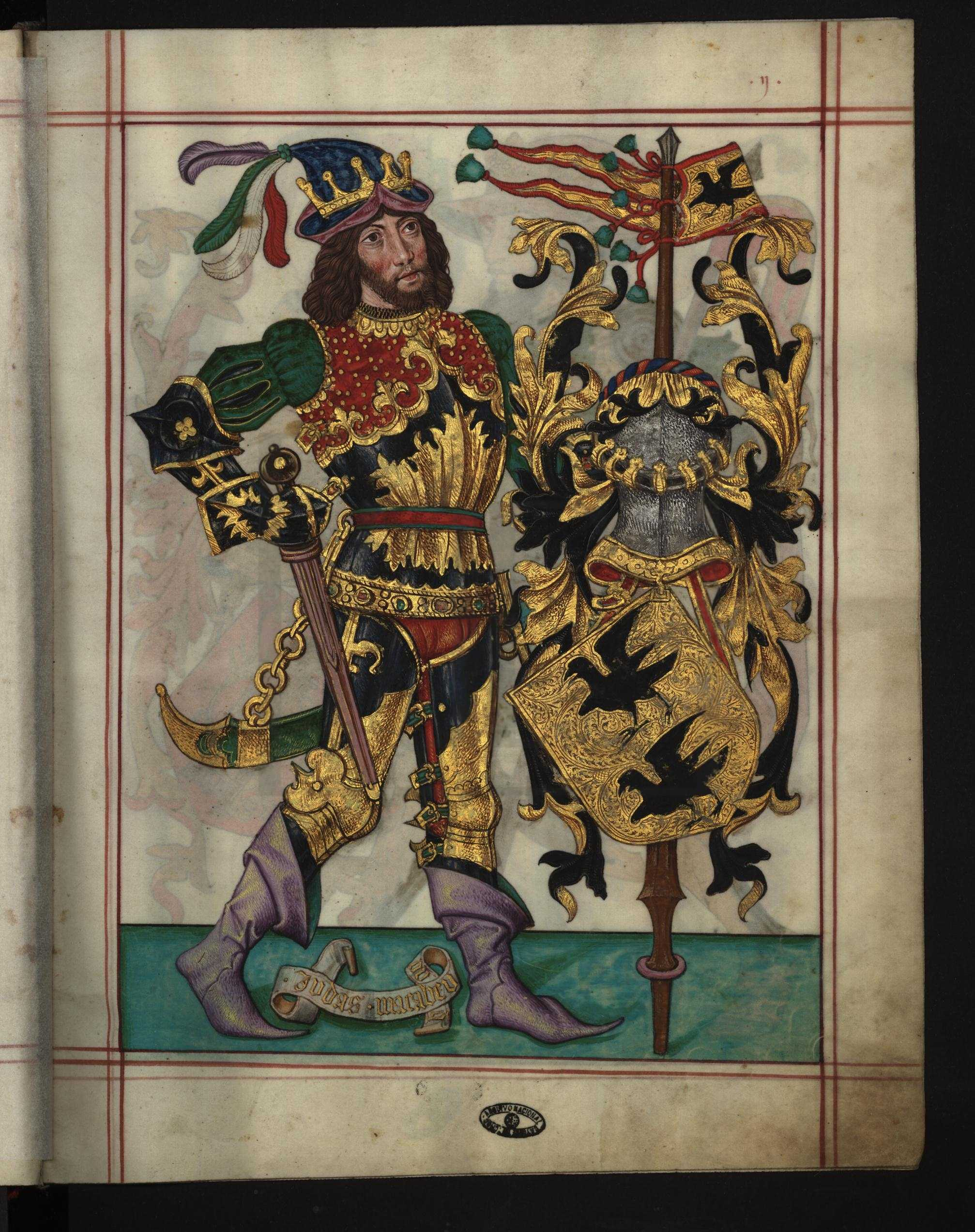
Judas Macabeu (fl 2)
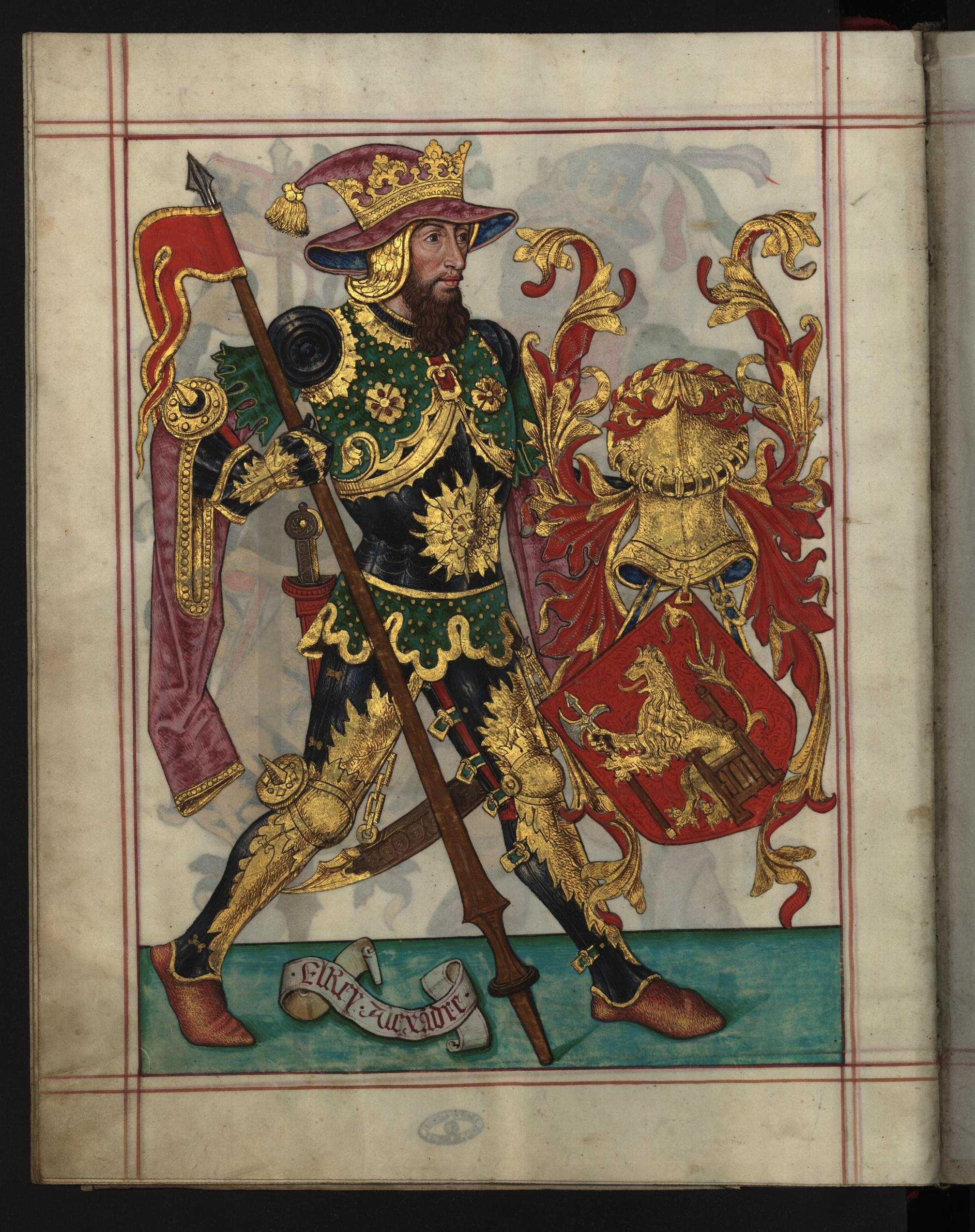
Alexandre Magno (fl 2v)
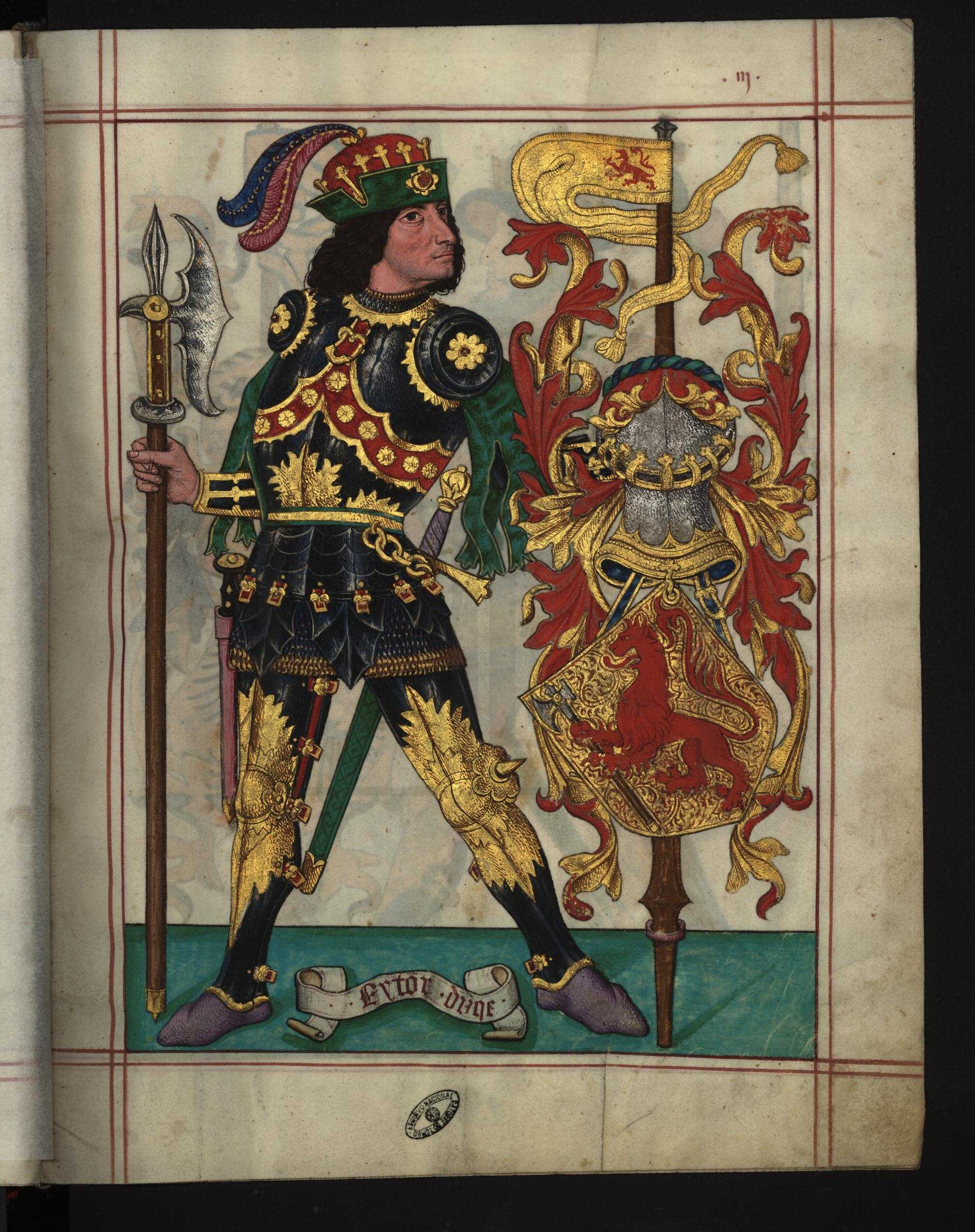
Heitor (fl 3)
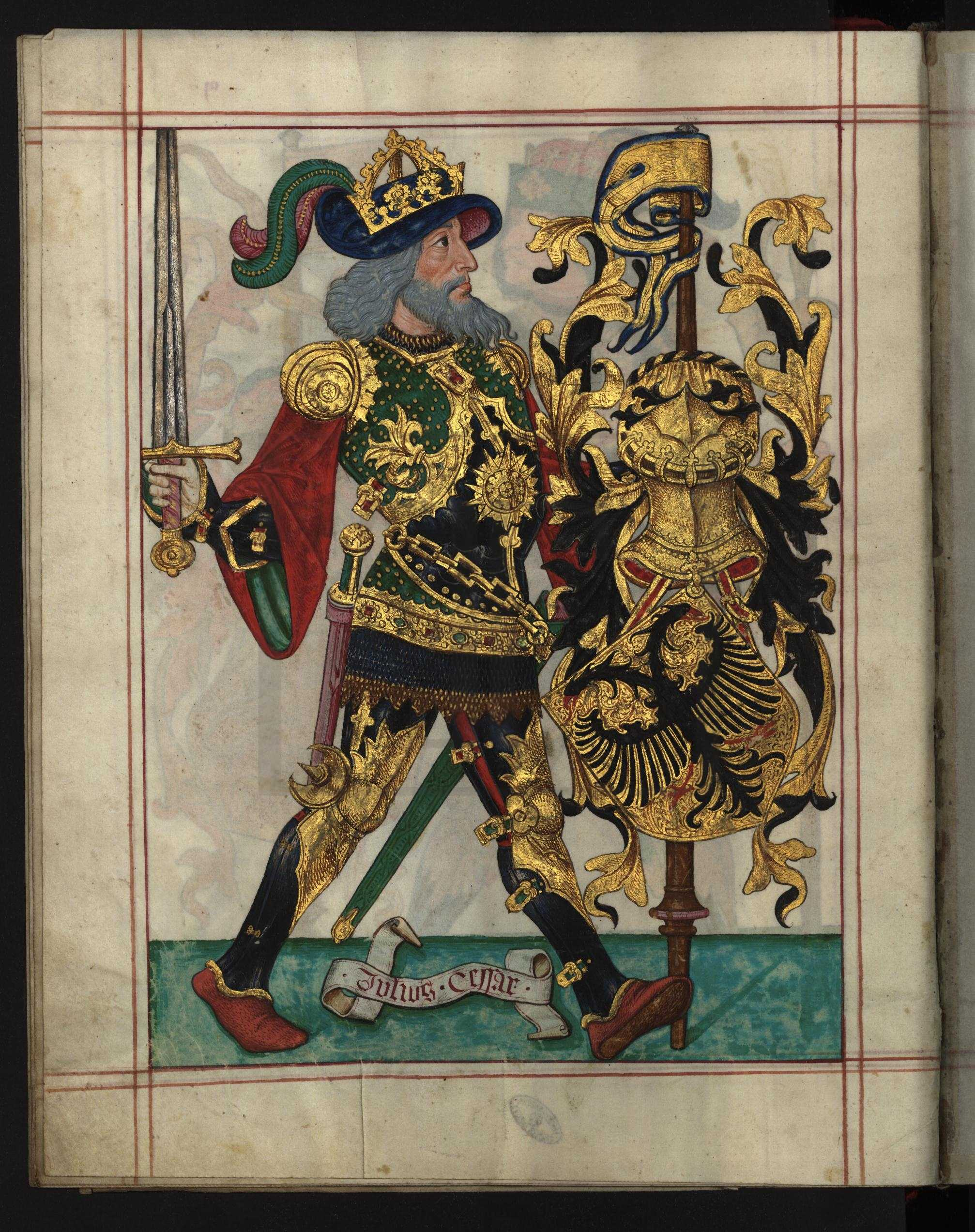
Júlio César (fl 3v)
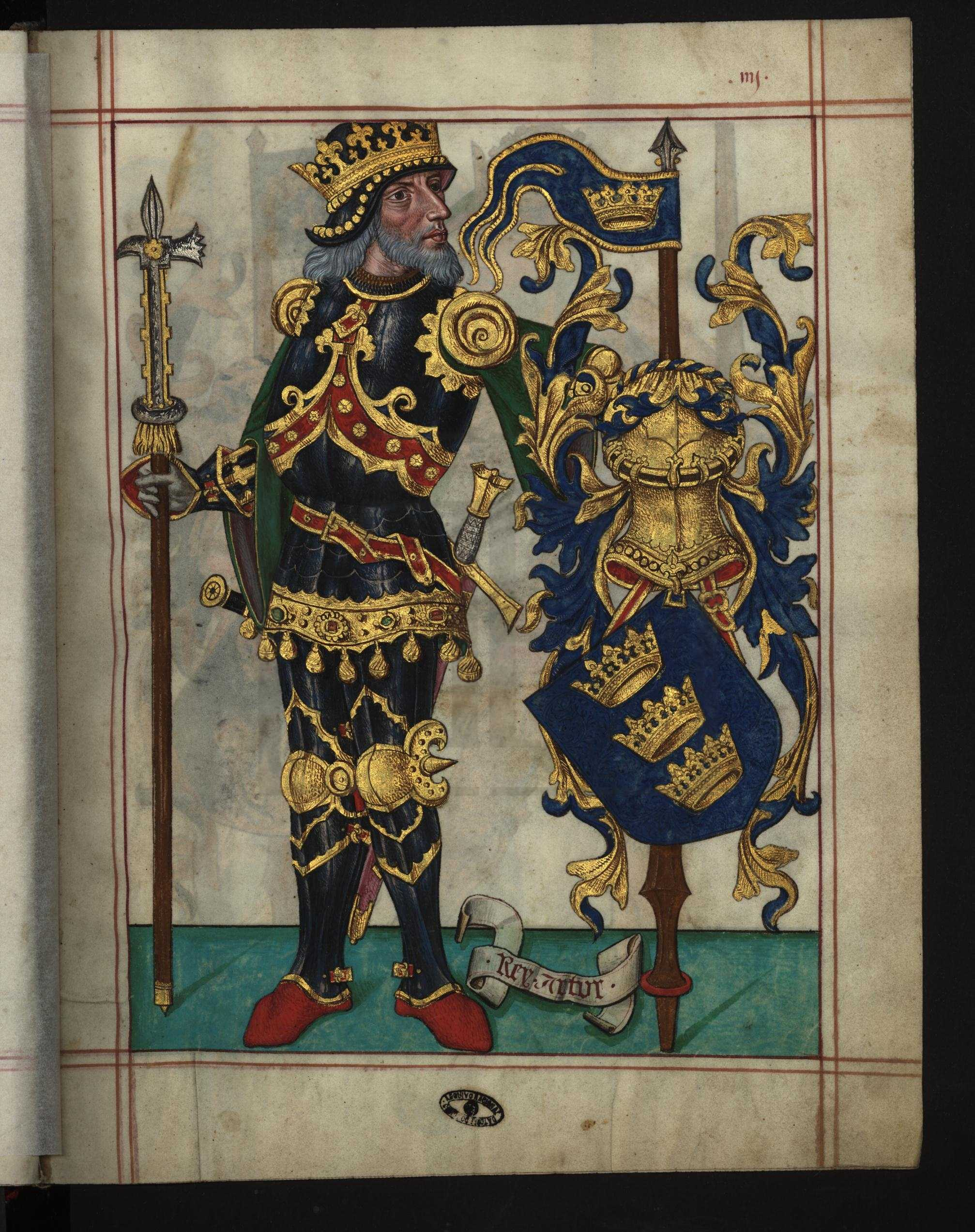
Rei Artur (fl 4)
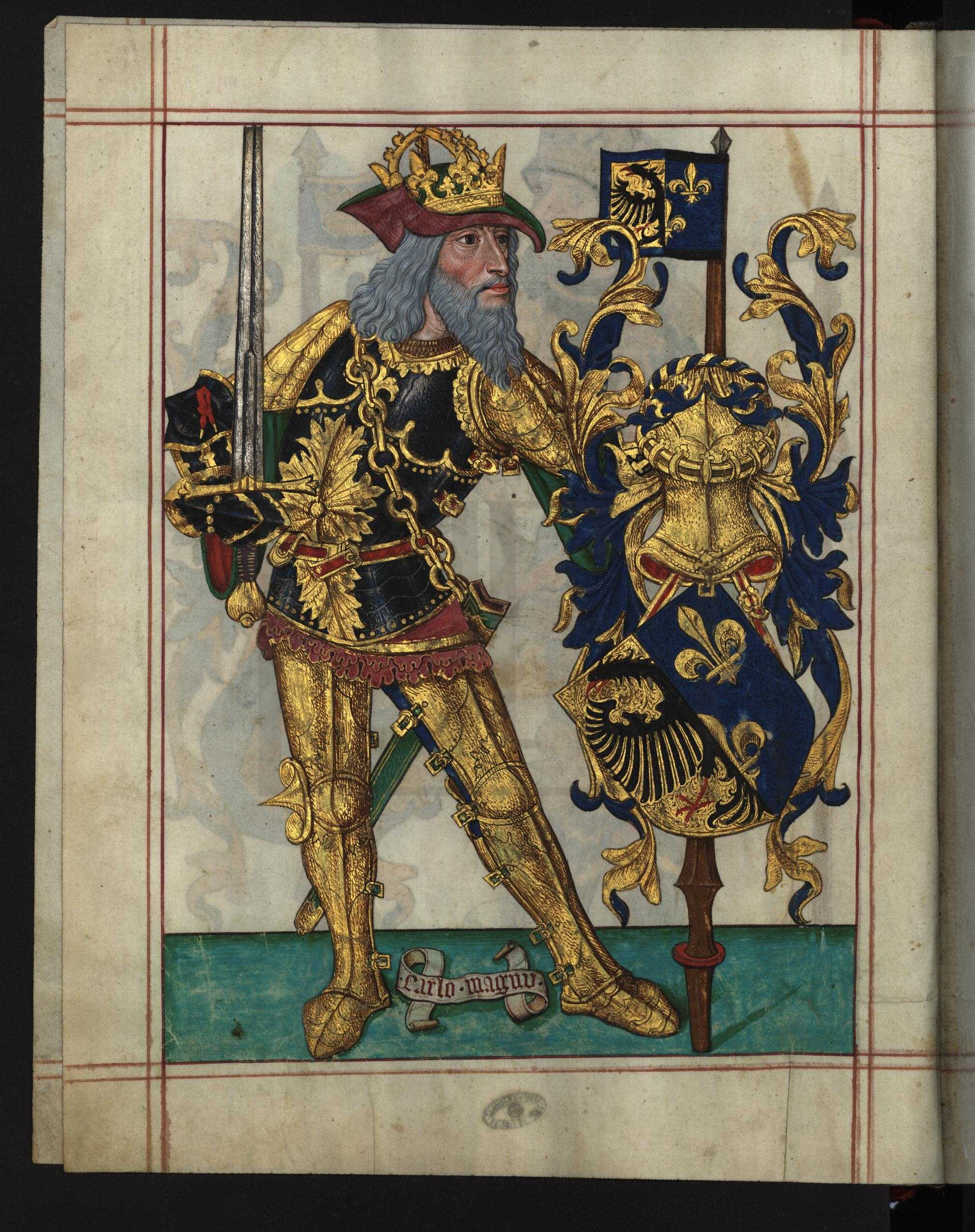
Carlos Magno (fl 4v)
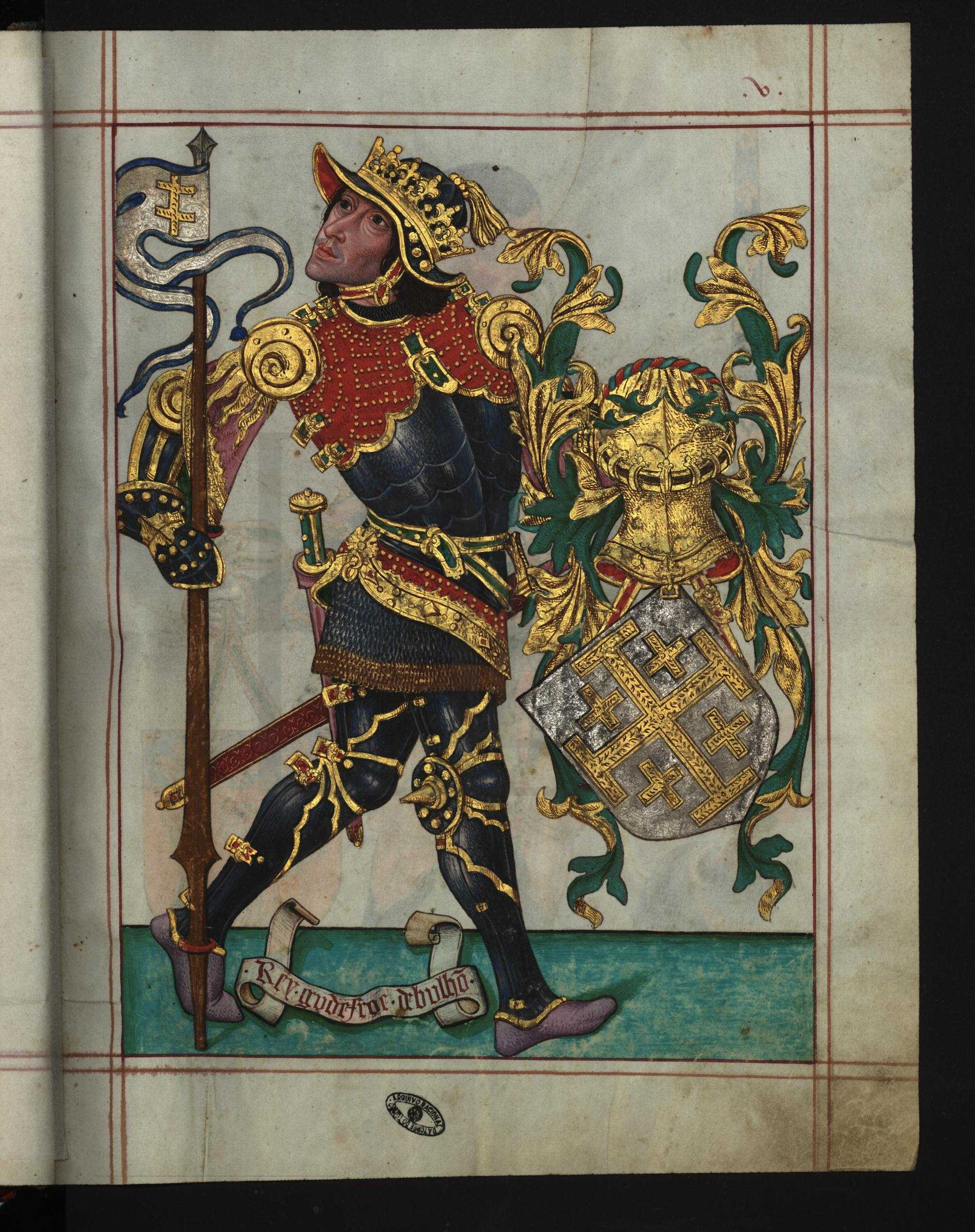
Godofredo de Bulhão (fl 5)
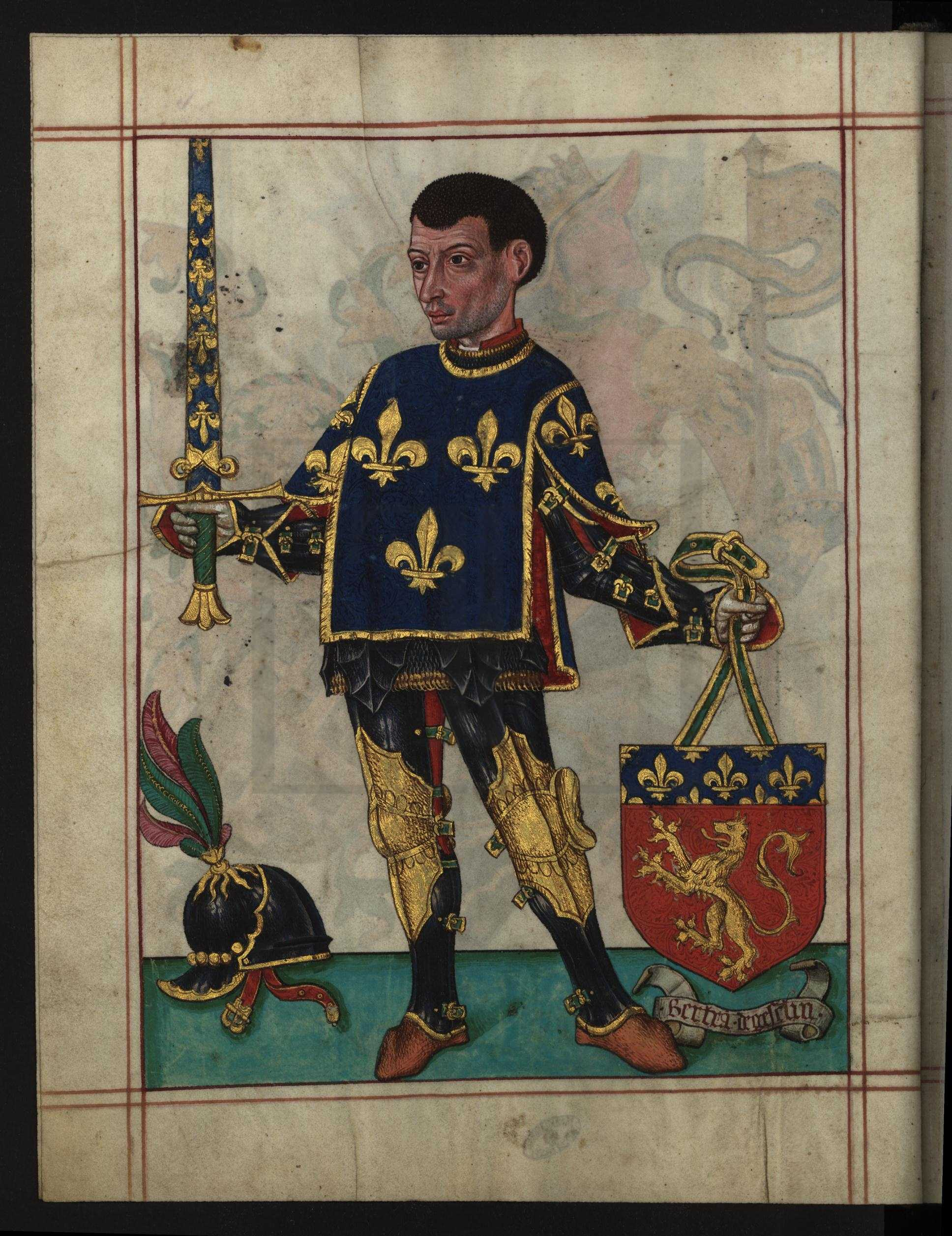
Bertrand du Guesclin (fl 5v)

## Capítulo Seguinte dos Brasões
Os Estados da Europa, Ásia e África

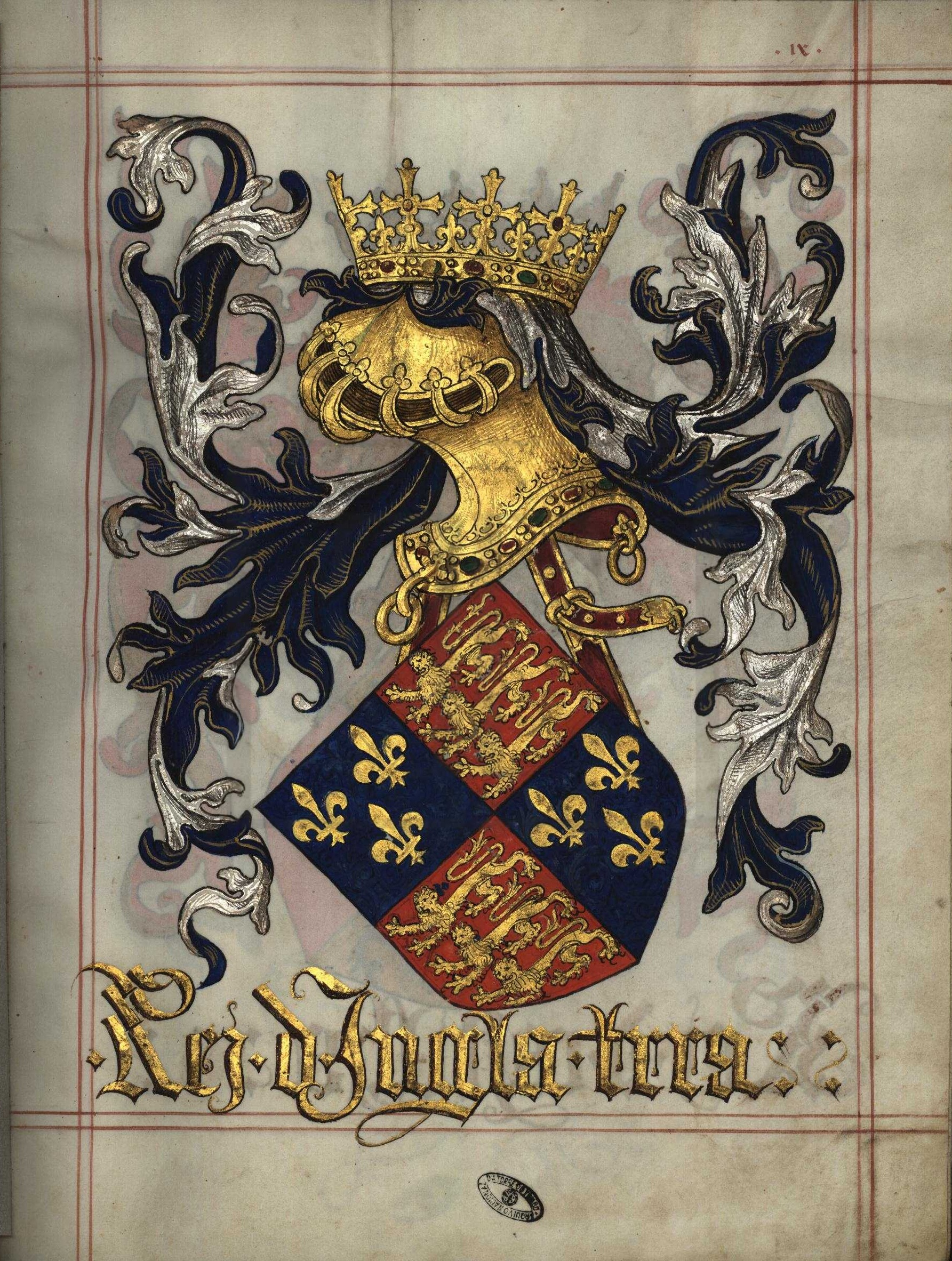
Armas do Rei de Inglaterra (fl 9^{r})

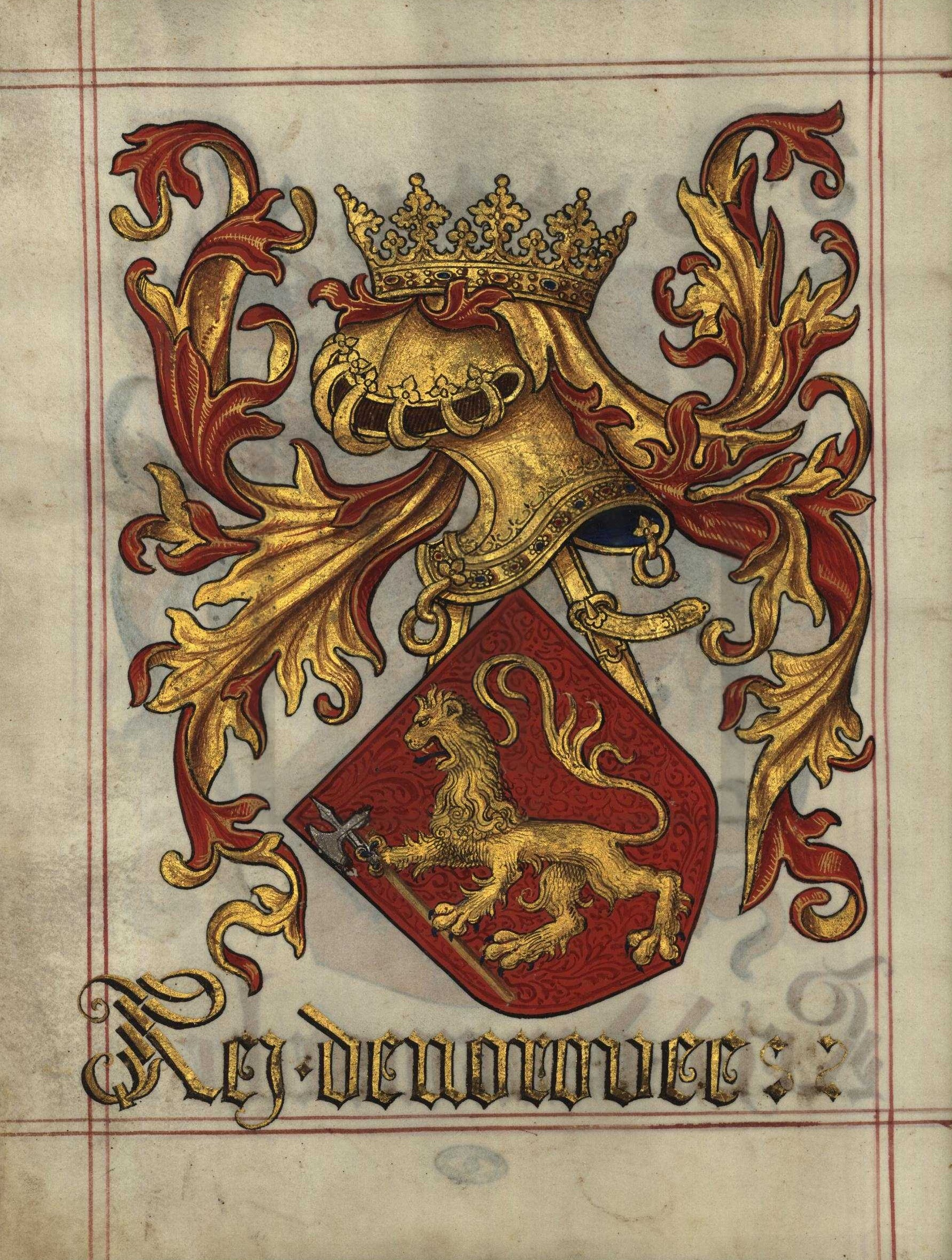
Armas do Rei da Noruega (fl 20^{v})

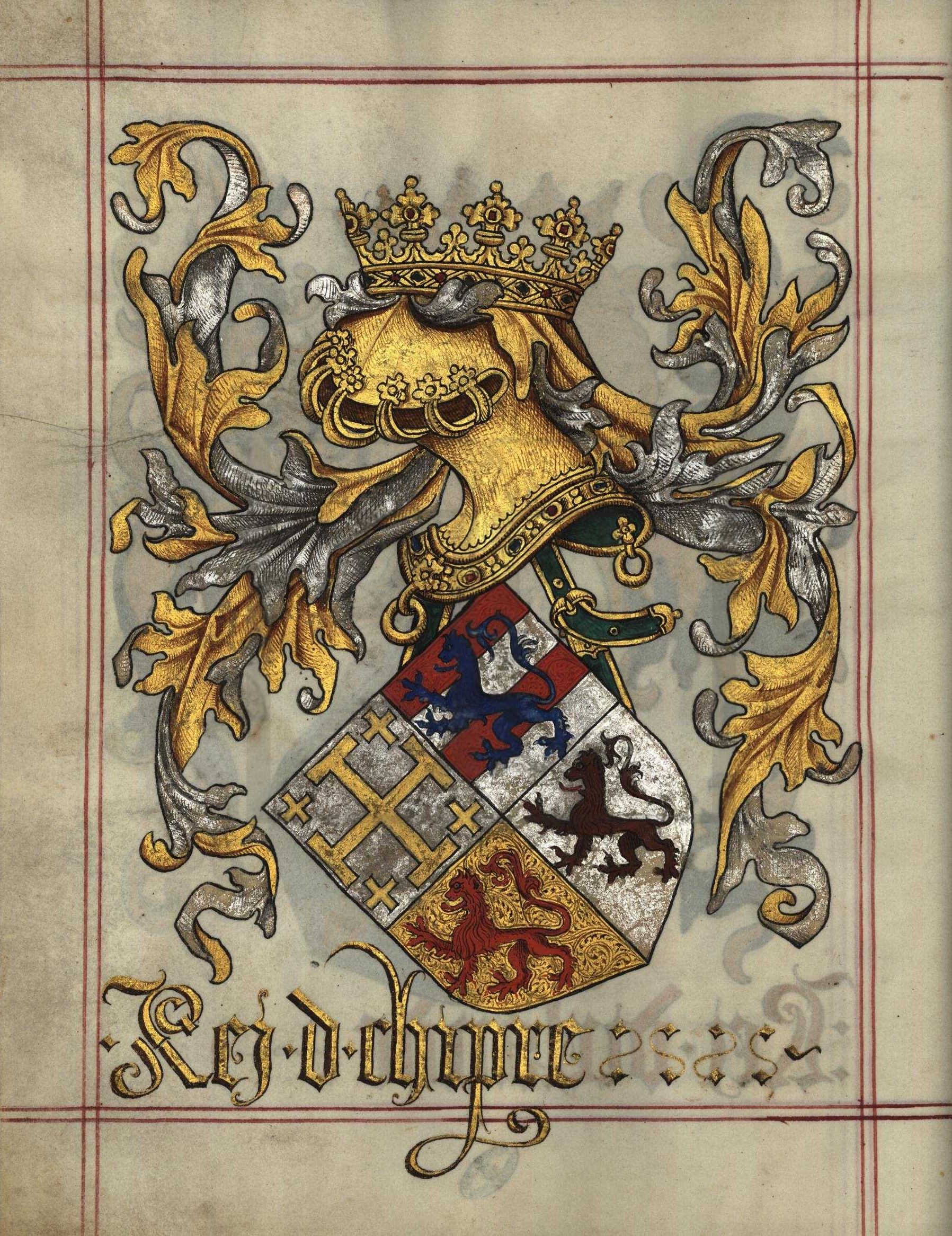
Armas do Rei de Chipre (fl 16^{v})

O seguinte capítulo da obra, intitulado no índice "dos Brasões", apresenta as armas de 49 grandes e pequenos estados, em outras tantas páginas. Entre estes estados encontramos os principais reinos da Europa Ocidental, incluindo os reinos das Ilhas Britânicas e da Escandinávia. Encontramos ainda certas armas históricas de reinos já não existentes à altura da execução da obra em 1509, nomeadamente três reinos cristãos da Terra Santa fundados na era das Cruzadas: o reino de Jerusalém, o reino arménio da Cilícia, e o reino do Chipre. Do mesmo modo encontramos as armas do Império Bizantino e da dinastia Paleólogo, a última dinastia do Império.
Por fim encontramos também neste capítulo, à semelhança do visto no primeiro capítulo, armas de reinos ou figuras lendárias, como a Rainha Branca. Algumas de estas armas lendárias, mais ou menos fantasiosas, ou não identificadas estão representadas na seguinte lista em itálico.
Estas iluminuras, ao contrário das precedentes, não apresentam figuras, mas apenas os escudos, pendurados de um elmo coroado, e paquifes.
- Índia Maior (fl 6r)
- Índia Menor (fl 6v)
- Rei de Jerusalém (fl 7r)
- Imperador da Alemanha (fl 7v)
- Rei dos Romanos (fl 8r)
- Rei de França (fl 8v)
- Rei de Inglaterra (fl 9r)
- Rei de Castela (fl 9v)
- Rei de Portugal (fl 10r)
- Rei da Boémia (fl 10v)
- Rei da Sicília (fl 11r)
- Sultão de Babilónia (fl 11v)
- Rei de Constantinopla (fl 12r)
- Rei de paleólogos (fl 12v)
- Rei de Navarra (fl 13r)
- Rei de Tarso (fl 13v)
- Rei da Hungria (fl 14r)
- Rei da Escócia (fl 14v)
- Rei de Aragão (fl 15r)
- Rei de Mailogres (fl 15v)
- Rei da Irlanda (fl 16r)
- Rei do Chipre (fl 16v)
- Rei de Clavomnia (fl 17r)
- Rei de Mens (fl 17v)
- Rei d'Elves (fl 18r)
- Rei de Granat (fl 18v)
- Rei de Conimbra (fl 19r)
- Rei da Arménia (fl 19v)
- Rei da Dinamarca (fl 20r)
- Rei da Noruega (fl 20v)
- Rei da Polónia (fl 21r)
- Rei da Pomerânia ("Grifonia") (fl 21v)
- Rei de Granata (fl 22r)
- Rei de Marrocos (fl 22v)
- Rei da Sardenha (fl 23r)
- Rei de Tunes (fl 23v)
- Rei da Dalmácia (fl 24r)
- Rei de Salónica (fl 24v)
- Rei da Valáquia (fl 25r)
- Rei de Danamt (fl 25v)
- Rei de Bugia (fl 26r)
- Rei de Estunell (fl 26v)
- Rei de África (fl 27r)
- Rei da Arábia (fl 27v)
- Rei das Órcades (fl 28r)
- Rei da Bósnia (fl 28v)
- Rei da Polónia (fl 29r)
- Rainha Branca (fl 29v)
- Rei da Suécia (fl 30r)

## Capítulo da Eleição do Imperador da Alemanha

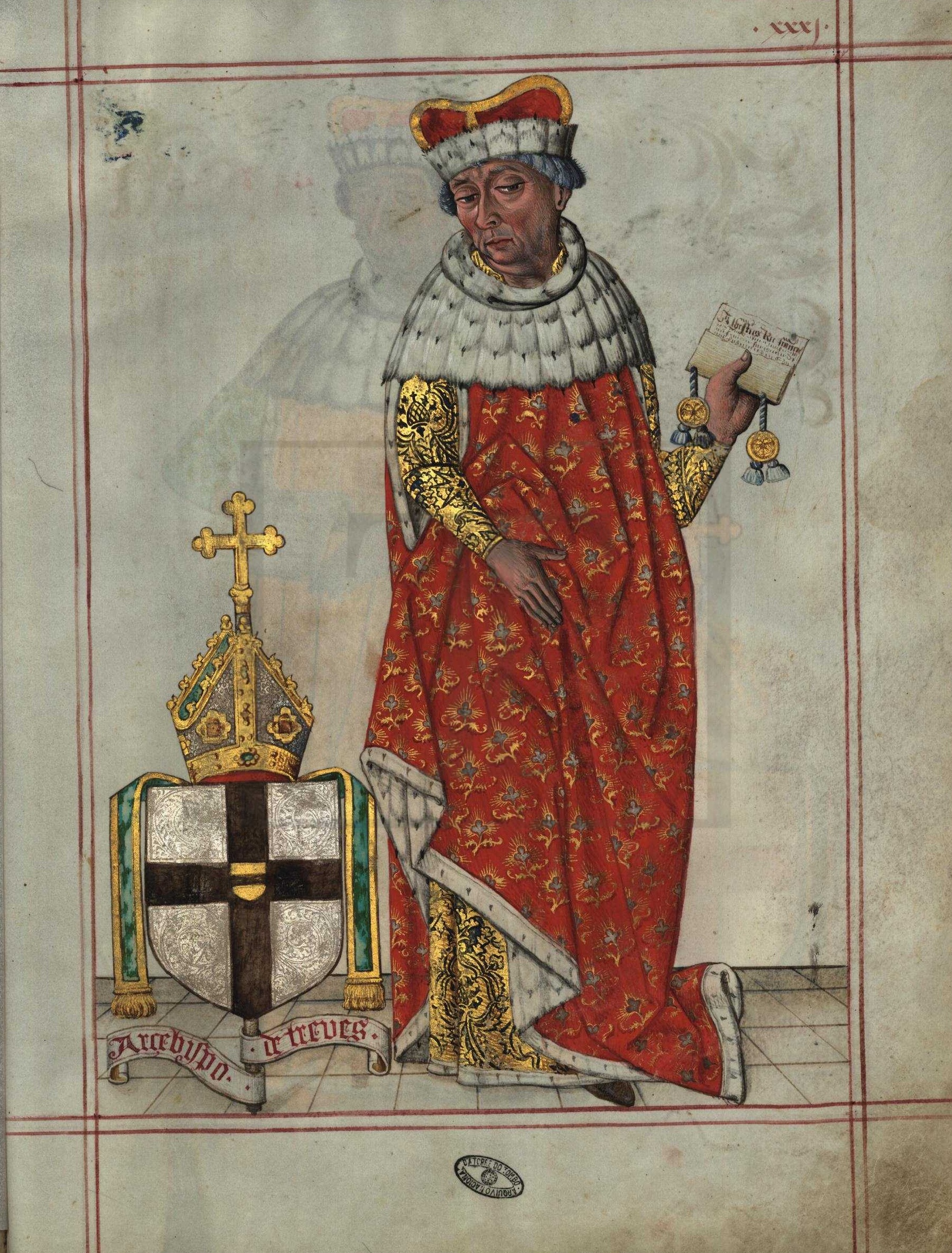
Armas do Arcebispo de Tréveris (fl 31^{r})

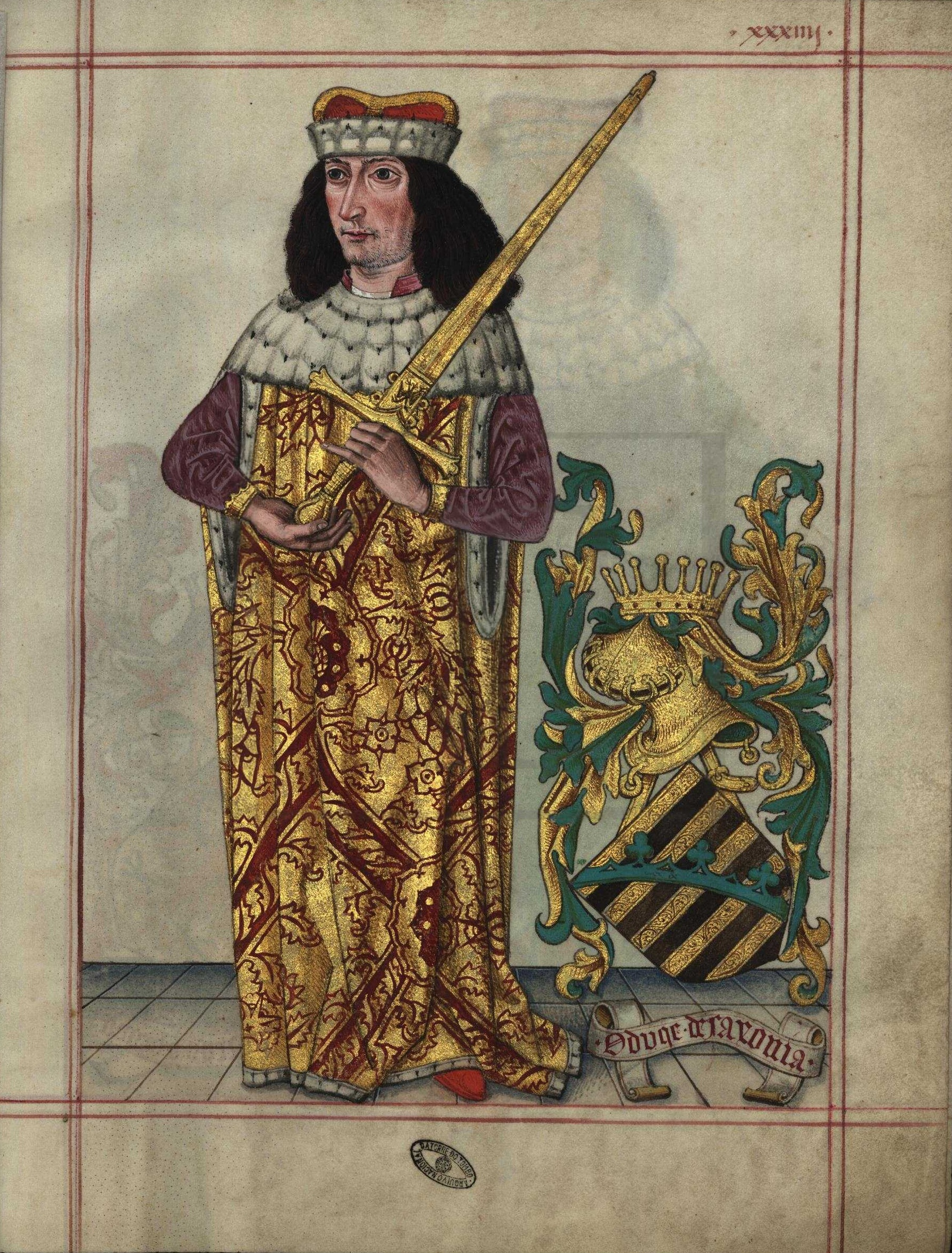
Armas do Duque da Saxónia (fl 34^{r})

Os sete Príncipes-eleitores do Império
O terceiro capítulo do Livro do Armeiro-Mor trata da eleição do imperador do Sacro Império Romano-Germânico. O Império encontrava-se divido em centenas de estados de maior ou menor dimensão; o imperador era eleito por um grupo seleto de príncipes. O capítulo abre por uma página escrita, que descreve a forma de eleição no Império estipulada na Bula Dourada de 1356, ainda vigente à época da execução da obra. O capítulo contém depois sete belas iluminuras que representam as armas dos sete Príncipes-eleitores do Império; tal como no primeiro capítulo dos Nove da Fama, cada escudo é apresentado por uma figura magnificamente executada.
Para além dos sete Príncipes-eleitores, o capítulo contém ainda uma oitava iluminura, que representa o imperador sentado no trono imperial, de ceptro e orbe nas mãos, e com as armas de quatro outros duques do Império a seus pés, a saber (da esquerda a direita): duque da Suábia, duque de Braunschweig-Wolfenbütel, duque da Baviera, e duque da Lorena. Repare-se que as duas primeiras destas quatro armas se encontram volvidas, de forma a que os leões de ambas estejam como que curvados perante o imperador, assim como as águias da Lorena no lado oposto (ver galeria de imagens infra).
De notar que todas as oito iluminuras deste capítulo foram fortemente inspiradas por - ao ponto de poderem ser consideradas meras cópias de - uma página da Crónica de Nuremberga, da autoria de Hartmann Schedel. Nessa composição de 1493, que representa parte importante da hierarquia do Império, podemos ao centro ver o imperador no seu trono, com figuras praticamente idênticas às do Livro do Armeiro-Mor dos sete Eleitores ao seu lado (três à esquerda, quatro à direita), e com as mesmas armas de quatro ducados a seus pés, exceto as da Baviera, cujo espaço é ocupado pelo leão do Eleitorado do Palatinato, que como os outros se curva perante o imperador. A composição de Hartmann Schedel mostra ainda, nas partes inferiores, vinte e quatro outras figuras e as correspondentes armas de outros nobres do Império. Para o Livro do Armeiro-Mor, João do Cró ignorou essas outras figuras menores, e escolheu representar os sete Eleitores e o imperador individualmente, podendo assim dedicar a cada uma página inteira da obra, sem no entanto alterar sequer as suas poses, trajes, etc. - apenas dando-lhes, sem dúvida, uma decoração muito mais soberba (ver ainda galeria de imagens infra).
- Arcebispo de Tréveris, arquichanceler do Império para a Borgonha ("França") (fl 31r)
- Arcebispo de Colónia, arquichanceler do Império para o Reino Itálico ("Ytalia") (fl 31v)
- Arcebispo de Mogúncia, arquichanceler do Império para a Alemanha (fl 32r)
- Imperador da Alemanha (fl 32v)
- Rei da Boémia, arquicopeiro do Império ("copeiro") (fl 33r)
- Conde Palatino do Reno, arquisenescal do Império ("seruidor de toalha") (fl 33v)
- Duque da Saxónia, arquimarechal do Império ("leuador do estoque") (fl 34r)
- Marquês de Brandemburgo, arquicamareiro do Império ("camareiro"') (fl 34v)

## Capítulo da Sagração do Rei de França
Os doze pares da França

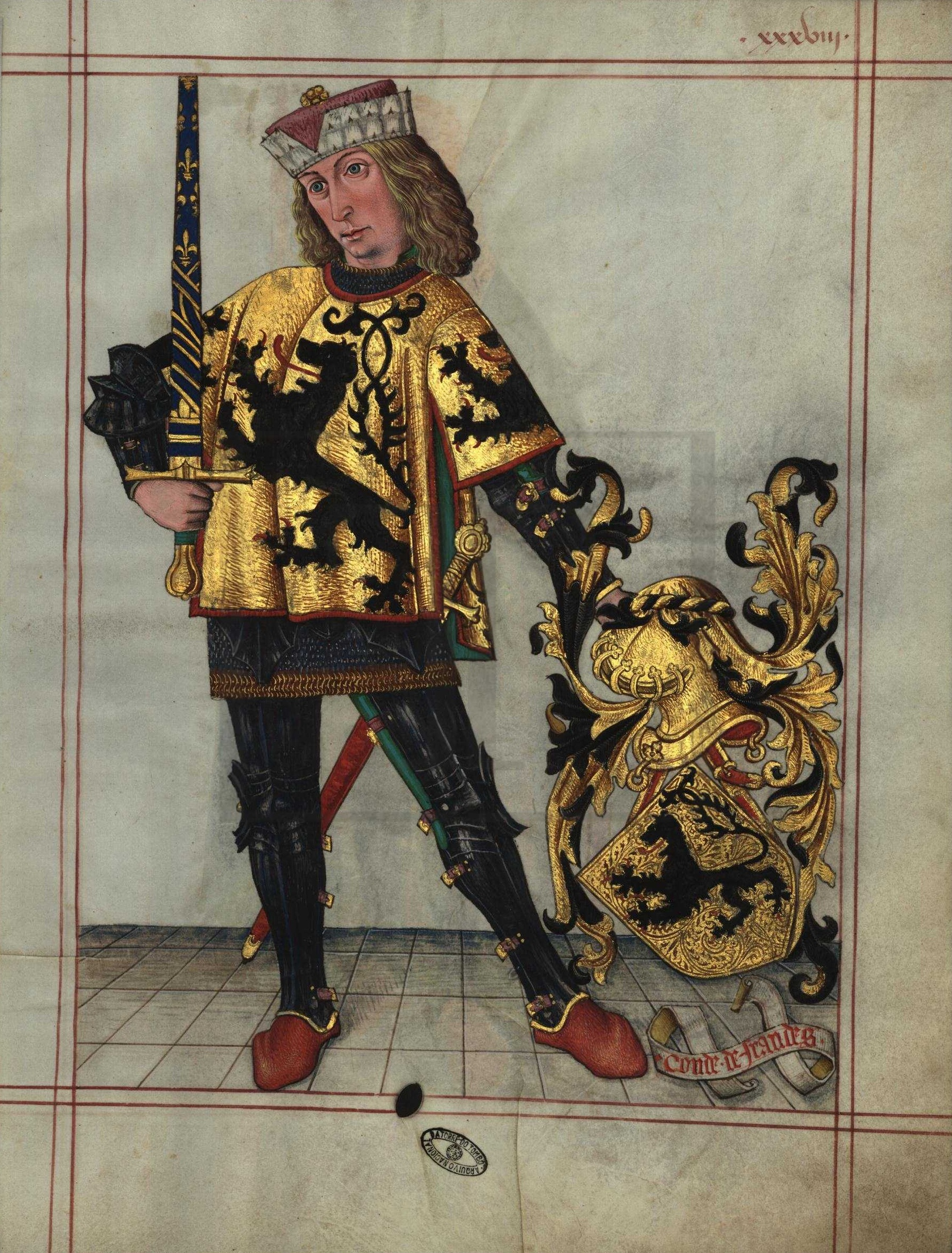
Armas do Conde da Flandres (fl 38^{r})

O quarto capítulo da obra, tal como o precedente, abre com um curto texto, no caso sobre a sagração dos reis de França. Nesta solene cerimónia os doze pares da França - seis eclesiásticos, e seis leigos, dos quais seis tinham dignidade de duque, e seis de conde - tinham cada um a responsabilidade de carregar, entregar, ou afixar certos objetos, da coroa e cetro às esporas e cinto reais. O capítulo contém doze magníficas iluminuras dos pares de França, encabeçados pelo Arcebispo de Reims e o duque da Borgonha, os primeiros pares eclesiástico e leigo; cada iluminura mostra o respetivo atributo (ver ainda galeria de imagens).
- Arcebispo de Reims, duque, unge e coroa o rei (fl 35v)
- Duque da Borgonha, leva a coroa (fl 36r)
- Bispo de Beauvais, conde, leva o manto real (fl 36v)
- Duque da Aquitânia, leva a segunda bandeira (fl 37r)
- Bispo de Châlons, conde, leva o anel real (fl 37v)
- Conde da Flandres, leva a espada (fl 38r)
- Bispo de Laon, duque, leva a Santa Ampola com o óleo da unção (fl 38v)
- Duque da Normandia, leva a primeira bandeira (fl 39r)
- Arcebispo de Langres, duque, leva o ceptro (fl 39v)
- Conde de Champagne, leva o estandarte real (fl 40r)
- Bispo de Noyon, conde, leva o cinto (fl 40v)
- Conde de Tolosa, leva as esporas (fl 41r)

## Capítulo da Nobreza e Geração de Portugal
O corpo do Livro do Armeiro-Mor trata das Casas nobres de Portugal, ao todo 287 armas, encabeçadas pela Casa Real. Após a Família Real são referidas as principais Casas do reino de Portugal.
Para um estudo das mais importantes linhagens nobres, ver os Brasões da Sala de Sintra. Para a relativa importância das linhagens na corte nos séculos XIV e XV e as flutuações da mesma, refletidas na ordem em que as suas armas são apresentadas no Livro do Armeiro-Mor, ver, por exemplo, a obra de Rita Costa Gomes.
Algumas das primeiras Casas no topo da lista são referidas pelo título nobiliárquico da família, sem a mesma ser referida. No entanto, nem todos os títulos existentes em 1509 são referidos. No seguinte, à exceção dos vários títulos associados às Casas de Bragança e de Vila Real, acrescenta-se, entre parêntesis, as respetivas Casas ou títulos associados às Casas existentes em 1509.
Nota: No seguinte mantém-se a correspondência e ortografia da última edição do Livro do Armeiro-Mor (2007). Assim, FEBUS MUNJS = Moniz de Lusignan, BETENCOR = Bethancourt, etc.

### Príncipes e principais Casas de Portugal

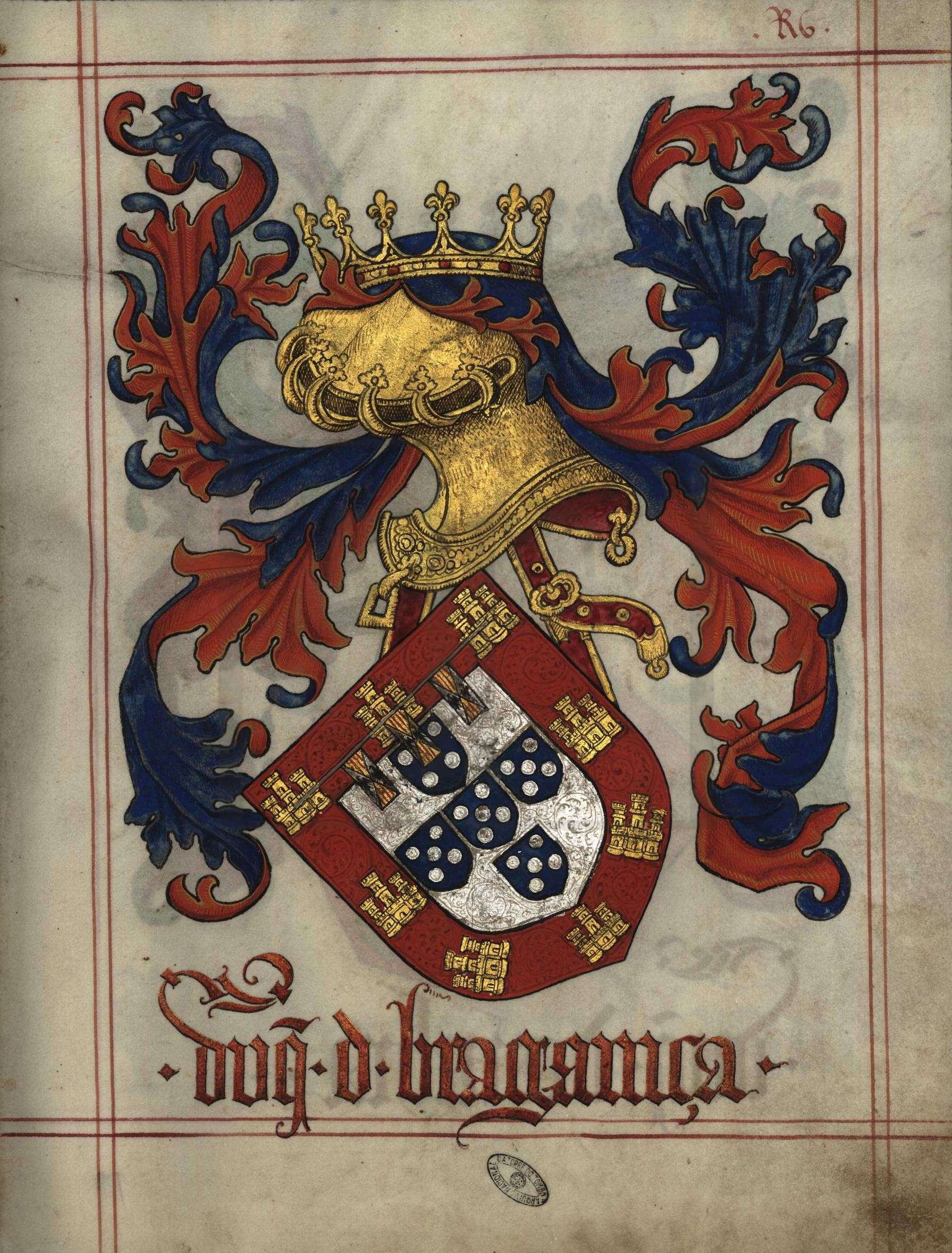
Armas do Duque de Bragança (fl 45^{r})

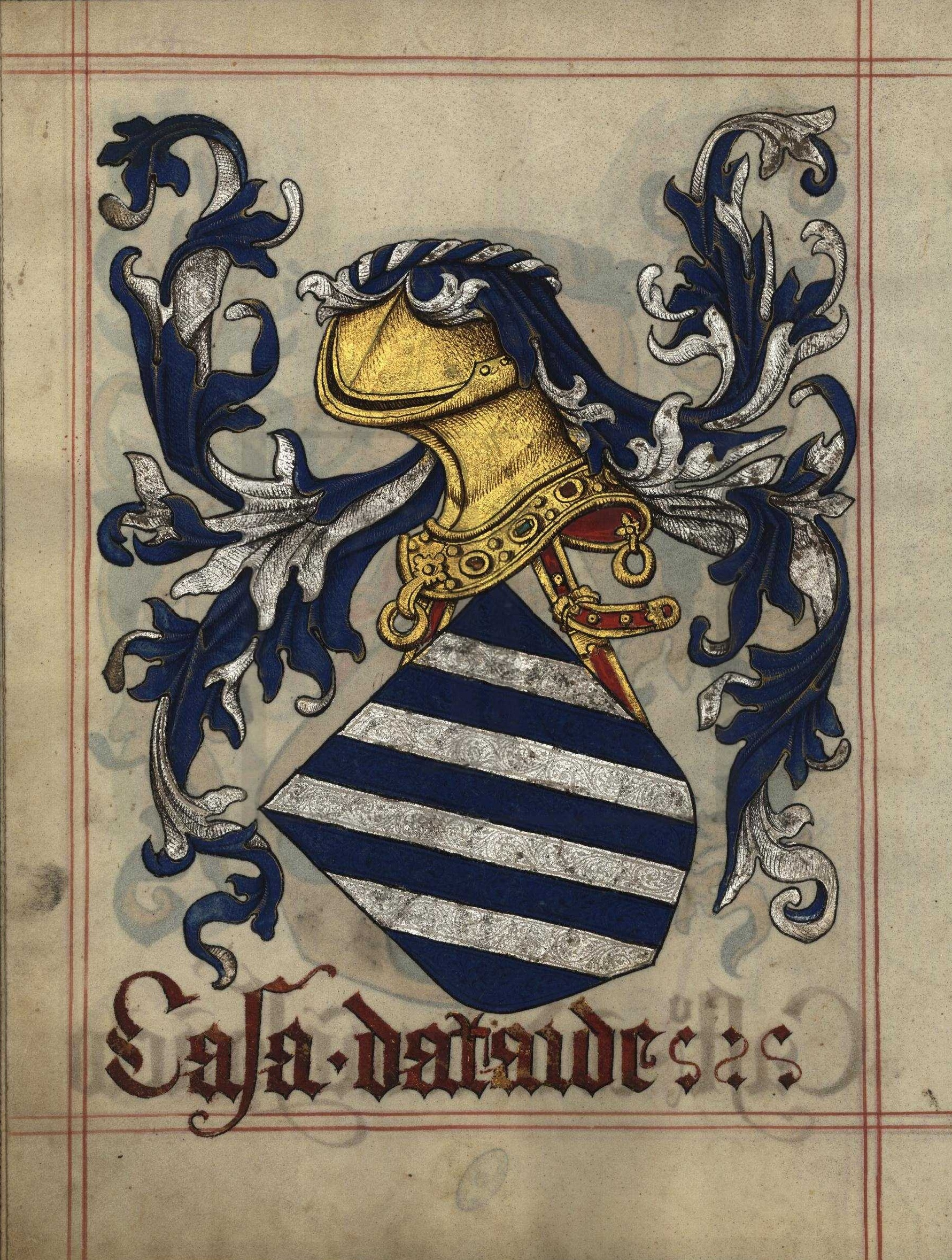
Armas de Ataíde chefe (fl 49^{v})

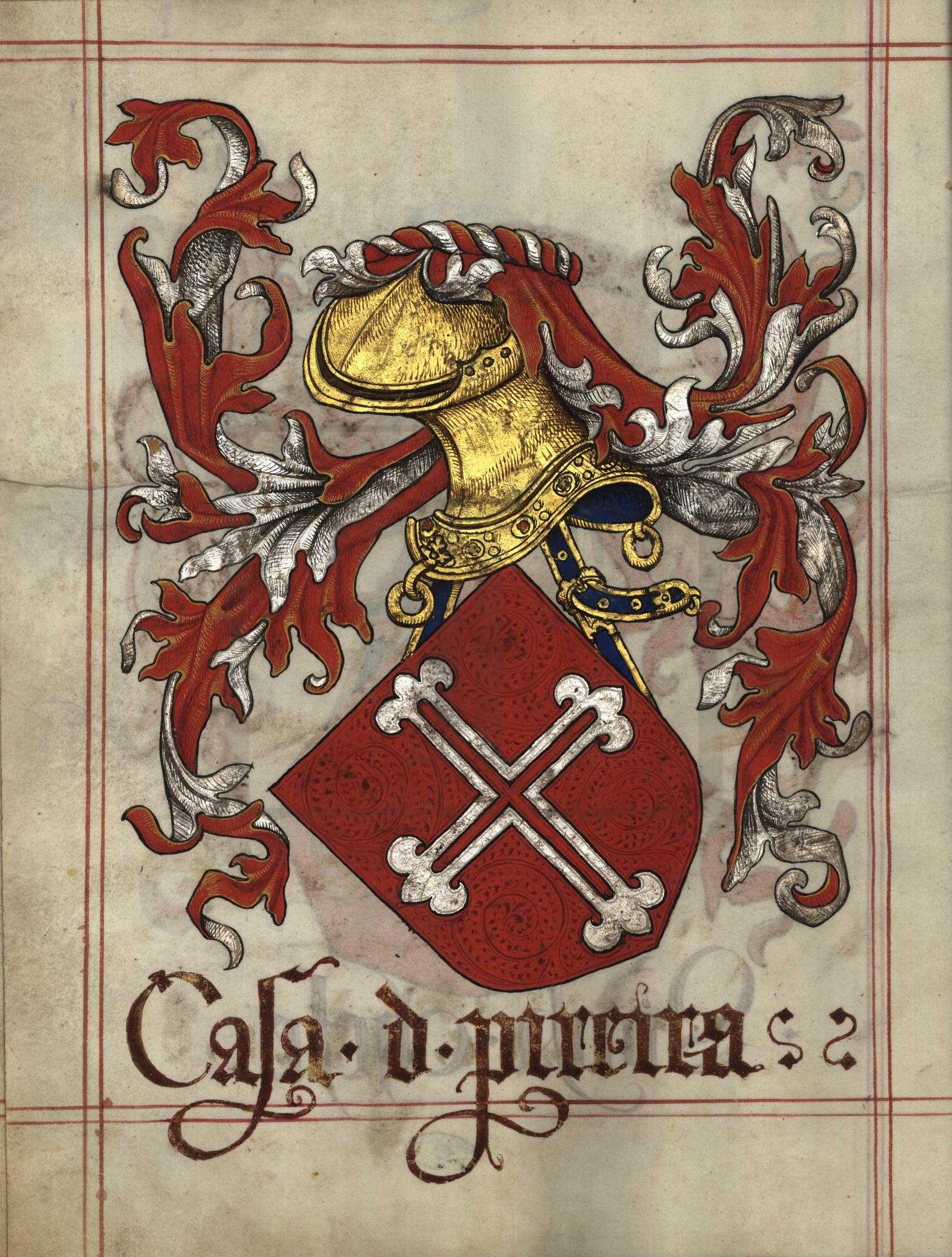
Armas de Pereira chefe (fl 52^{v})

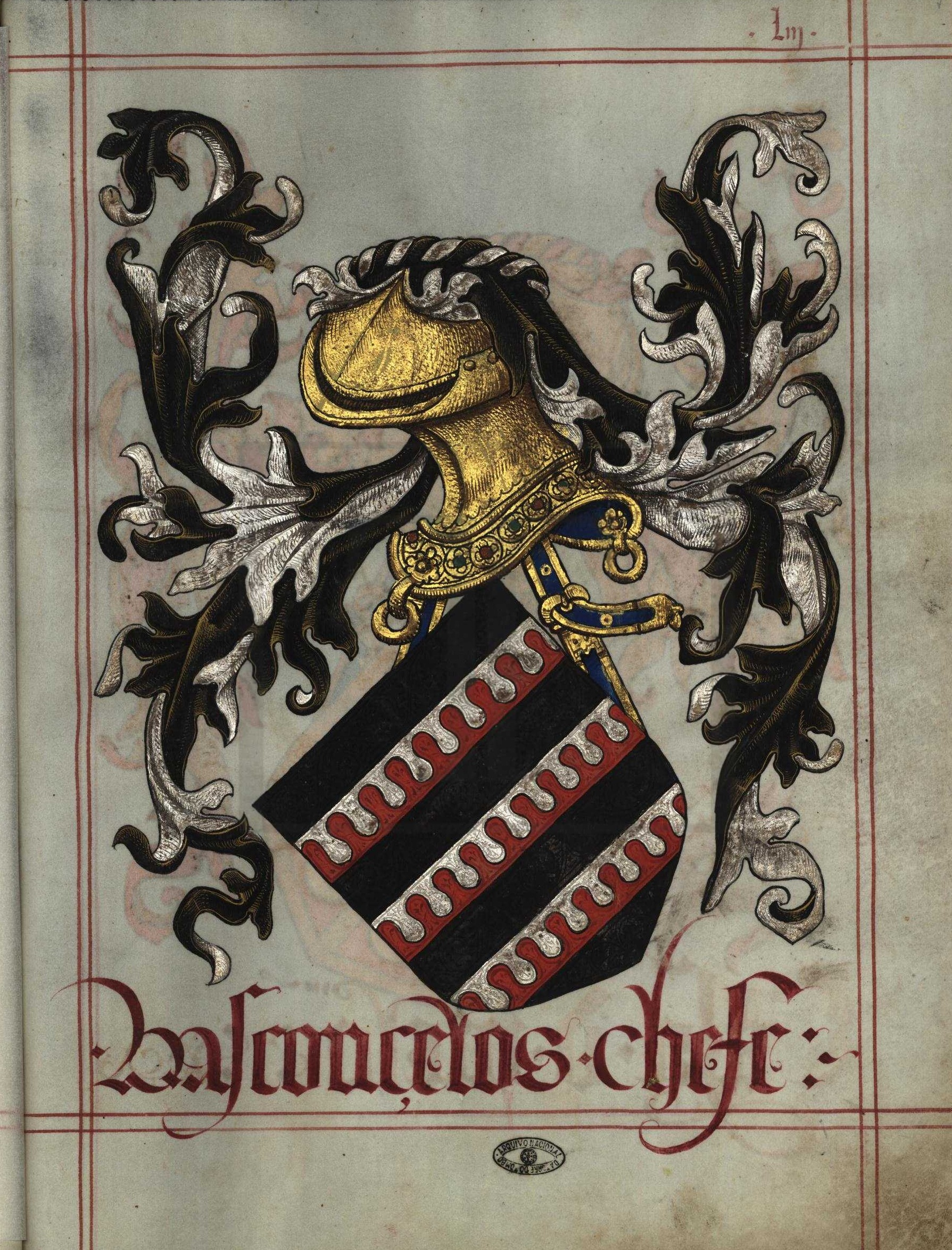
Armas de Vasconcelos chefe (fl 53^{r})

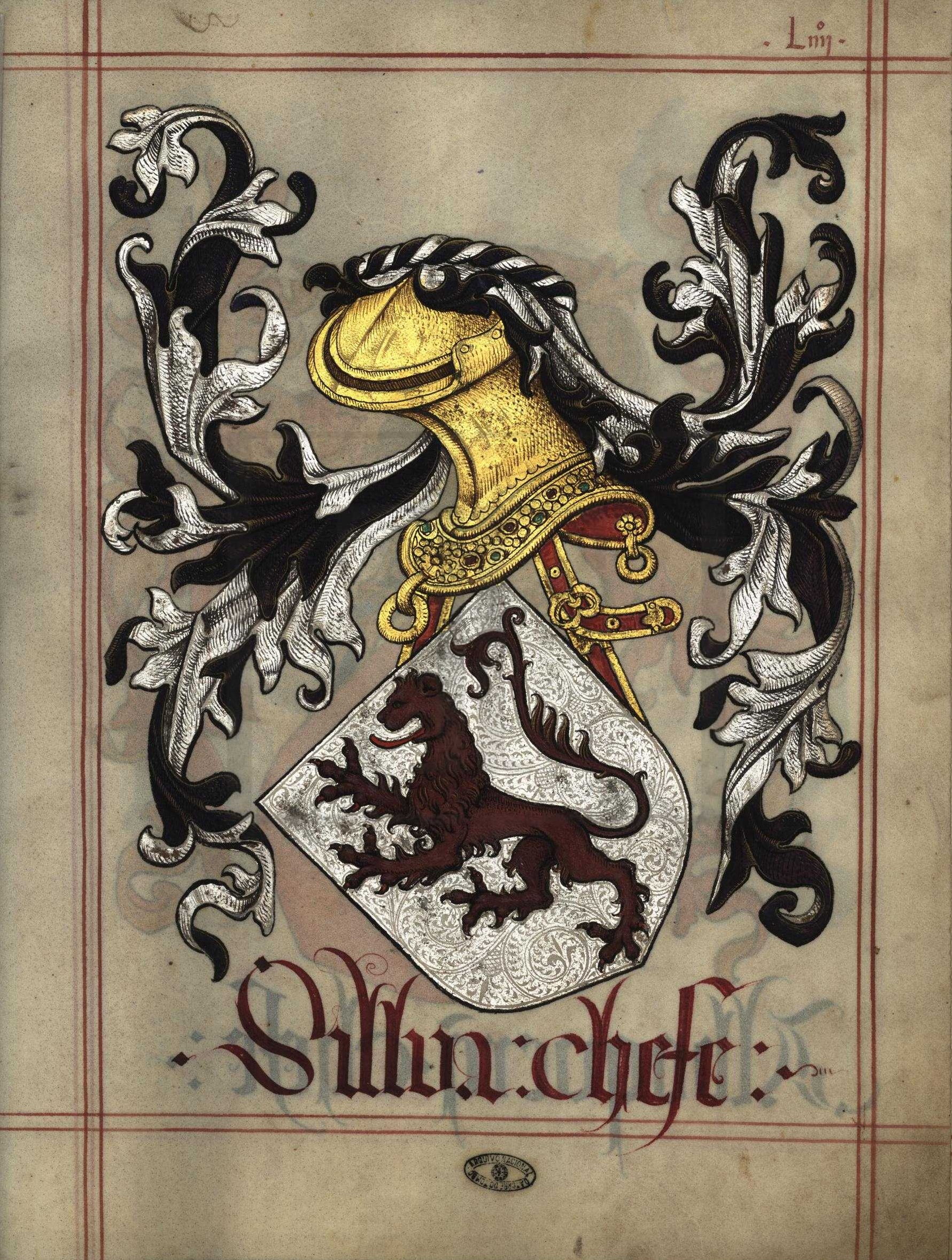
Armas de Silva chefe (fl 54^{r})

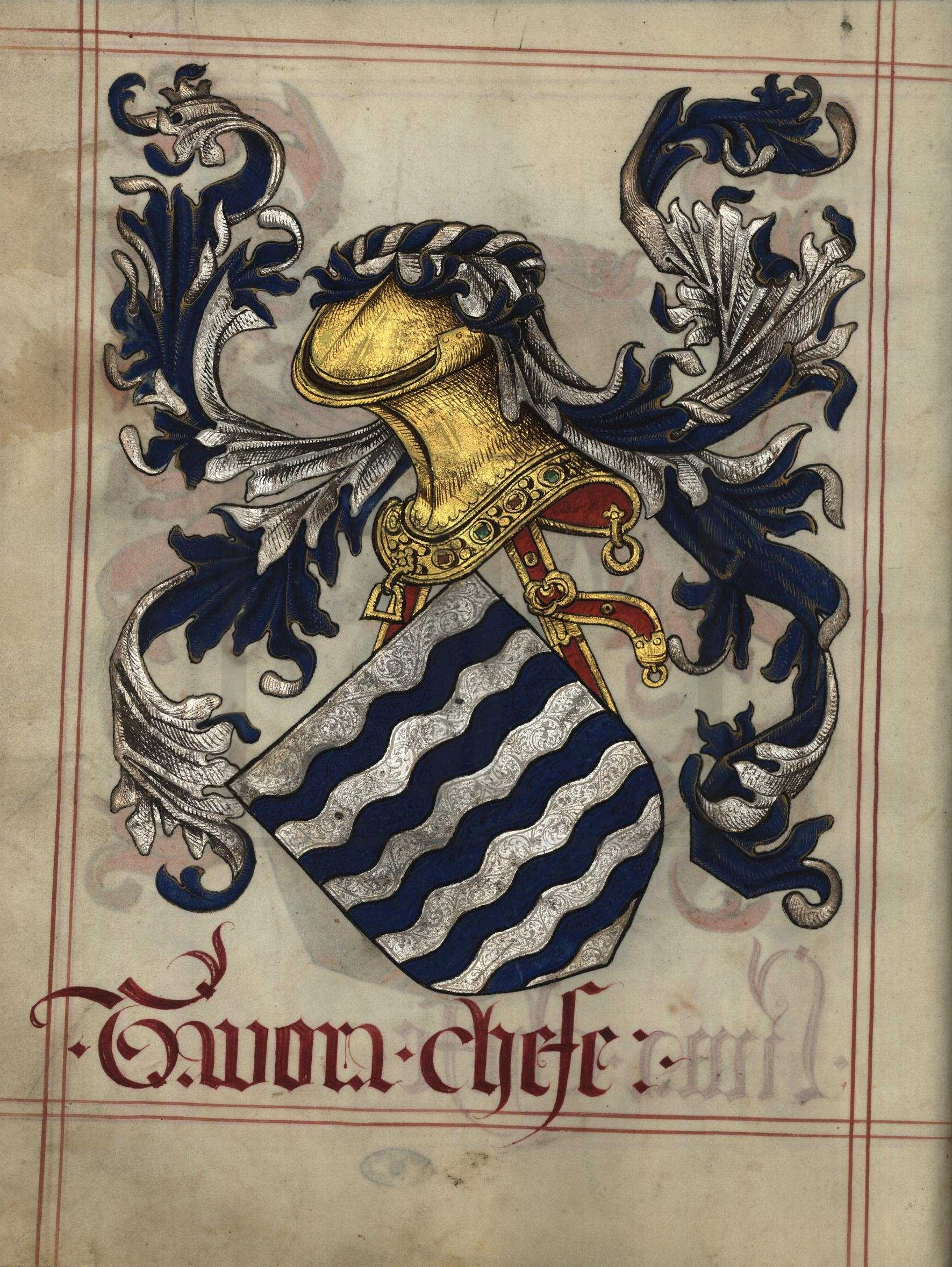
Armas de Távora chefe (fl 58^{r})

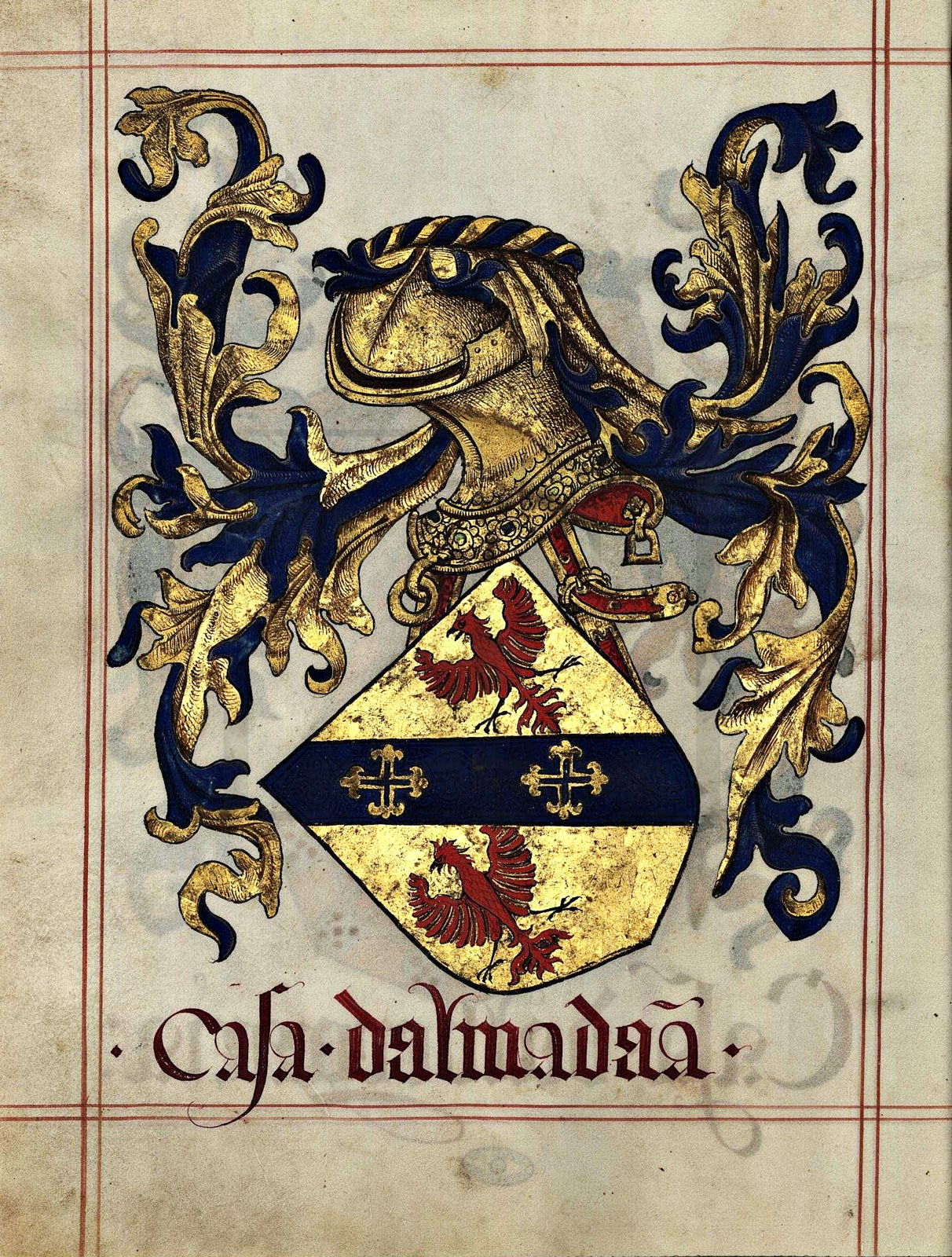
Armas de Almada chefe (fl 60)

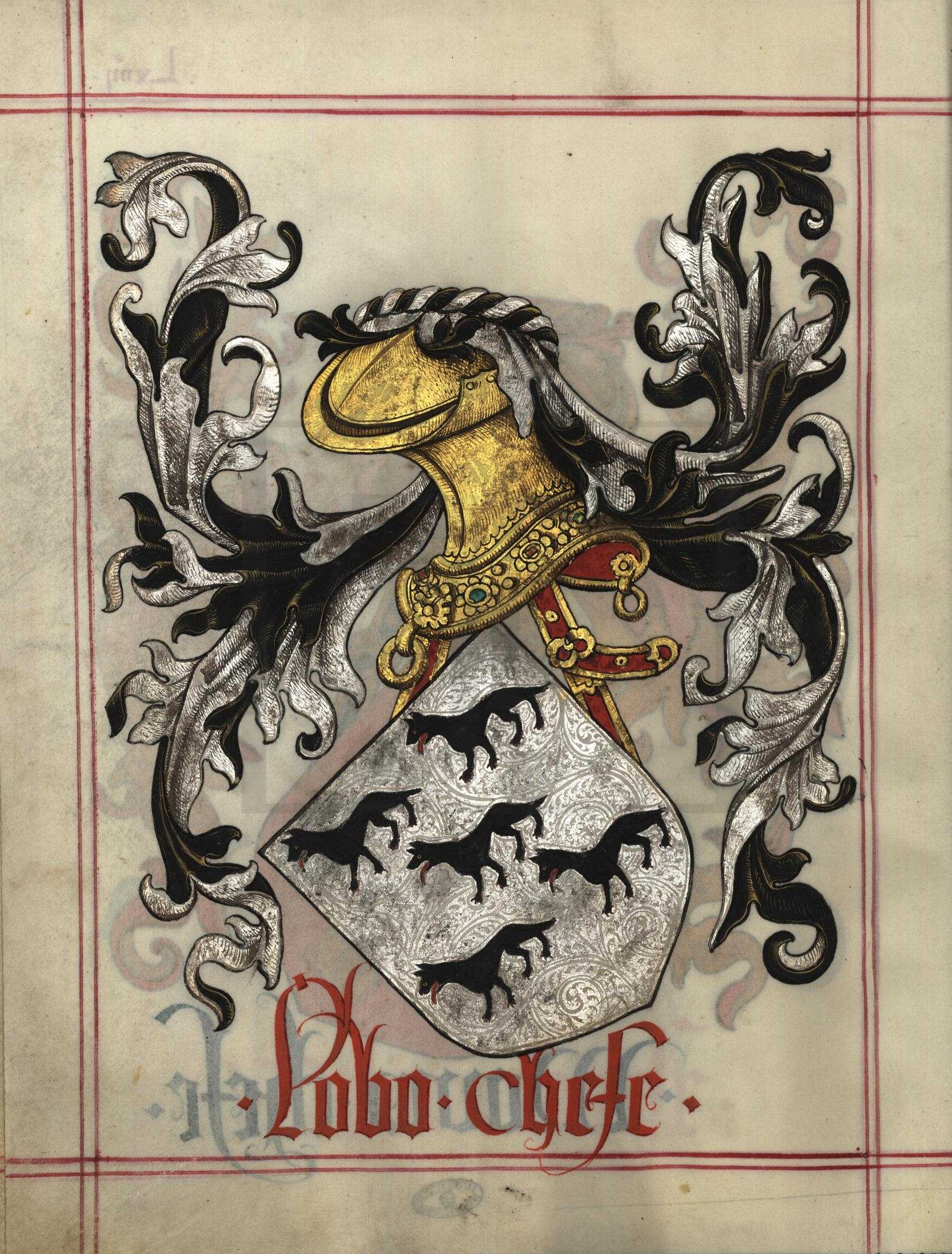
Armas de Lobo chefe (fl 64^{v})

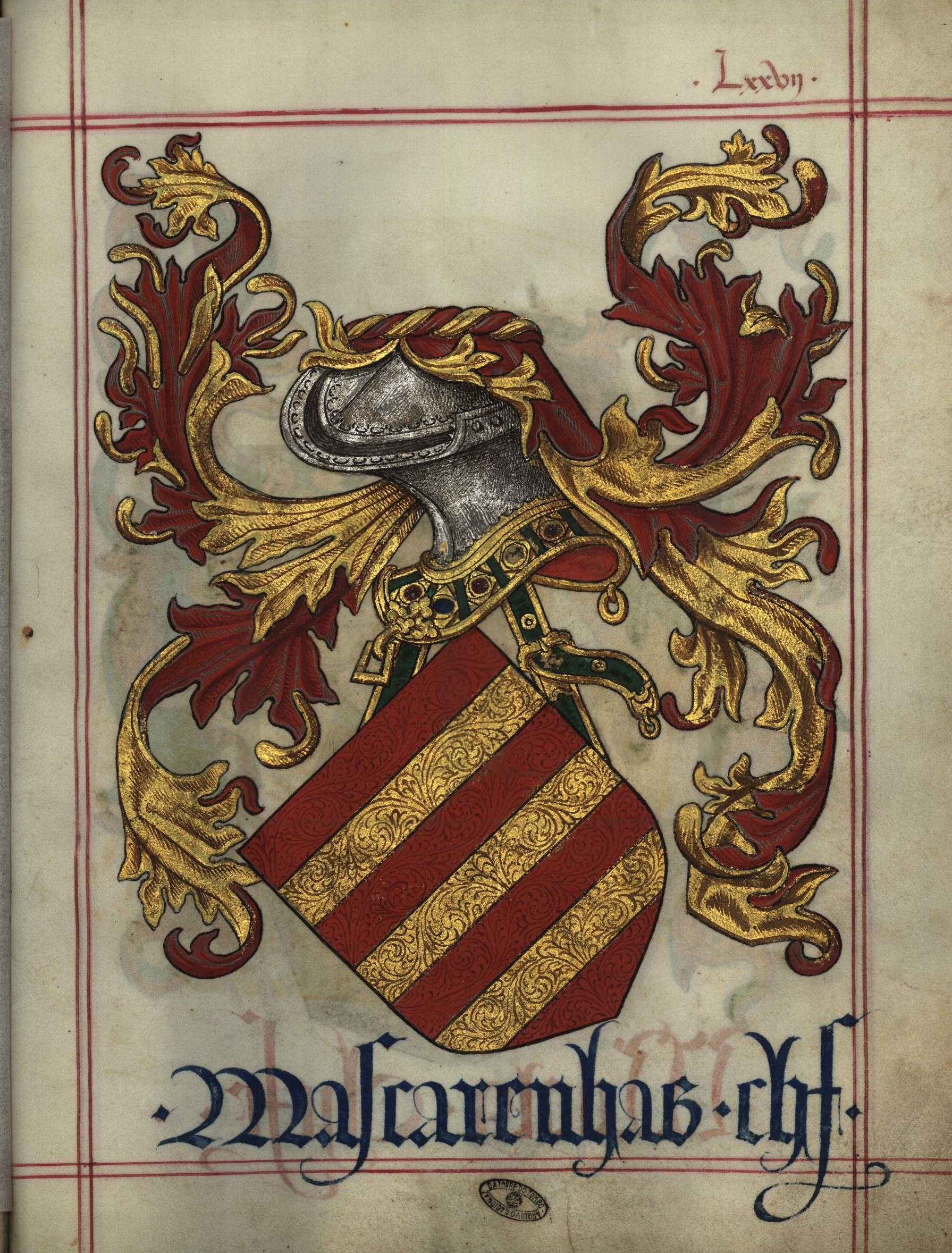
Armas de Mascarenhas chefe (fl 77^{v})

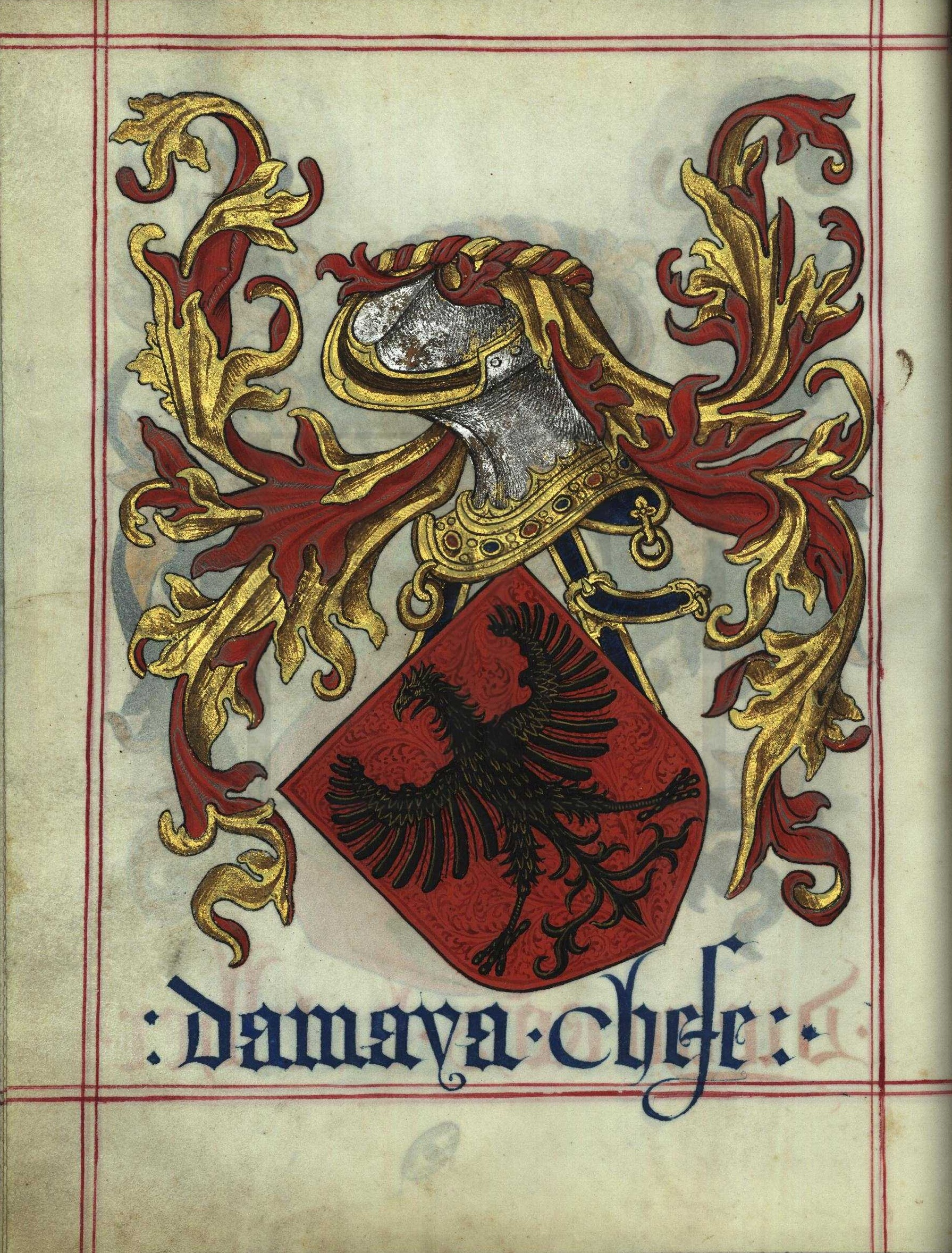
Armas de Maia chefe (fl 100^{v})

- Rei D. João e a Rainha sua mulher (fl 42r)
- Rei D. Manuel e a Rainha sua mulher (fl 42v)
- Rainha D. Leonor (fl 43r)
- Rainha D. Maria (fl 43v)
- Rei de Portugal (fl 44r)
- Príncipe de Portugal (fl 44v)
- Duque de Bragança (fl 45r)
- Duque de Coimbra (fl 45v)
- Marquês de Vila Real (fl 46r)
- Casa de Bragança (fl 46v)
- Conde de Penela (Vasconcelos e Meneses, 1471) (fl 47r)
- Noronha (Conde de Odemira, 1446) (fl 47v)
- Conde de Valença (Meneses, 1464) (fl 48r)
- Conde de Marialva (Coutinho, 1440) (fl 48v)
- Castro Conde de Monsanto (1460) (fl 49r)
- Ataíde (Conde de Atouguia, 1448) (fl 49v)
- Eça (fl 50r)
- Meneses (Conde de Cantanhede, 1479) (fl 50v)
- Castro (de treze arruelas) (fl 51r)
- Cunha (fl 51v)
- Sousa (fl 52r)
- Pereira (Conde da Feira, 1481) (fl 52v)
- Vasconcelos (fl 53r)
- Melo (Conde de Tentúgal, 1504) (fl 53v)
- Silva (Conde de Portalegre, 1498) (fl 54r)
- Albuquerque (fl 54v)
- Freire de Andrade (fl 55r)
- Almeida (Conde de Abrantes, 1476) (fl 55v)
- D. Diogo de Almeida, prior do Crato (fl 56r)
- D. Pedro da Silva (fl 56v)
- Manuel (fl 57r)
- Moniz de Lusignan (fl 57v)
- Lima (fl 58r)
- Távora (fl 58v)
- Henriques (fl 59r)
- Mendonça (fl 59v)
- Albergaria (fl 60r)
- Almada (fl 60v)
- Azevedo (fl 61r)
- Castelo-Branco (fl 61v)
- Baião Resende (fl 62r)
- Abreu (fl 62v)
- Brito (fl 63r)
- Moniz (fl 63v)
- Moura (fl 64r)
- Lobo (Barão de Alvito (Lobo da Silveira), 1475) (fl 64v)
- Sá (fl 65r)
- Lemos (fl 65v)
- Ribeiro (fl 66r)
- Cabral (fl 66v)
- Cerveira (fl 67r)
- Miranda (fl 67v)
- Silveira (fl 68r)
- Falcão (fl 68v)
- Góios (fl 69r)
- Góis (fl 69v)
- Sampaio (fl 70r)
- Malafaia (fl 70v)
- Tavares (fl 71r)
- Pimentel (fl 71v)
- Sequeira (fl 72r)
- Costa (fl 72v)
- Lago (fl 73r)
- Vasco Anes Corte-Real (fl 73v)
- Meira (fl 74r)
- Boim (fl 74v)
- Passanha (fl 75r)
- Teixeira (fl 75v)
- Pedrosa (fl 76r)
- Bairros (fl 76v)
- Mascarenhas (fl 77r)
- Mota (fl 77v)
- Vieira (fl 78r)
- Bethancourt (fl 78v)
- Aguiar (fl 79r)
- Faria (fl 79v)
- Borges (fl 80r)
- Pacheco (fl 80v)
- Souto Maior (fl 81r)
- Serpa (fl 81v)
- Barreto (fl 82r)
- Arca (fl 82v)
- Nogueira (fl 83r)
- Pintos (fl 83v)
- Coelho (fl 84r)
- Queirós (fl 84v)
- Sem (fl 85r)
- Aguilar (fl 85v)
- Duarte Brandão (fl 86r)
- Gama (fl 86v)
- D. Vasco da Gama, Almirante da Índia (fl 87r)
- Fonseca (fl 87v)
- Ferreira (fl 88r)
- Magalhães (fl 88v)
- Fogaça (fl 89r)
- Valente (fl 89v)
- Boto (fl 90r)
- Lobato (fl 90v)
- Gorizo (fl 91r)
- Caldeira (fl 91v)
- Tinoco (fl 92r)
- Barbudo (fl 92v)
- Barbuda (fl 93r)
- Beja (fl 93v)
- Valadares (fl 94r)
- Larzedo (fl 94v)
- Galvão (fl 95r)
- Nóbrega (fl 95v)
- Barboso (fl 96r)
- Godinho (fl 96v)
- Barbato (fl 97r)
- Aranha (fl 97v)
- Gouveia (fl 98r)
- Francisco de Beja (fl 98v)
- Jácome (fl 99r)
- Vogado (fl 99v)
- Diogo Roiz Botilher (fl 100r)
- Maia (fl 100v)
- Serrão (fl 101r)
- Pedroso (fl 101v)
- Mexias (fl 102r)
- Grã (fl 102v)
- Pestana (fl 103r)
- Vilalobos (fl 103v)
- Pêro da Alcáçova (fl 104r)
- Abul (fl 104v)
- Gabriel Gonçalves (Temudo)(fl 105r)
- Gilvant Vistet(fl 105v)[10]
- Afonso Garcês (fl 106r)
- Rolão d'Aussi (fl 106v)
- Velxira (fl 107r)
- Pina (fl 107v)
- Pêro Lourenço de Guimarães (fl 108r)
- Matos (fl 108v)
- Ornelas (fl 109r)
- Cerqueira (fl 109v)
- Martim Leme (fl 110r)
- António Leme (fl 110v)
- Vilhegas (fl 111r)
- D. Pêro Rodrigues (Amaral) (fl 111v)
- Figueira de Chaves (fl 112r)
- Veiga (fl 112v)
- Pau (fl 113r)
- Taveira (fl 113v)
- Ortiz (fl 114r)
- Azinhal Sacoto (fl 114v)
- Paim (fl 115r)
- Porras (fl 115v)
- Viveiro (fl 116r)
- João Lopes de Leão (fl 116v)

### Outras Casas e nobres
A partir do fólio 117 a obra apresenta quatro armas por página. Estas são essencialmente Casas de menor categoria e mais recente nobreza. Entre as 72 armas da Sala de Sintra, apenas umas se encontram nesta secção: as dos Carvalhos. Estas não eram, em 1509, grandes Casas senhoriais; eram linhagens cujos filhos ocuparam por exemplo cargos menores na corte ao longo dos séculos XIV e XV, como no caso dos Azambujas, Cogominhos, Portocarreiros, etc. Ainda outras armas são pessoais e diretamente relacionadas com a Era dos Descobrimentos, como nos casos de Fernão Gomes da Mina, Diogo Cão, Nicolau Coelho, etc. As armas desta secção não apresentam paquife nem virol.
As antepenúltimas armas ocupam o canto superior esquerdo da página, que de resto está em branco. As últimas duas, ocupando uma página inteira cada, exibem virol, paquife e timbre, mas são posteriores à execução do Livro do Armeiro-Mor.

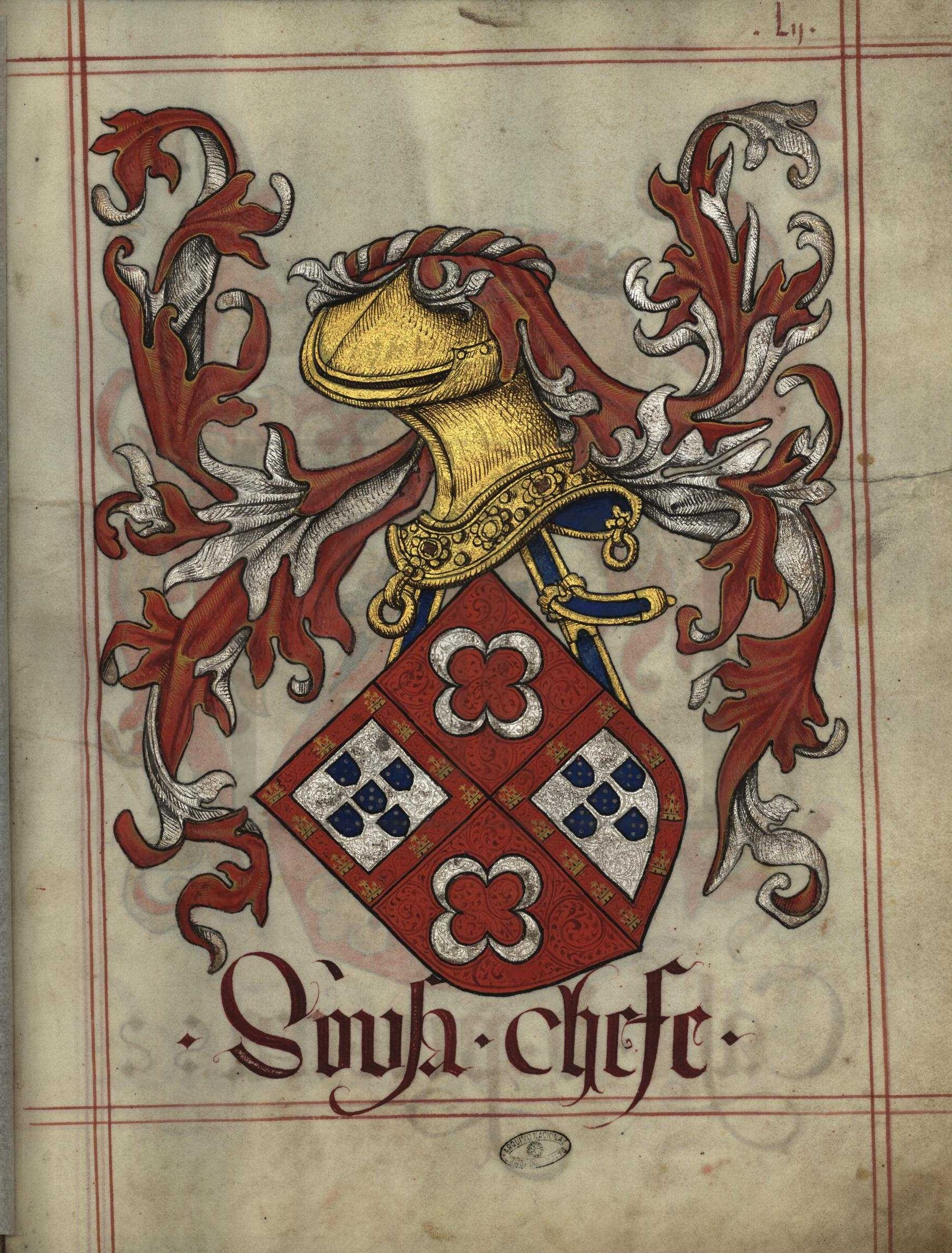
Armas de Sousa chefe (fl 52^{r})

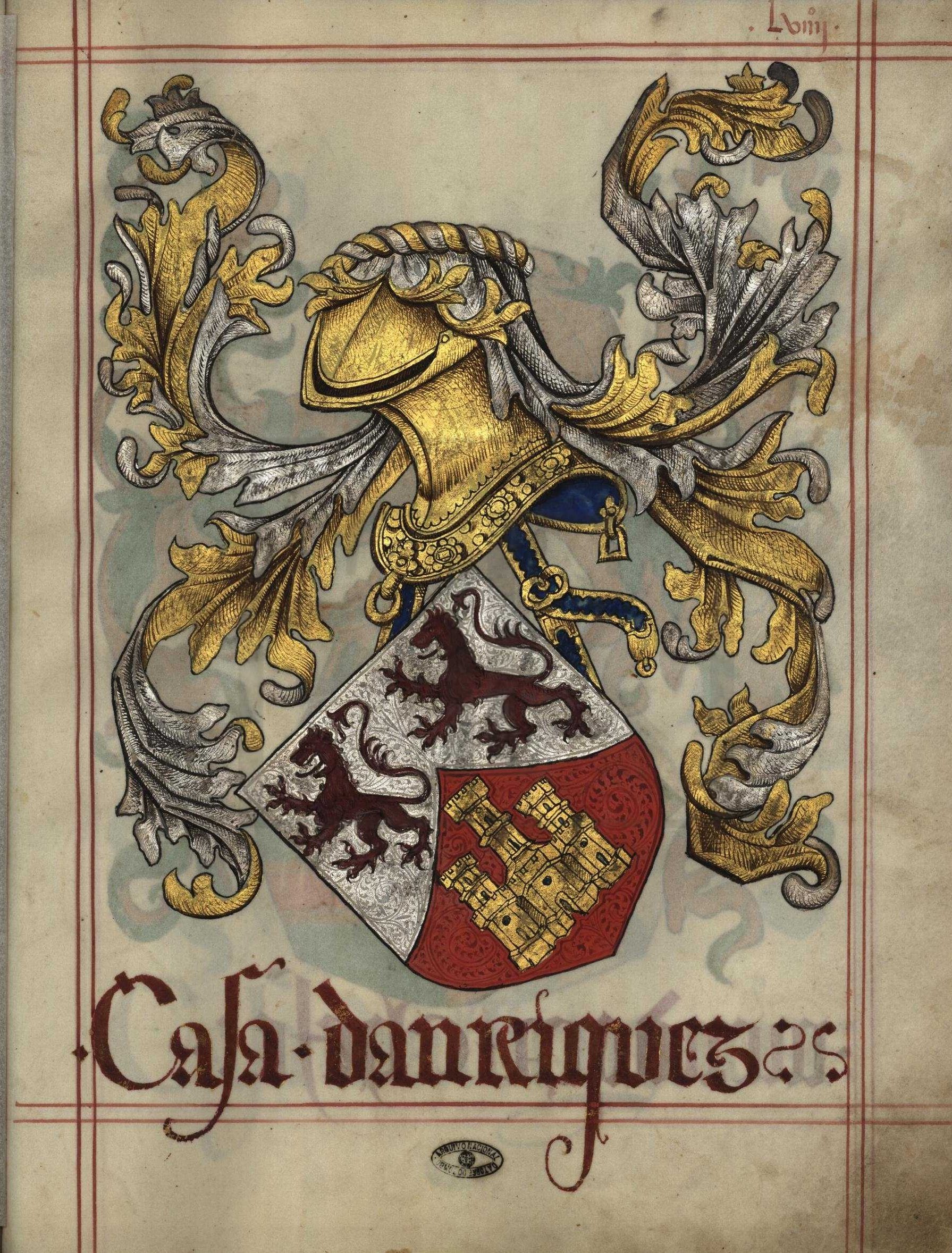
Armas de Henriques chefe (fl 59^{r})

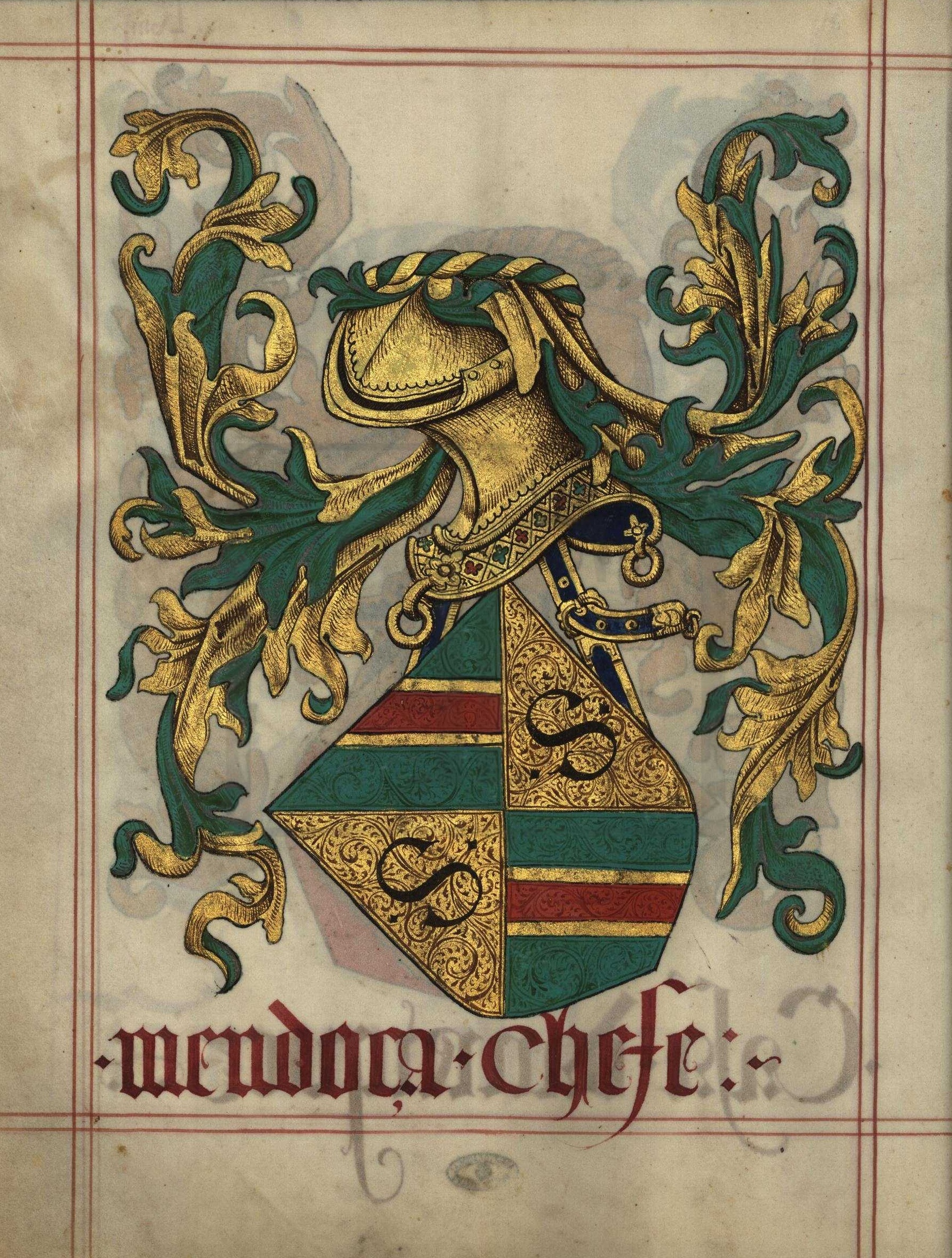
Armas de Mendoça chefe (fl 59^{v})

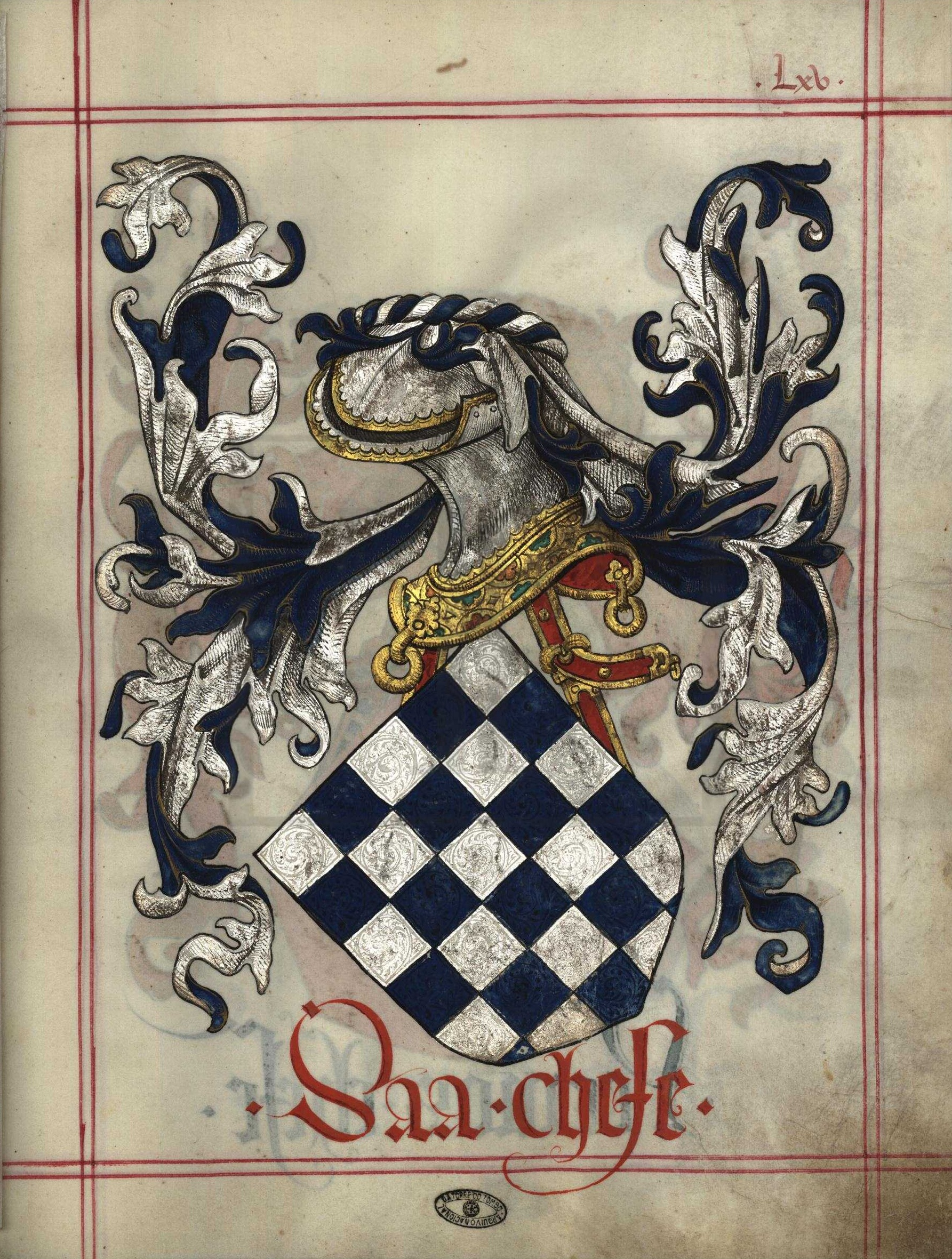
Armas de Sá chefe (fl 65^{r})

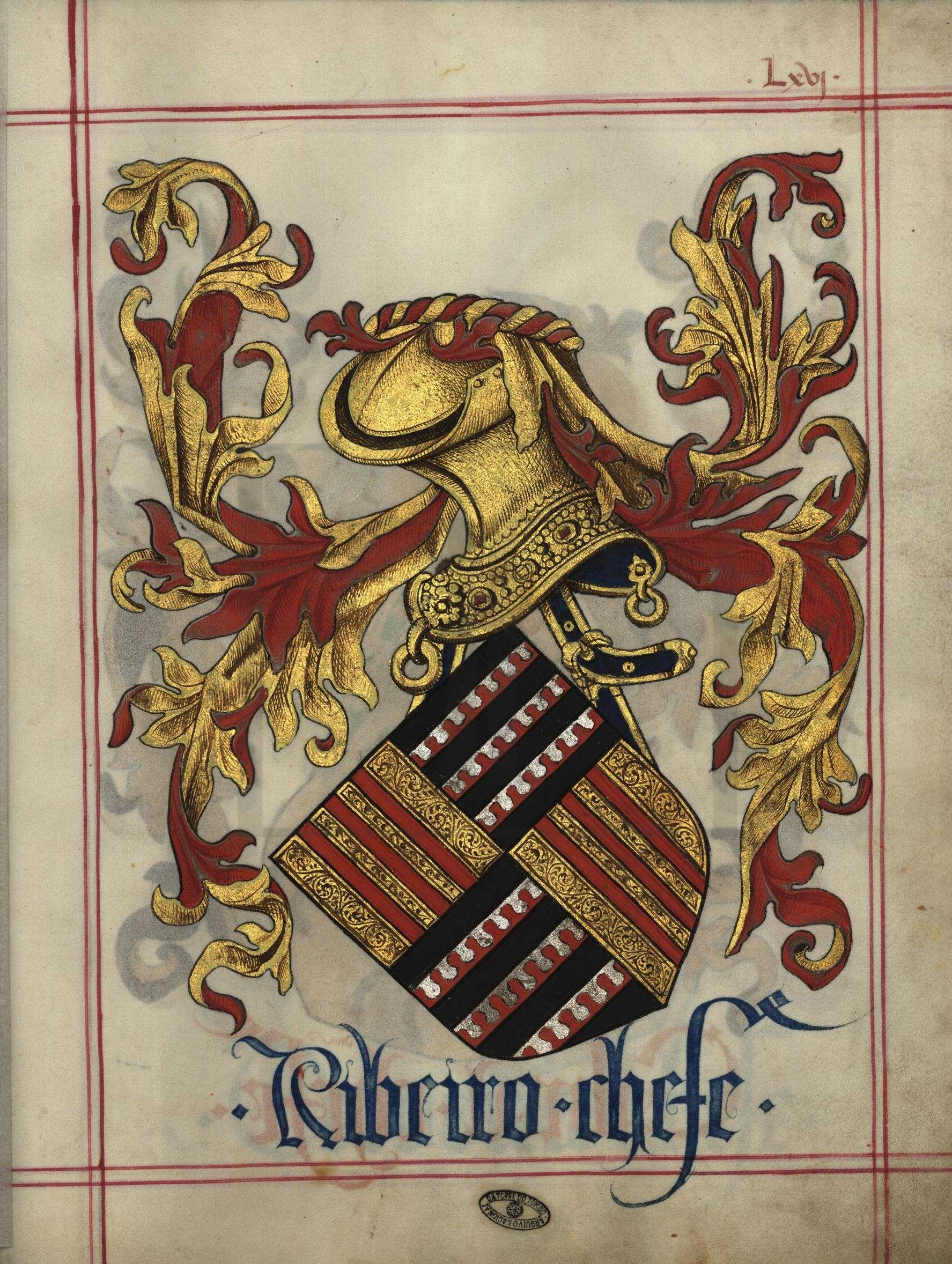
Armas de Ribeiro chefe (fl 66^{r})

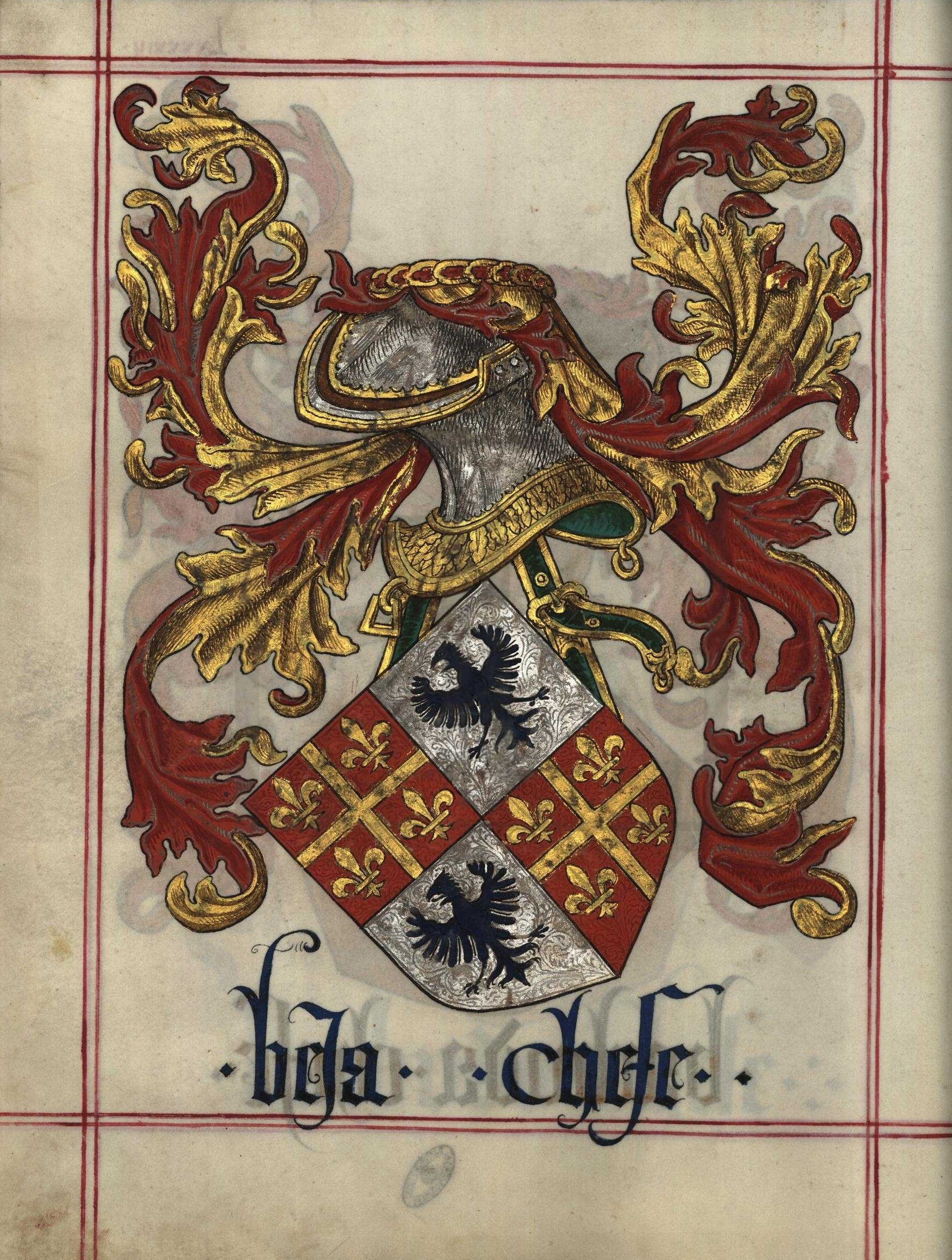
Armas de Beja chefe (fl 93^{v})

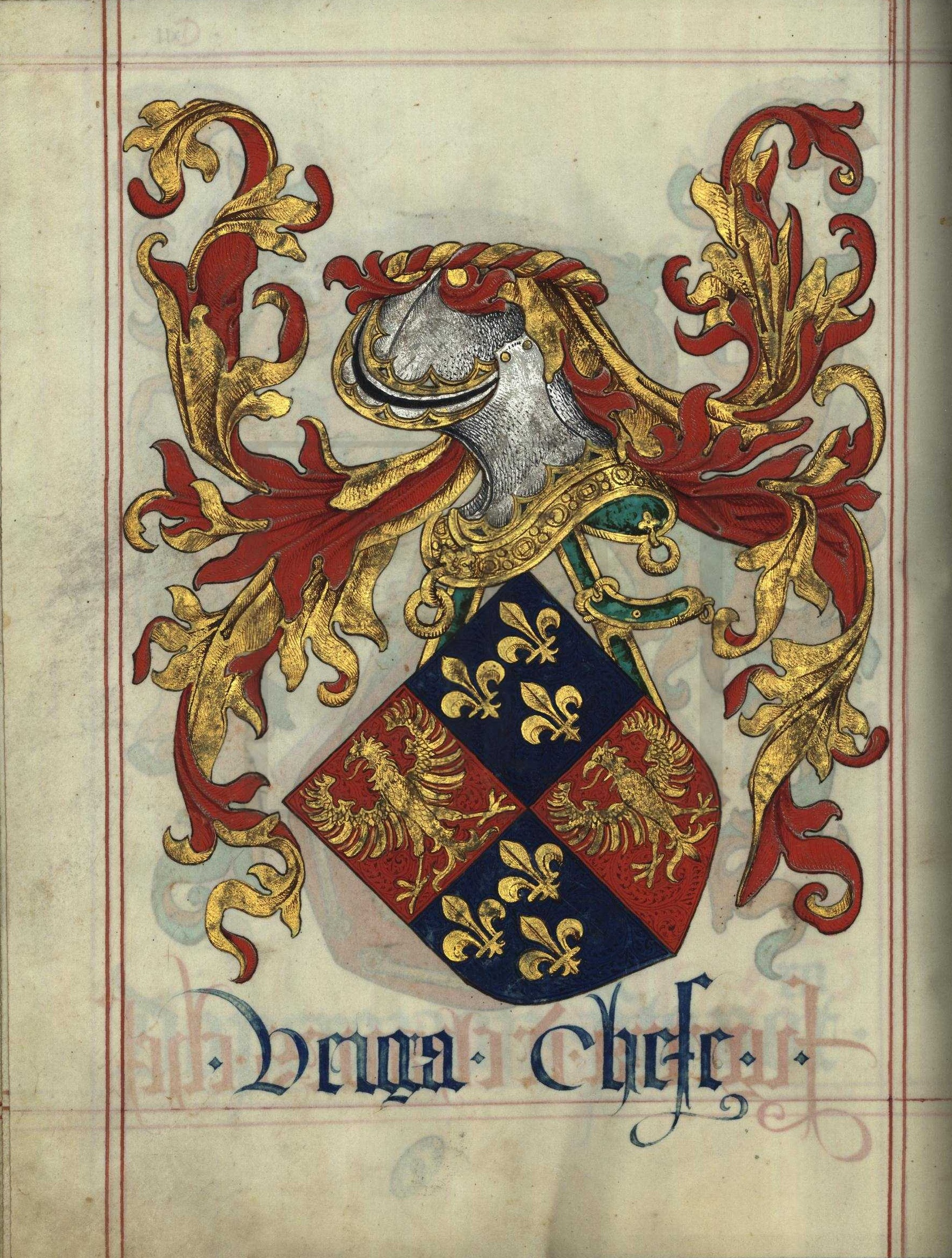
Armas de Veiga chefe (fl 112^{v})

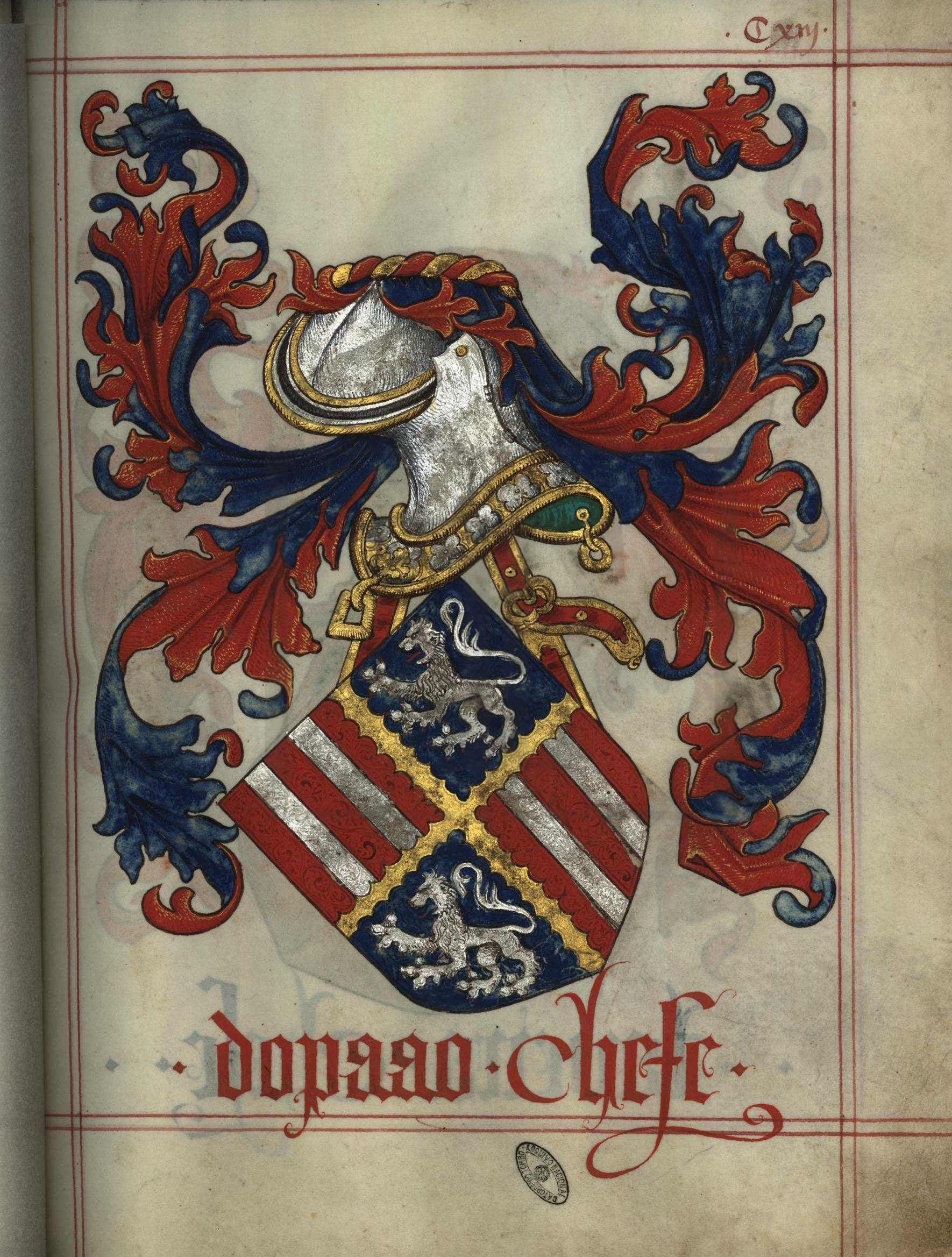
Armas de Pau chefe (fl 113^{r})

- Frazão (fl 117r), canto superior esquerdo
- Teive (fl 117r), canto superior direito
- Alcoforado (fl 117r), canto inferior esquerdo
- Homem (fl 117r), canto inferior direito
- Antas (fl 117v), etc.
- Godim
- Barradas
- Leitão
- Barejola (fl 118r)
- João Álvares Colaço
- João Afonso de Santarém
- Fernão Gomes da Mina
- Vilanova (fl 118v)
- Barba
- Privado
- João da Fazenda
- Gomide (fl 119r)
- Chacim
- Taborda
- Paiva
- Filipe (fl 119v)
- Felgueira
- Amaral
- Casal
- Velho (fl 120r)
- Lordelo
- Peixoto
- Novais
- Carvoeiro (fl 120v)
- Gatacho
- Borreco (sic)
- Vale
- Barroso (fl 121r)
- Fafes
- Ulveira
- Carregueiro
- João Garcês (fl 121v)
- Gonçalo Pires Bandeira
- Calça
- Rebelo
- Portocarreiro (fl 122r)
- Azambuja
- Pais
- Metelo
- (Armas sem nome) (fl 122v)
- Botelho
- Correia
- Barbedo
- Freitas (fl 123r)
- Carvalho
- Negro
- Pinheiro de Andrade
- Pinheiro (fl 123v)
- Campos
- Gil Uant Ouvistet[12]
- Albernaz
- Cardoso (fl 124r)
- Perdigão
- Vinhal
- Alpoim
- Carvalhal (fl 124v)
- Búzio
- Magalhães
- Maracote
- Fróis (fl 125r)
- Lobeira
- Frielas
- Antão Gonçalves
- Fuseiro (fl 125v)
- Morais
- Unha
- Almas
- Martim Rodrigues (fl 126r)
- Refóios
- Barbança
- Moreira
- Nicolau Coelho (fl 126v)
- Teive
- Cordovil
- Boteto
- Alvelos (fl 127r)
- Avelar
- Chaves
- Beça
- Montarroio (fl 127v)
- Farinha
- Cotrim
- Figueiredo
- Oliveira (fl 128r)
- Cogominho
- Carreiro
- Marinho
- Brandão (fl 128v)
- Carrilho
- Sodré
- Machado
- Sardinha (fl 129r)
- Diogo Fernandes (Correia)
- João Lopes
- André Rodrigues
- Jorge Afonso (fl 129v)
- Lobia
- Guedes
- Franca (sic)
- Gramaxo (fl 130r)
- Castanheda
- Trigueiros
- Barboso
- Revaldo (fl 130v)
- Outis
- Bulhão
- Azeredo
- Travaços (fl 131r)
- Lei
- Quintal
- Canto
- Lagarto (fl 131v)
- Picanço
- Feijó
- Esteves
- Correia (fl 132r)
- Rocha
- Rego
- Galhardo
- Drago (fl 132v)
- Corvacho
- Camelo
- Tourinho
- Diogo Cão (fl 133r)
- Lanções
- Araújo
- Monteiro
- Gavião (fl 133v)
- Carrilho
- Arrais
- Barros
- João Fernandes do Arco (pagina 283)
- Fagundes (pagina 283)
- Caiado Gamboa (pagina 283)
- D. João, bispo de Tânger (Lobo) (pagina 283)
- Severim (fl 134v)
- Presno
- D. Frei Henrique, bispo de Ceuta (Coimbra)
- Luís Álvares de Aveiro
- Estêvão Martins, Mestre Escola (fl 135r)
- Ribafria (fl 136r)
- Torres (fl 137r)

## Galeria

### Livro do Armeiro-Mor,Torre do Tombo,Lisboa

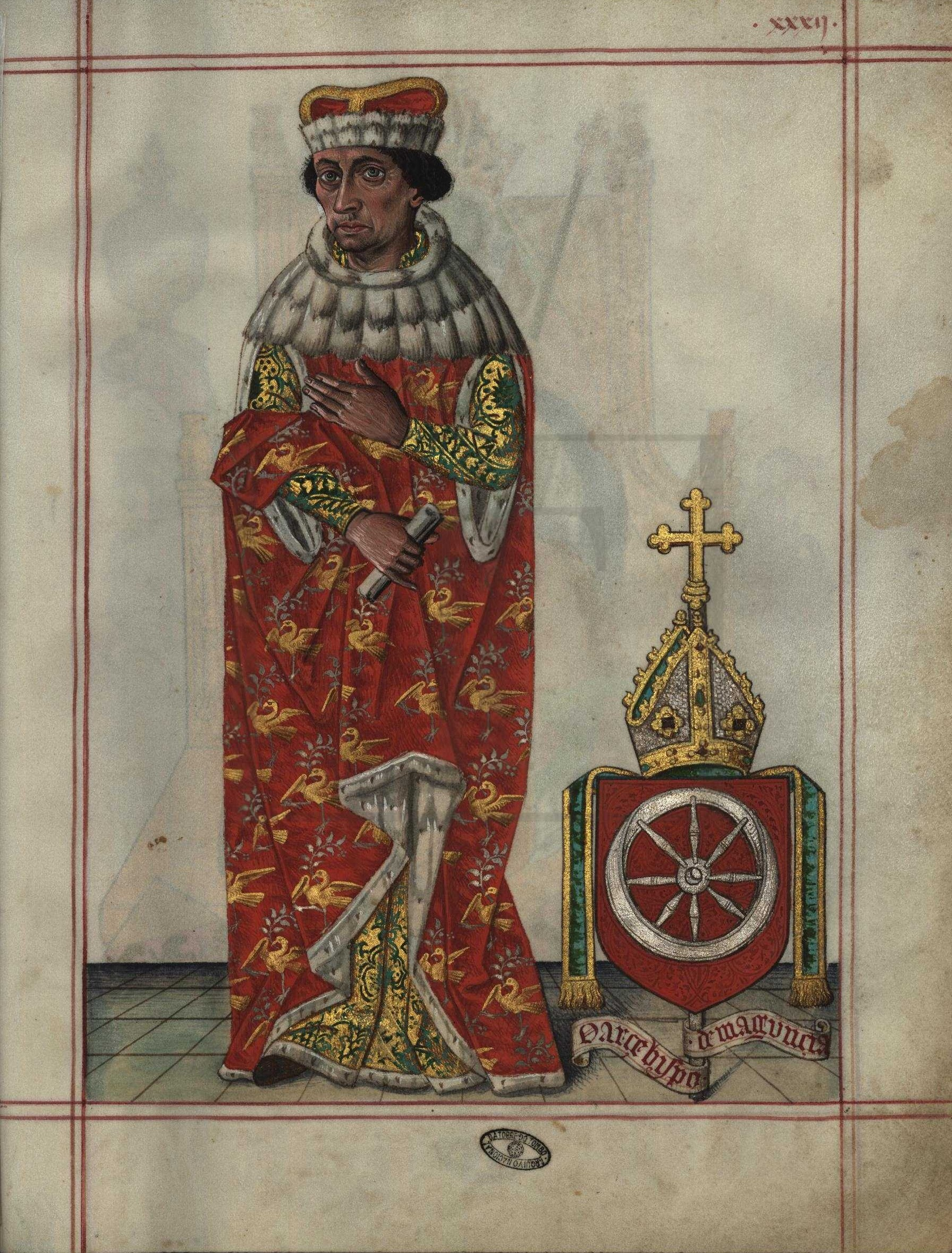
Armas do Arcebispo de Mogúncia (fl 32r)
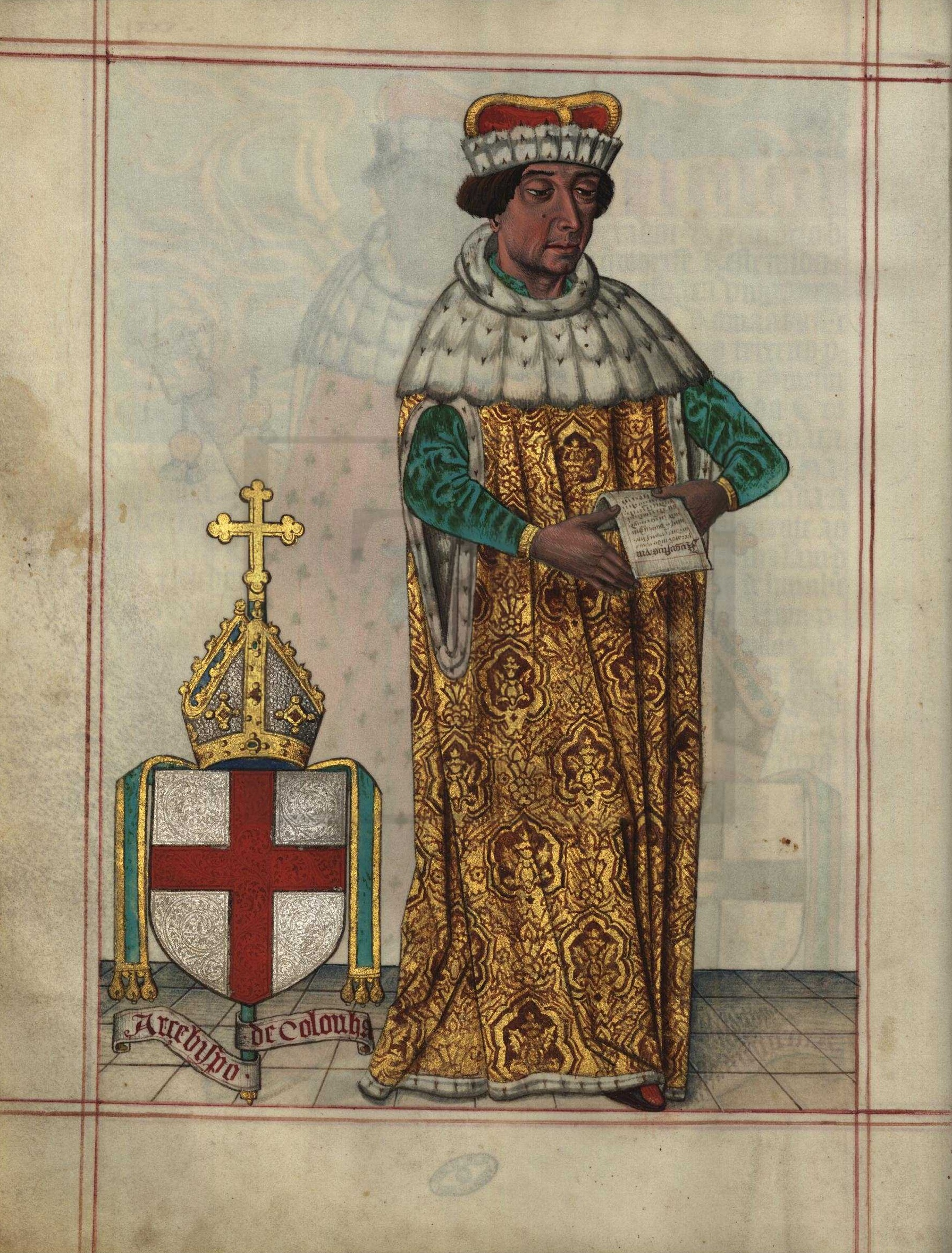
Armas do Arcebispo de Colónia (fl 31v)
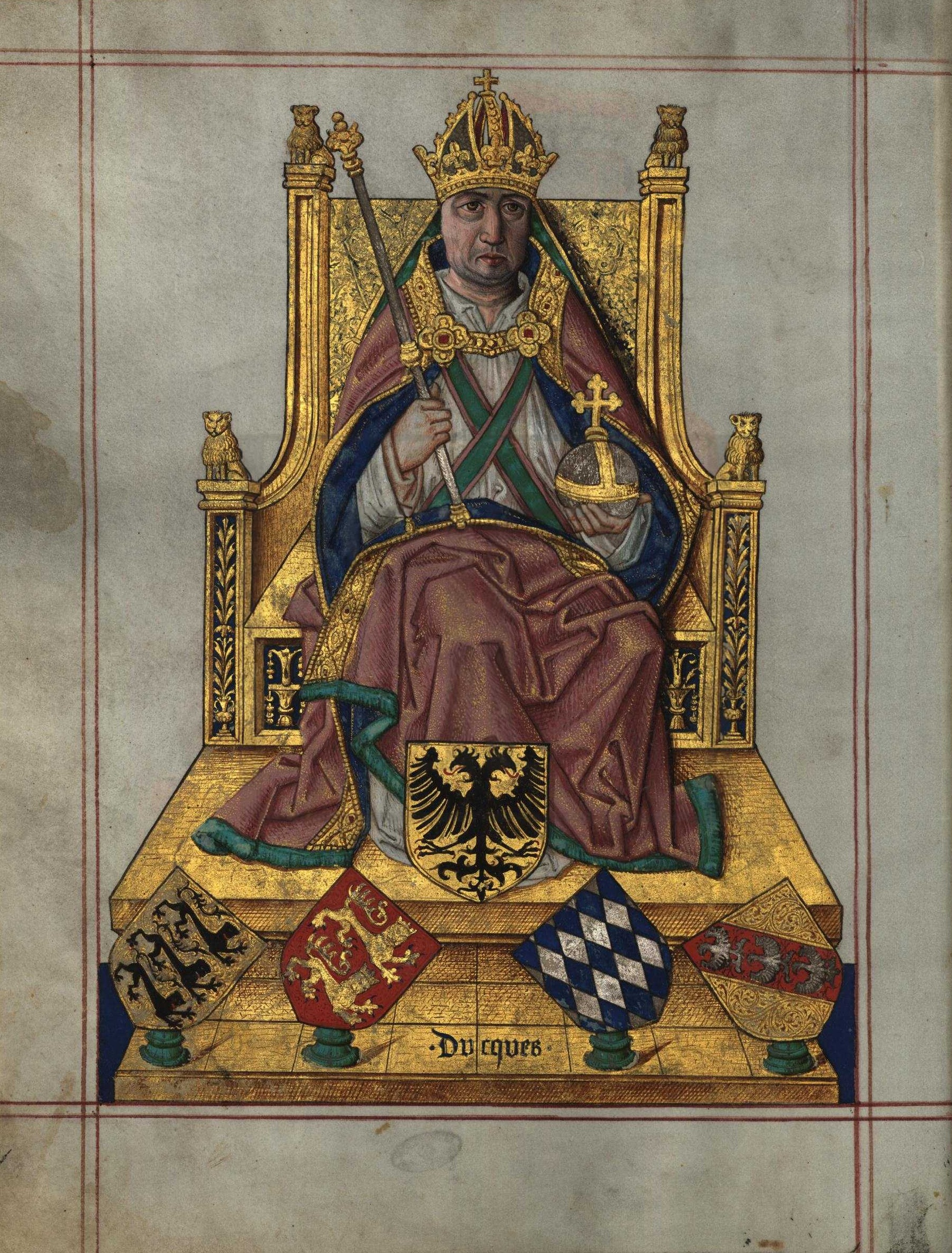
Eleição do Imperador da Alemanha (fl 32v)
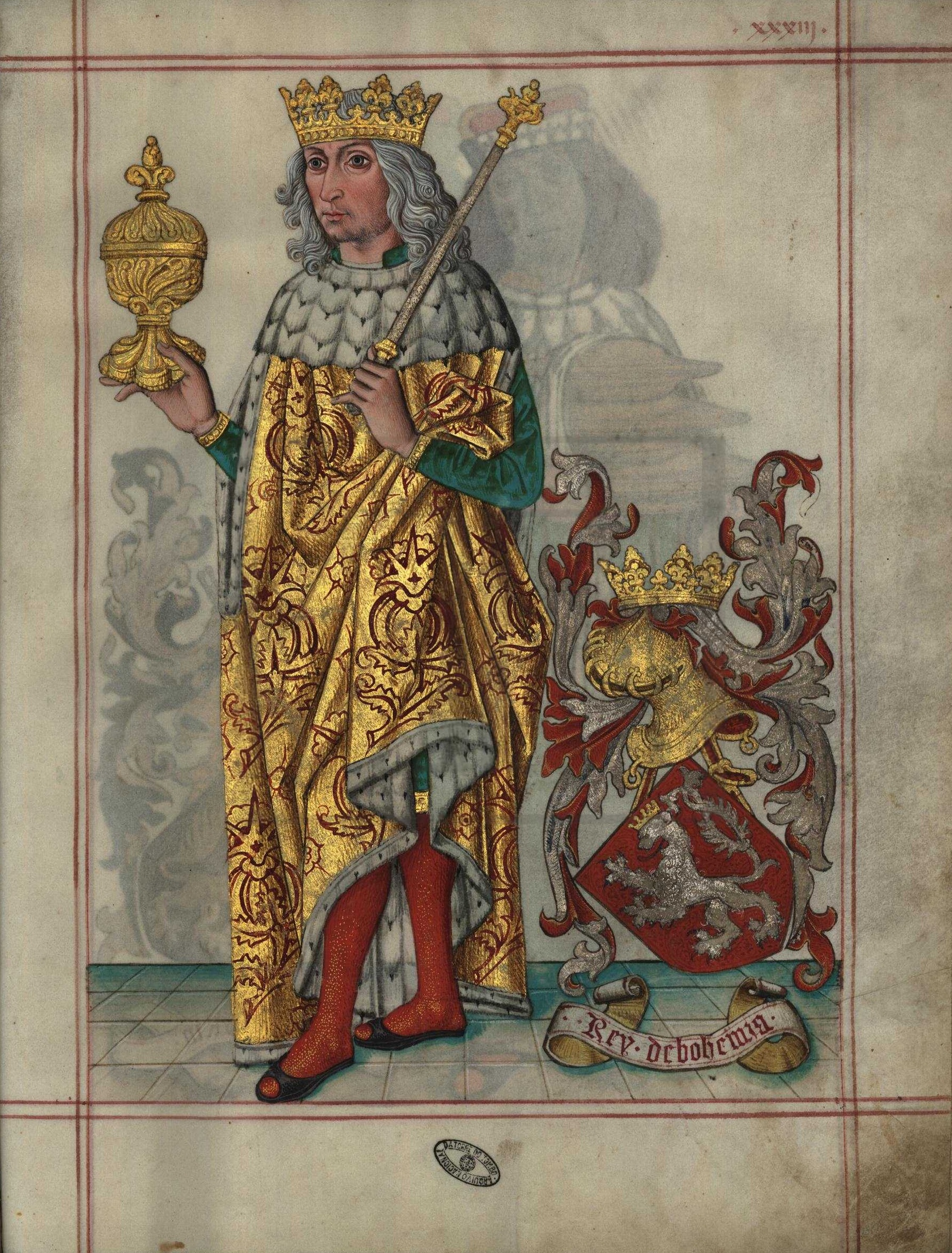
Armas do Rei da Boémia (fl 33r)
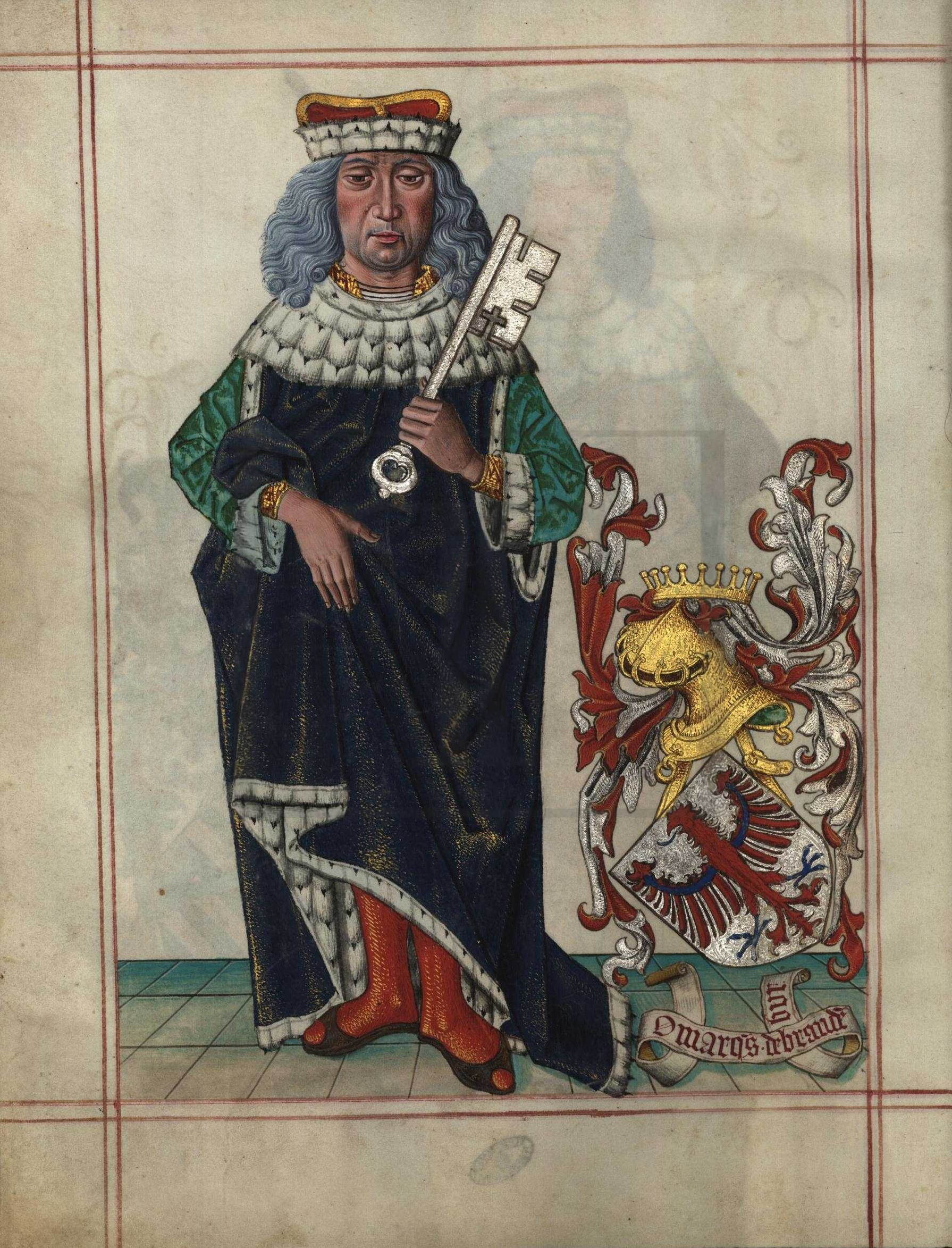
Armas do Marquês de Brandemburgo (fl 34v)
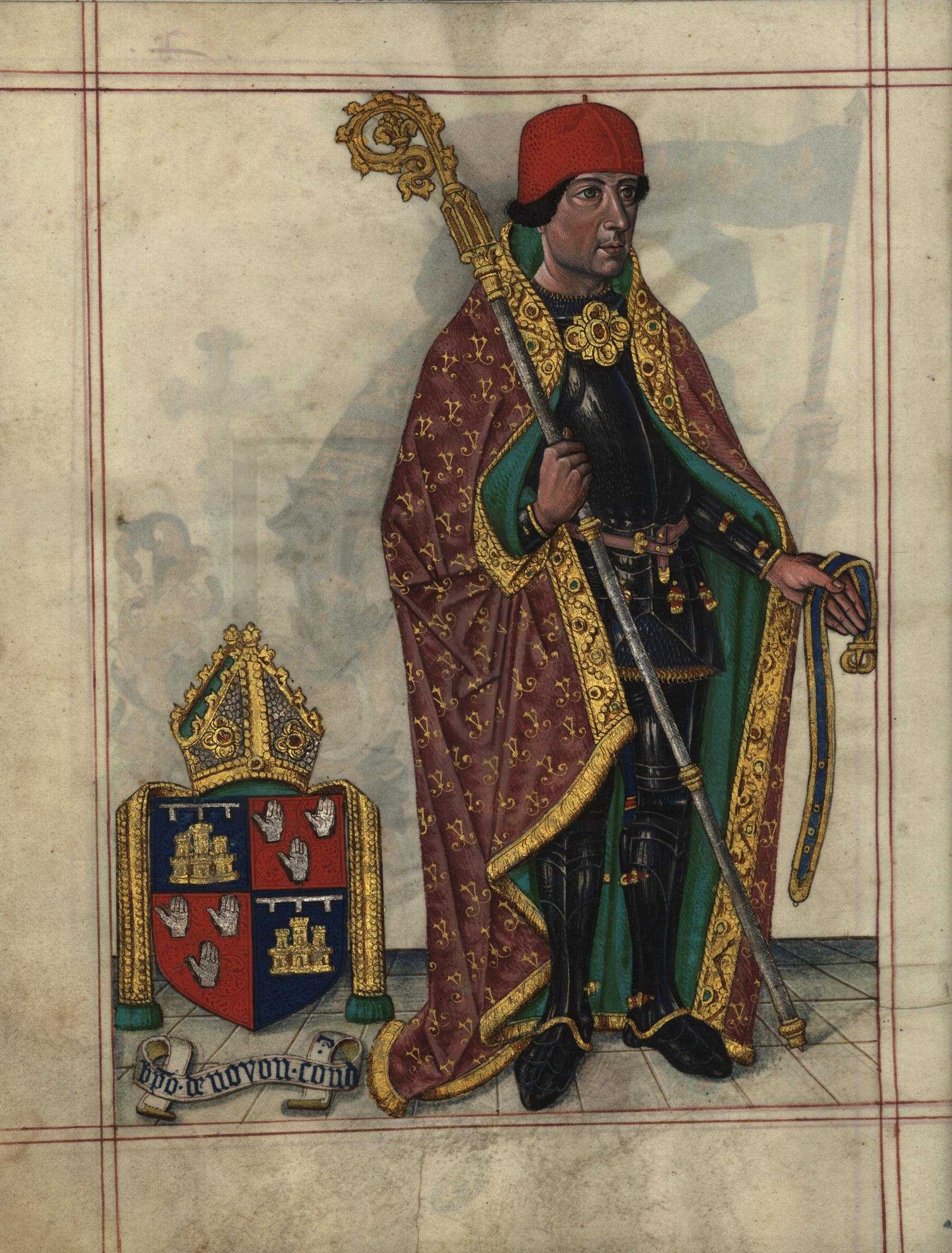
Armas do Bispo de Noyon (fl 40v)
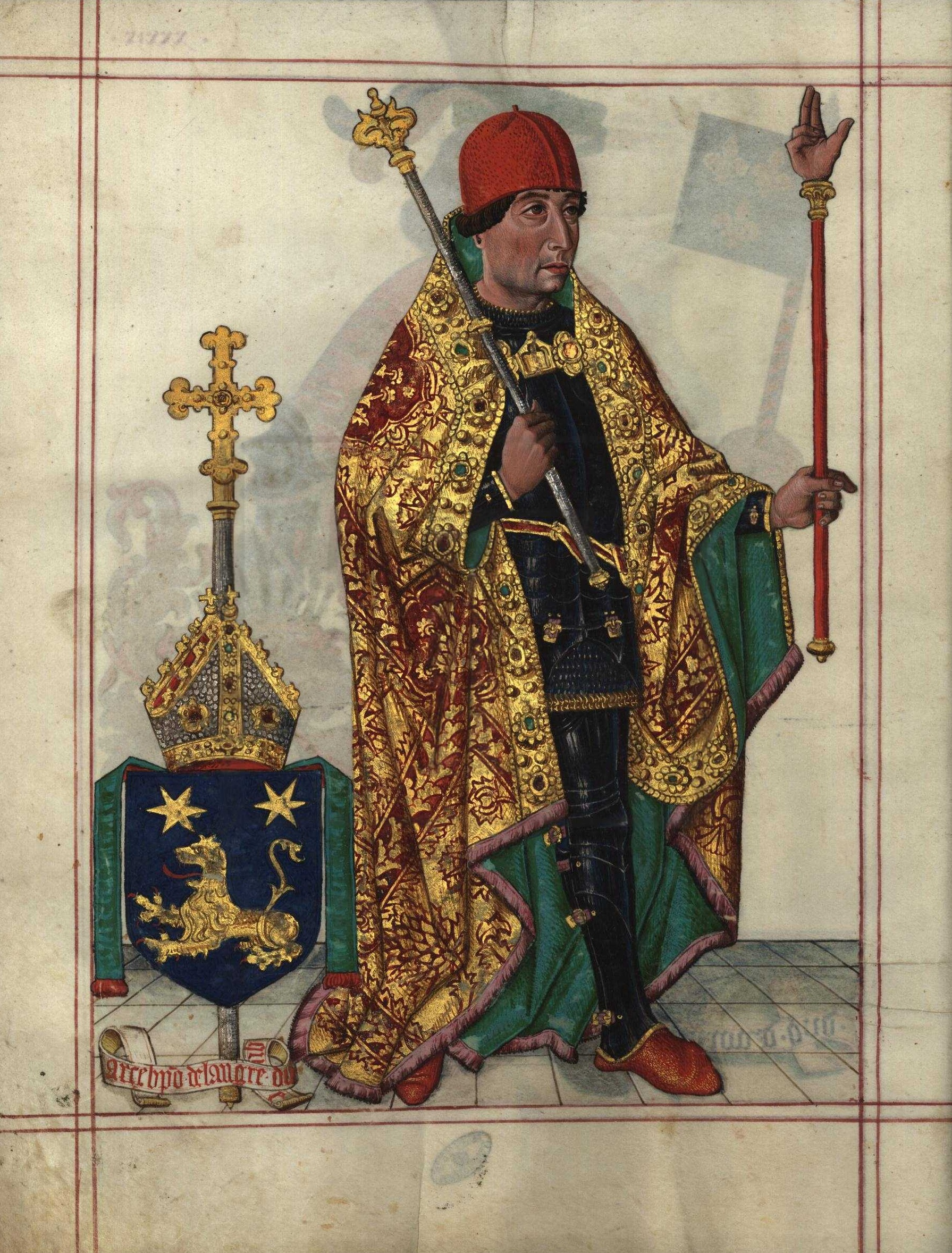
Armas do Arcebispo de Langres (fl 39v)
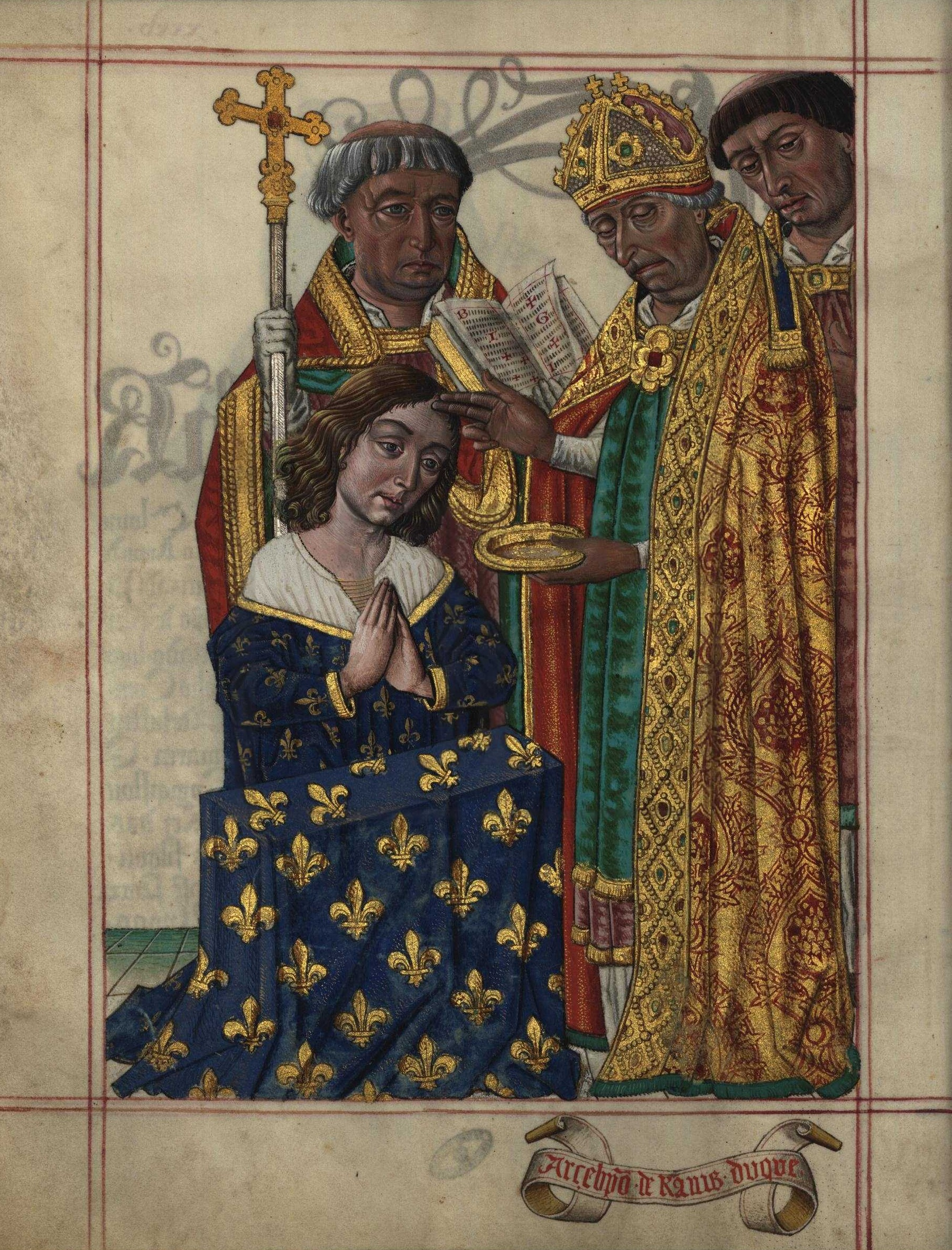
Arcebispo de Reims, sagração do Rei da França (fl 35v)
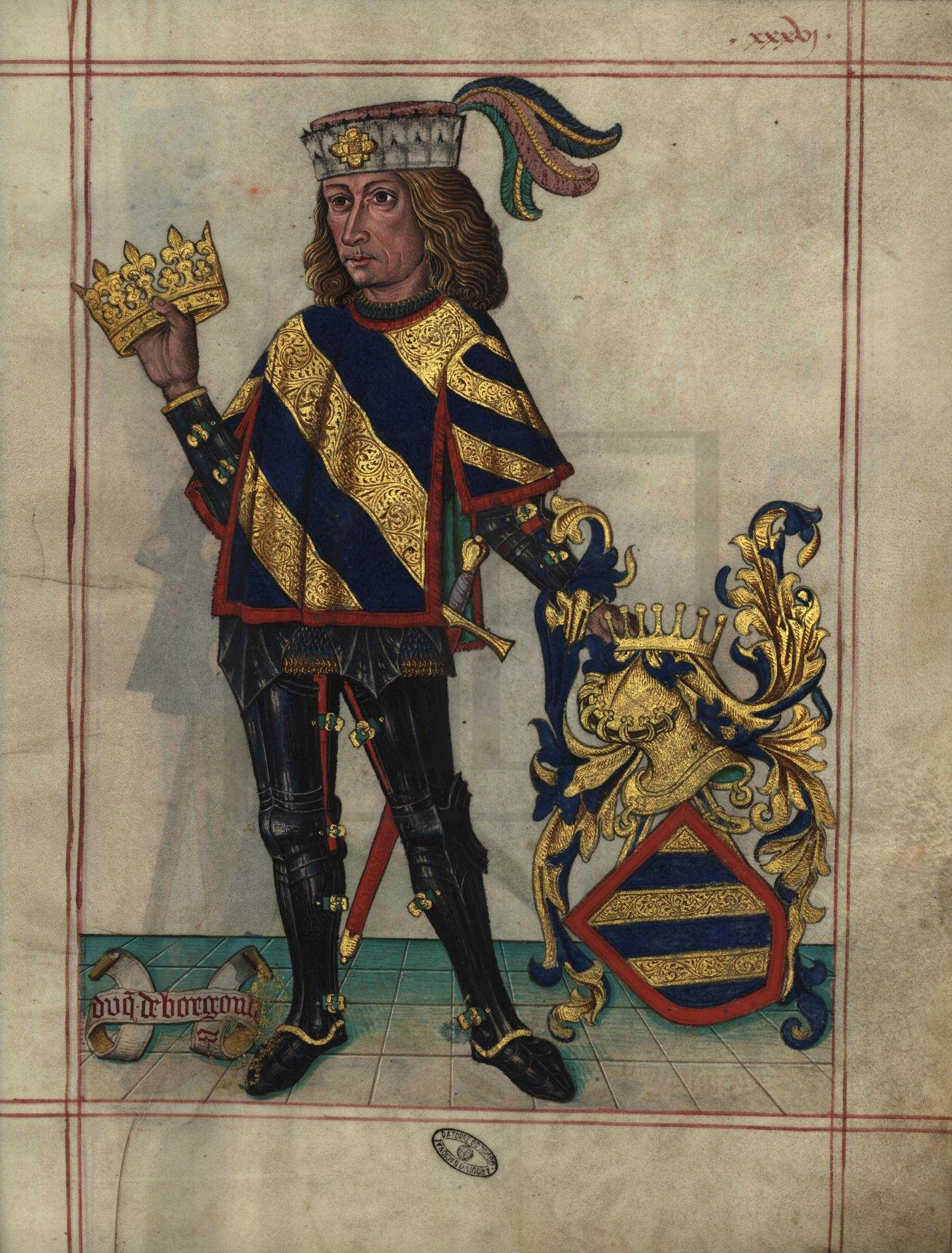
Armas do Duque da Borgonha (fl 36r)
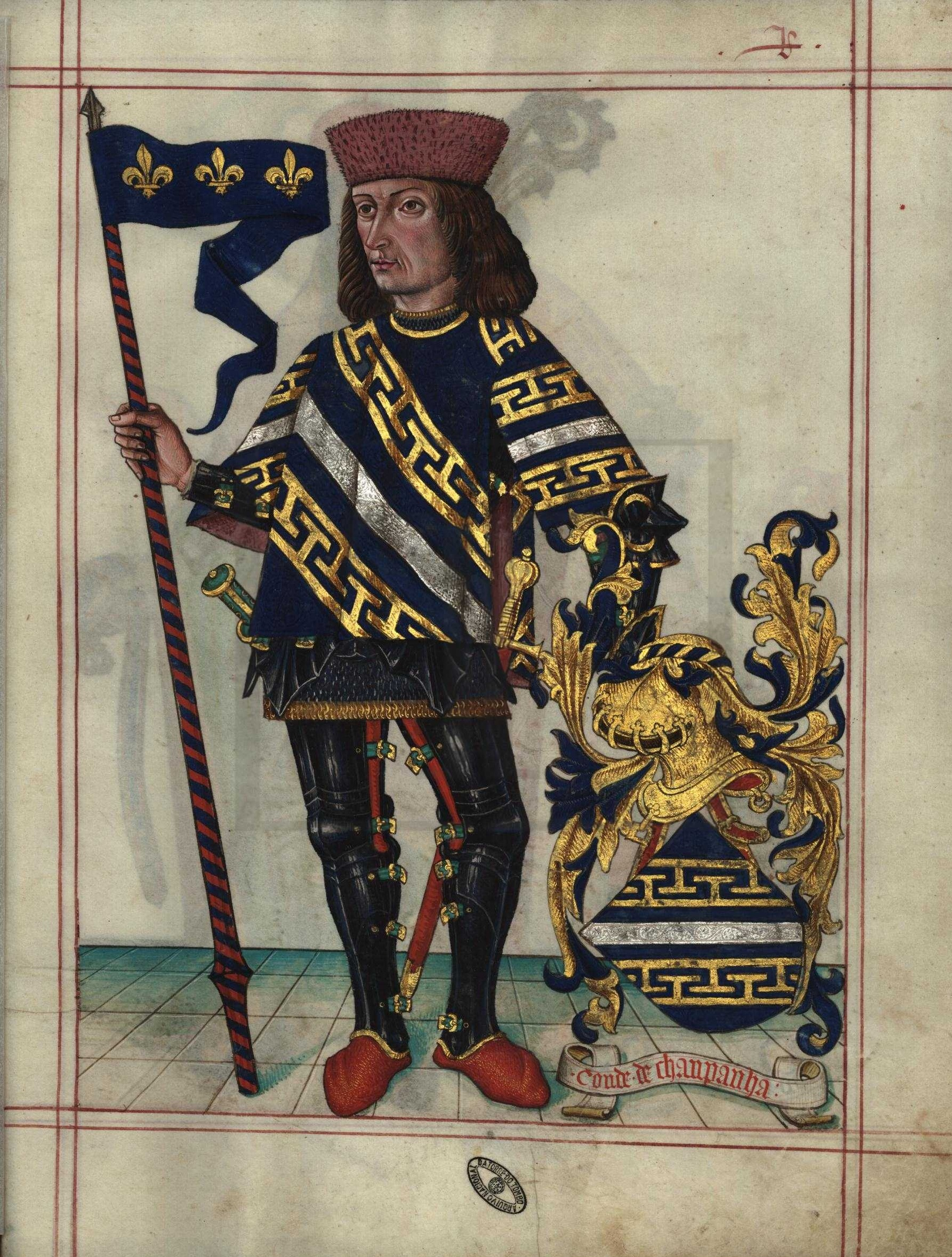
Armas do Conde de Champagne (fl 40r)
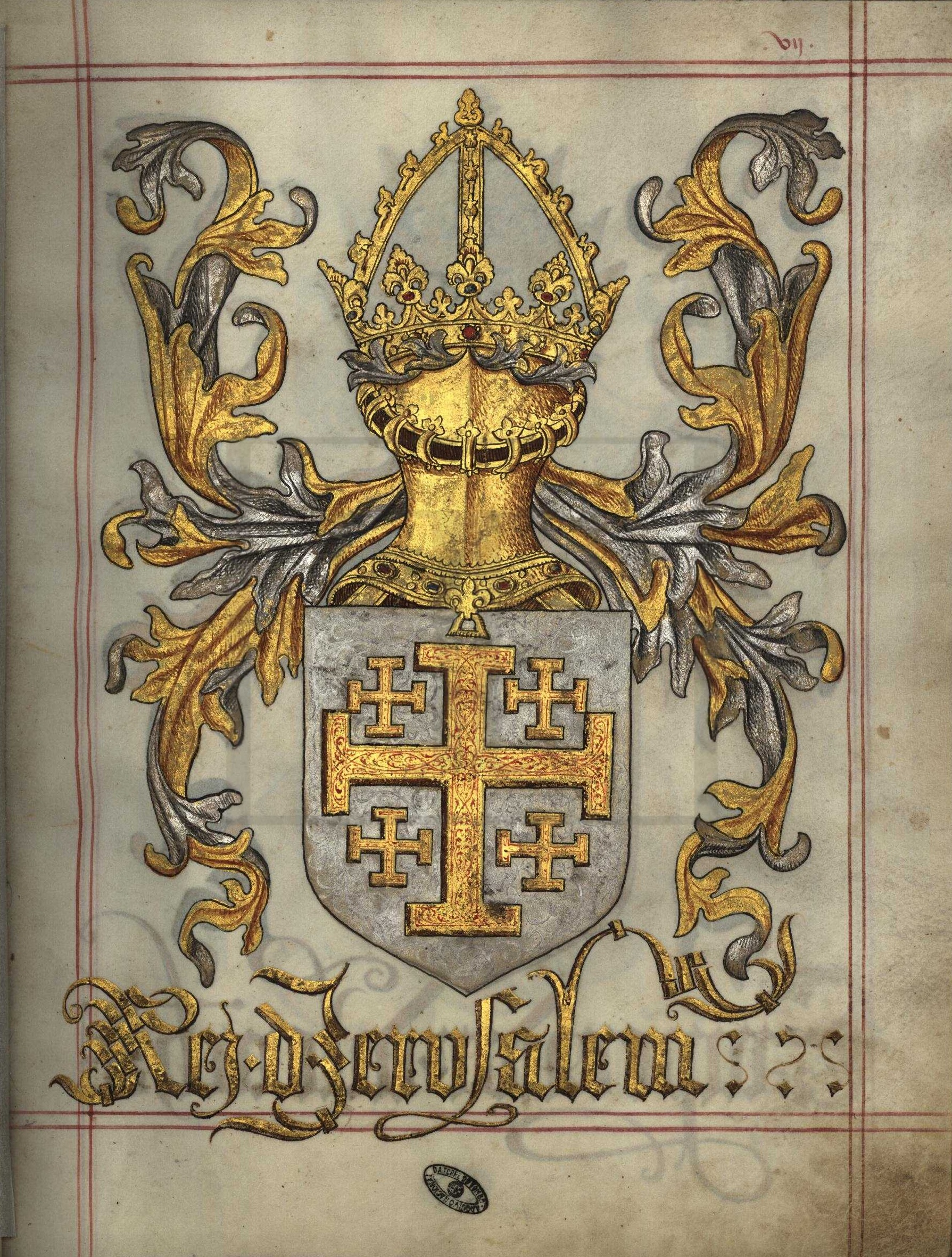
Armas do Rei de Jerusalém (fl 7r)
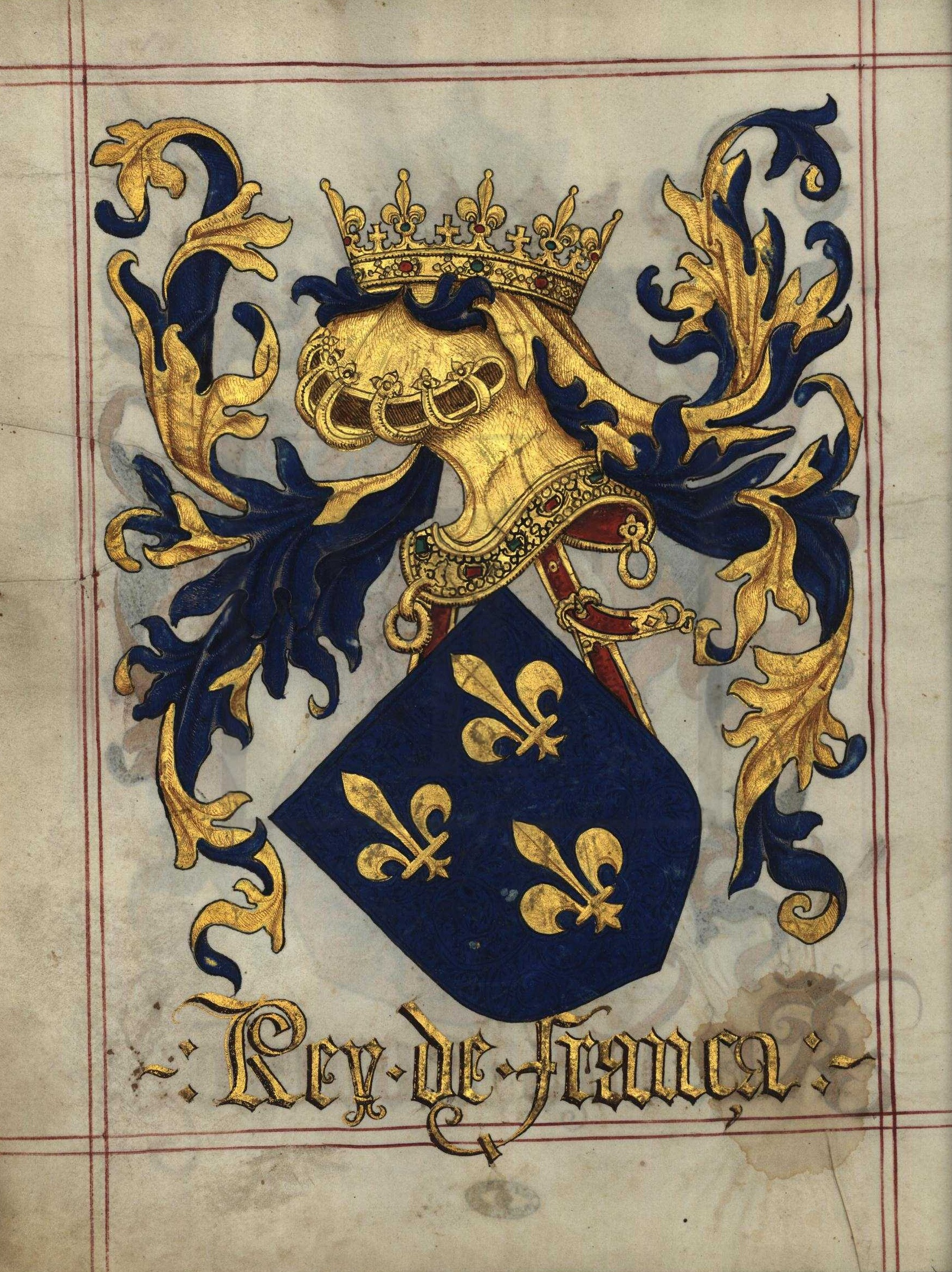
Armas do Rei da França (fl 8v)
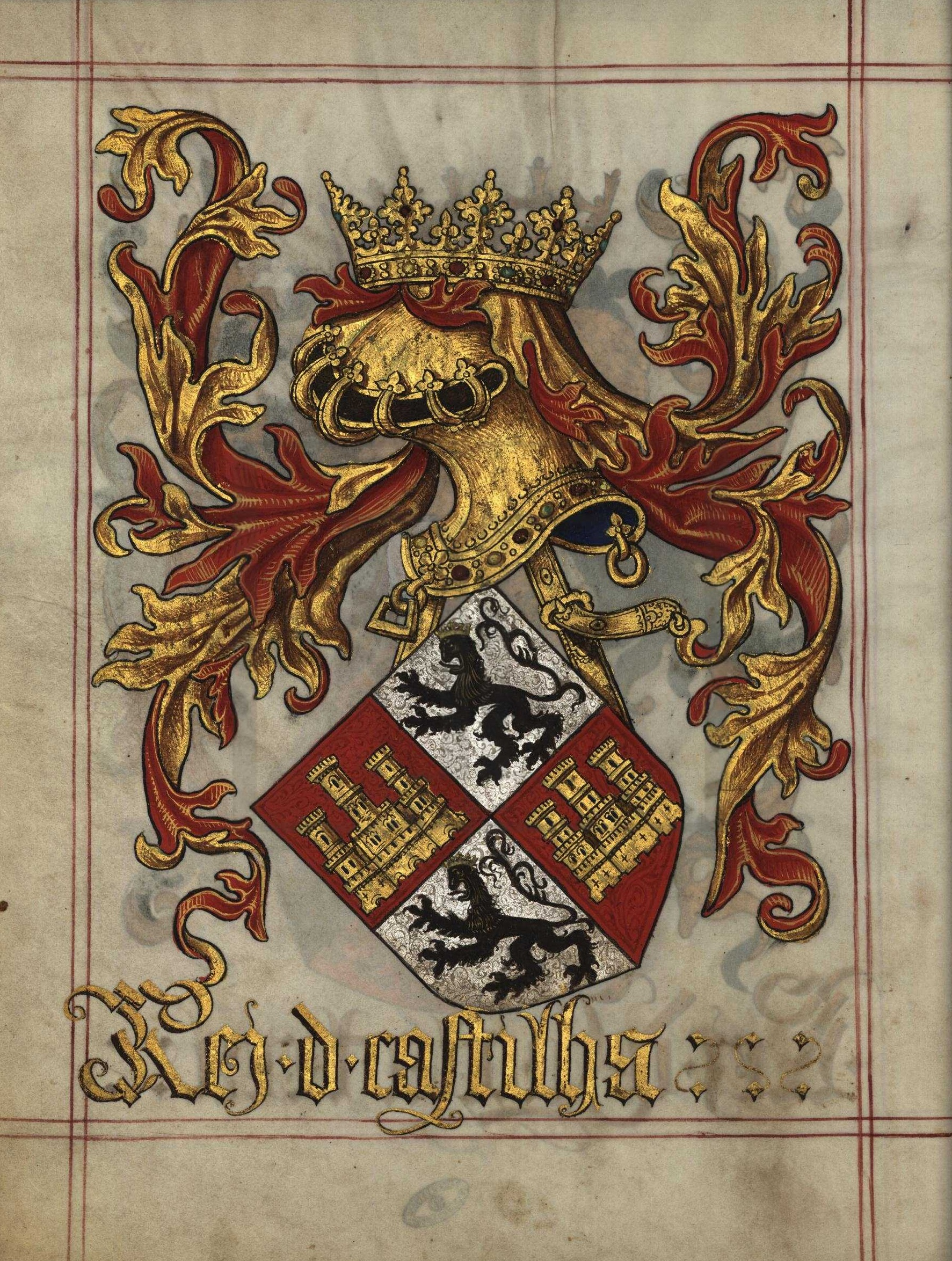
Armas do Rei de Castela (fl 9v)
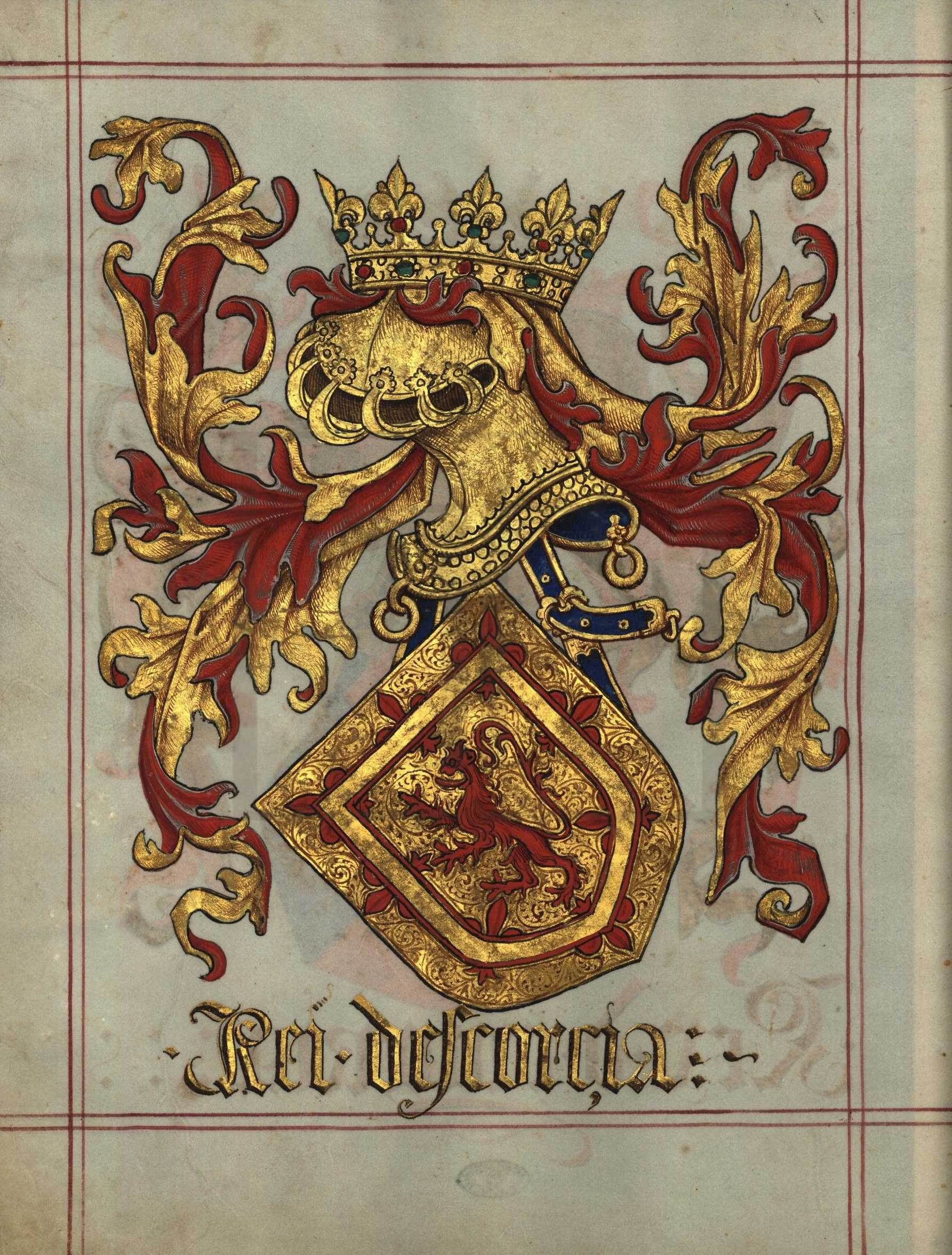
Armas do Rei da Escócia (fl 14v)
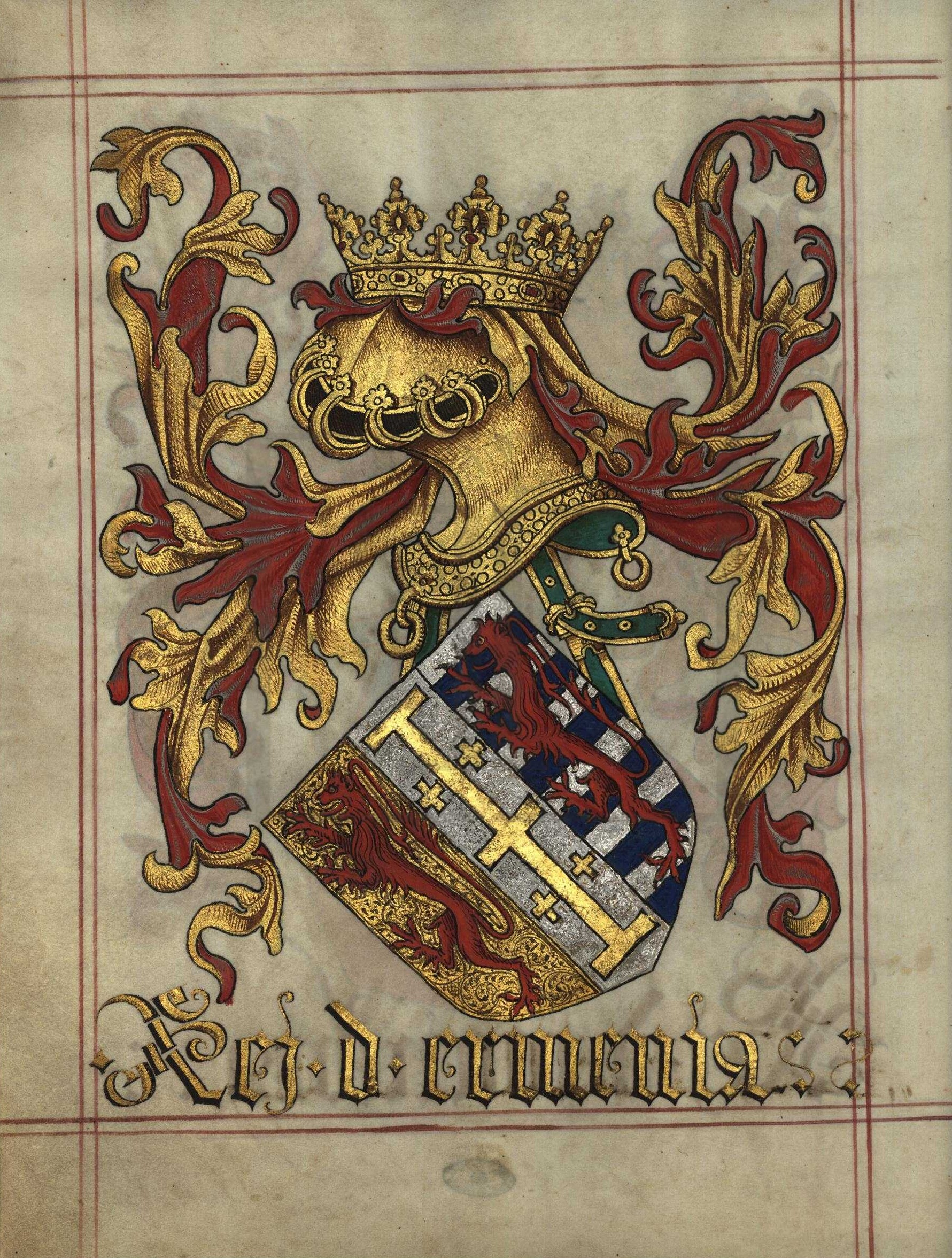
Armas do Rei da Arménia (fl 19v)